# Персонажи цикла «Меч Истины»
Персонажи серий литературных произведений «Меч Истины», «Дети Д'Хары» и «Хроники Никки» в жанре фэнтези, написанных американским писателем Терри Гудкайндом.

## Главные герои

### Кэлен Амнелл
Кэлен Амнелл (англ. Kahlan Amnell) — главная героиня цикла, Мать-Исповедница, глава совета Срединных земель, королева Галеи и Кельтона, возлюбленная, а затем и жена Ричарда.
В конце романа «Машина предсказаний» была заражена от Лесной девы Джит прикосновением смерти, которое медленно убивало Кэлен. Однако в итоге Кэлен была убита Самантой в книге «Разлучённые души». Никки безуспешно пыталась оживить её, исцелив колотую рану и удалив кровь из лёгких, но нож Саманты попал прямиком в сердце. Ричард попросил Никки остановить его сердце, чтобы он отправился в подземный мир и обменял свою жизнь на жизнь Кэлен. В результате Кэлен возвращается в мир живых без прикосновения Джит.

### Ричард Рал
Ричард Рал (англ. Richard Rahl) (Ричард Сайфер) — главный герой цикла, Искатель Истины, магистр Д’Хары, лорд Рал, положивший конец старому политическому укладу Срединных земель и создавший Д’Харианскую империю, занимающую весь мир, возлюбленный Кэлен, а затем и её муж. Он первый за три тысячи лет боевой чародей, а также первый волшебник, обладающий от рождения и магией Ущерба, и магией Приращения. В пророчествах зовётся «Несущим смерть».
В конце романа «Машина предсказаний» был заражён от Лесной девы Джит прикосновением смерти, которое медленно убивало Ричарда. Когда Саманта убила Кэлен, он попросил Никки остановить ему сердце, чтобы он спустился в подземный мир и вернул Кэлен к жизни. В романе «Воин по зову сердца» благодаря дыханию жизни Кары и Денны вернулся в мир живых и остановил императора Сулакана и Ханниса Арка.

### Зеддикус З’ул Зорандер
Зеддикус З’ул Зорандер (англ. Zeddicus Z'ul Zorander) — Великий Волшебник, Волшебник Первого Ранга, дед Ричарда. Человек, воздвигший Границы в Новом мире. Один из немногих, кто мог снять с себя Рада-Хань без посторонней помощи. Известен также как «Ветер Смерти», «Ловкач», сам при необходимости берёт себе псевдоним Рубен Рыбник. Предпочитает, чтобы друзья звали его Зеддом.
Родился за несколько десятилетий до начала событий, описываемых в цикле «Меч Истины» («Долги предков»). Став Волшебником Первого Ранга, долгое время отказывался участвовать в войне против Д`Хары, но когда Паниз Рал начал применять магию, Зедд встал на сторону Срединных земель. В древних книгах ему удалось найти заклятие, которое он применил против Паниза — запер его в Народном Дворце. За это Паниз Рал убил его жену и взял в плен дочь. К Зеддикусу в Замок прибыл посол от лорда Рала с предложением вернуть дочь в обмен на него самого. Ответом послужила голова посла и отказ Зедда. Вслед за ним к Волшебнику пришла Абигайль из Конни Кроссинг, которая оказалась связана священным долгом с Первым волшебником. Зеддикус отправился вместе с Эбби в её родную деревушку на границе с Д`Харой. Там при содействии Матери-Исповедницы им удалось помочь Эбби проникнуть во вражеский лагерь и освободить дочь Зедда. Зеддикус приступил к сотворению волшебного кокона, который должен был разорвать завесу между мирами. Когда вражеский волшебник-командир Анарго пал, Зедд разорвал завесу. Вопреки решению Совета, Зедд не позволил Подземному миру поглотить Д`Хару — вместо этого он создал стену мира смерти в мире живых, известную как Граница. В тот день он и поседел — пребывая внутри завесы во время создания Границы. Исполнив Священный долг — который должна была ему Абигайль, и она его выплатила — он отдал приказ Второму волшебнику Тому оповестить всех о создании в скором времени страны без магии. Когда через год все желающие ушли на запад, Зедд воздвиг вторую Границу и создал таким образом Вестландию. Вместе со своей дочерью, беременной от Даркена Рала, Зедд поселился в Вестландии и поведал свою историю вдовцу Джорджу Сайферу. Вскоре Джордж и дочь Зедда поженились, а сам волшебник поселился вдали от людей. Во время детства Ричарда уделял ему много времени, обучал различным полезным навыкам и был другом будущего Искателя, скрывая, что он — дед Ричарда.
На момент действия «Первого правила волшебника» Зедд всё также живёт отшельником. По стечению обстоятельств к нему приходят Ричард и Мать-Исповедница Кэлен Амнелл. Ричард укушен змеиной лозой, ему требуется лечение. После того, как Ричард очнулся, Зедд нарекает его Искателем Истины и рассказывает о предназначении, но утаивает, что является его дедом. С этого момента Кэлен, Зедд и Ричард начинают своё путешествие в Срединные земли в поисках способа остановить Даркена Рала.
После падения Даркена Рала, в «Камне слёз» Зеддикус З`ул Зорандер находит в шкатулке Одена Камень слёз, отдаёт его Рэчел и отправляется в Вестландию забрать Эди и увести её в Замок Волшебника в Эйдиндриле. В доме Эди колдунья и волшебник подвергаются нападению скрина и заражаются чёрной магией. В результате им приходится сменить направление и отправиться в Никобарис излечится от болезни, грозящей им смертью. После излечения Зедд и Эди лишаются памяти и попадают в Эйдиндрил без своего дара. Вскоре в замок Волшебника приходит Кэлен Амнелл и говорит Зедду, что Ричард ушёл за линию Башен Погибели в Древний мир во Дворец Пророков. Это настолько потрясает старого волшебника, что память к нему возвращается. Зедд отводит Кэлен на эшафот, где с помощью чар кажущейся смерти разыгрывает её казнь. После этого они бегут в Эбиниссию восстановить оттуда власть исповедниц.
В книге «Защитники паствы» Зедд попадает в руки Аннелины Алдуррен и Натана Рала, с которыми идёт в Древний мир уничтожить Дворец Пророков. Волшебники Натан и Зедд — не без помощи Ричарда — разрушают кокон, который замедлял во Дворце время, в результате чего здание и чары рушатся. В момент крушения магии Натан Рал освободился от Рада-Хань и Энн отказалась снять ошейник с Зедда, мотивируя тем, что Натана нужно поймать. Преследуя пророка в «Храме Ветров», Зедд и аббатиса получают от него послание, где он просит их прекратить поиски и занялись более важным делом — отыскали сокровище Джокопо. Зеддикус и Аннелина отправляются в степи и попадают в плен к нантонгам, от которых освобождаются и становятся рабами доаков. Впоследствии они освобождаются и оказываются перепроданными племени Тины, после чего находят сокровище Джокопо и уничтожают его. В племени Тины дожидаются прибытия Кэлен и Ричарда на свадьбу.
В «Духе огня» Зедд, узнав, что Кэлен выпустила шимов, отправляется в Андерит. Там он находит врата, за которые Андер запер шимов, и пытается своей душой заместить душу Ричарда, за который пришли шимы. Однако, Сентраши выбивает его душу из тела и вселяет в ворона. Зедд, в облике ворона, выкрадывает из кабинета Далтона Кэмпбела дневник Йозефа Андера и передаёт его Ричарду. После же он пытается спасти свою знакомую колдунью Франку, которую сжигает Серин Раяк в Ферфилде. Выклевав ему второй глаз и выдрав волосы, он едва успевает спастись на Паучихе — своей лошади. Когда Ричард отдаёт шимам душу Андера и изгоняет их в Подземный мир, Зедд возвращается в своё тело и едет в расположение Д`Харианской армии на севере от Андерита. Там он обучает сестёр Света и волшебника Уоррена искусству боевой магии и войне против волшебников Ордена. После смерти Уоррена и отбытия Кэлен в Древний мир, отправляется с Эди в опустевший Эйдиндрил, дабы защитить Замок Волшебника от императора Джеганя.
Погибает в книге «Разлучённые души». Когда он застаёт Ирэну за перепиской через путевой дневник с Людвигом Дрейером, он пытается её остановить, наложив на неё заклятие, но Ирэна применяет оккультные способности и убивает волшебника, магией отрубив ему голову. В романе «Сердце войны», находясь в подземном мире, встречает дух Никки, которая отправилась в мир мёртвых для поисков души Ричарда Рала.

### Никки
Никки (англ. Nicci) — бывшая сестра Света, воспитанная в Древнем мире по законам Братства Ордена, переметнувшаяся к Владетелю и ставшая сестрой Тьмы. Известна также под именем «Госпожа Смерть». Невероятно сильная колдунья с выдающимися способностями. Была сторонницей императора Джеганя до тех пор, пока Ричард Рал не показал ей ценность жизни и её смысл, после чего она стала его верным союзником.

### Генеалогическое древо Ричарда Рала и Кэлен Амнелл
| упоминаемые в книгах и являющиеся действующими лицами подцикла «Легенда о Магде Сирус» | упоминаемые в книгах и являющиеся действующими лицами подцикла «Легенда о Магде Сирус» | упоминаемые в книгах и являющиеся действующими лицами подцикла «Легенда о Магде Сирус» | упоминаемые в книгах и являющиеся действующими лицами подцикла «Легенда о Магде Сирус» | упоминаемые в книгах и являющиеся действующими лицами подцикла «Легенда о Магде Сирус» | упоминаемые в книгах и являющиеся действующими лицами подцикла «Легенда о Магде Сирус» |  |  | упоминаемые в книгах цикла «Меч Истины», но умершие до начала повествования | упоминаемые в книгах цикла «Меч Истины», но умершие до начала повествования | упоминаемые в книгах цикла «Меч Истины», но умершие до начала повествования | упоминаемые в книгах цикла «Меч Истины», но умершие до начала повествования | упоминаемые в книгах цикла «Меч Истины», но умершие до начала повествования | упоминаемые в книгах цикла «Меч Истины», но умершие до начала повествования |  |  | участники сюжета циклов «Меч Истины», «Дети Д'Хары» и «Хроники Никки», не дожившие до конца повествования | участники сюжета циклов «Меч Истины», «Дети Д'Хары» и «Хроники Никки», не дожившие до конца повествования | участники сюжета циклов «Меч Истины», «Дети Д'Хары» и «Хроники Никки», не дожившие до конца повествования | участники сюжета циклов «Меч Истины», «Дети Д'Хары» и «Хроники Никки», не дожившие до конца повествования | участники сюжета циклов «Меч Истины», «Дети Д'Хары» и «Хроники Никки», не дожившие до конца повествования | участники сюжета циклов «Меч Истины», «Дети Д'Хары» и «Хроники Никки», не дожившие до конца повествования |  |  | участники сюжета циклов «Меч Истины», «Дети Д'Хары» и «Хроники Никки», дожившие до конца повествования | участники сюжета циклов «Меч Истины», «Дети Д'Хары» и «Хроники Никки», дожившие до конца повествования | участники сюжета циклов «Меч Истины», «Дети Д'Хары» и «Хроники Никки», дожившие до конца повествования | участники сюжета циклов «Меч Истины», «Дети Д'Хары» и «Хроники Никки», дожившие до конца повествования | участники сюжета циклов «Меч Истины», «Дети Д'Хары» и «Хроники Никки», дожившие до конца повествования | участники сюжета циклов «Меч Истины», «Дети Д'Хары» и «Хроники Никки», дожившие до конца повествования |  |  | участники сюжета романа «Закон девяток» | участники сюжета романа «Закон девяток» | участники сюжета романа «Закон девяток» | участники сюжета романа «Закон девяток» | участники сюжета романа «Закон девяток» | участники сюжета романа «Закон девяток» |

|            |            |            |            |               |               |               |               | Альрик Рал           | Альрик Рал           | Альрик Рал           | Альрик Рал           | Альрик Рал           | Альрик Рал           |              |              |                 |                 |                 |                 |                  |                  |                  |                  |                        |                        |                        |                        |                        |                        | Барах          | Барах          | Барах          | Барах          | Барах        | Барах        |              |              | Магда Сирус  | Магда Сирус  | Магда Сирус  | Магда Сирус  | Магда Сирус | Магда Сирус |                |                | Мерритт        | Мерритт        | Мерритт        | Мерритт        | Мерритт | Мерритт |                    |                    |                    |                    |                    |                    |  |  |  |  |  |  |  |  |  |  |  |  |  |  |  |  |  |  |  |  |  |  |  |  |
|            |            |            |            |               |               |               |               | Альрик Рал           | Альрик Рал           | Альрик Рал           | Альрик Рал           | Альрик Рал           | Альрик Рал           |              |              |                 |                 |                 |                 |                  |                  |                  |                  |                        |                        |                        |                        |                        |                        | Барах          | Барах          | Барах          | Барах          | Барах        | Барах        |              |              | Магда Сирус  | Магда Сирус  | Магда Сирус  | Магда Сирус  | Магда Сирус | Магда Сирус |                |                | Мерритт        | Мерритт        | Мерритт        | Мерритт        | Мерритт | Мерритт |                    |                    |                    |                    |                    |                    |  |  |  |  |  |  |  |  |  |  |  |  |  |  |  |  |  |  |  |  |  |  |  |  |
|            |            |            |            |               |               |               |               |                      |                      |                      |                      |                      |                      |              |              |                 |                 |                 |                 |                  |                  |                  |                  |                        |                        |                        |                        |                        |                        |                |                |                |                |              |              |              |              |              |              |              |              |             |             |                |                |                |                |                |                |         |         |                    |                    |                    |                    |                    |                    |  |  |  |  |  |  |  |  |  |  |  |  |  |  |  |  |  |  |  |  |  |  |  |  |
|            |            |            |            |               |               |               |               |                      |                      |                      |                      |                      |                      |              |              |                 |                 |                 |                 |                  |                  |                  |                  |                        |                        |                        |                        |                        |                        |                |                |                |                |              |              |              |              |              |              |              |              |             |             |                |                |                |                |                |                |         |         |                    |                    |                    |                    |                    |                    |  |  |  |  |  |  |  |  |  |  |  |  |  |  |  |  |  |  |  |  |  |  |  |  |
| Натан Рал  |            |            |            |               |               |               |               |                      |                      |                      |                      |                      |                      |              |              |                 |                 |                 |                 |                  |                  |                  |                  |                        |                        |                        |                        |                        |                        |                |                |                |                |              |              |              |              |              |              |              |              |             |             |                |                |                |                |                |                |         |         |                    |                    |                    |                    |                    |                    |  |  |  |  |  |  |  |  |  |  |  |  |  |  |  |  |  |  |  |  |  |  |  |  |
|            |            |            |            |               |               |               |               |                      |                      |                      |                      |                      |                      |              |              |                 |                 |                 |                 |                  |                  |                  |                  |                        |                        |                        |                        |                        |                        |                |                |                |                |              |              |              |              |              |              |              |              |             |             |                |                |                |                |                |                |         |         |                    |                    |                    |                    |                    |                    |  |  |  |  |  |  |  |  |  |  |  |  |  |  |  |  |  |  |  |  |  |  |  |  |
|            |            |            |            |               |               |               |               |                      |                      |                      |                      |                      |                      |              |              |                 |                 |                 |                 | Отец Зеддикуса   | Отец Зеддикуса   | Отец Зеддикуса   | Отец Зеддикуса   | Отец Зеддикуса         | Отец Зеддикуса         |                        |                        | Мать Зеддикуса         | Мать Зеддикуса         | Мать Зеддикуса | Мать Зеддикуса | Мать Зеддикуса | Мать Зеддикуса |              |              |              |              |              |              |              |              |             |             |                |                |                |                |                |                |         |         |                    |                    |                    |                    |                    |                    |  |  |  |  |  |  |  |  |  |  |  |  |  |  |  |  |  |  |  |  |  |  |  |  |
|            |            |            |            |               |               |               |               |                      |                      |                      |                      |                      |                      |              |              |                 |                 |                 |                 | Отец Зеддикуса   | Отец Зеддикуса   | Отец Зеддикуса   | Отец Зеддикуса   | Отец Зеддикуса         | Отец Зеддикуса         |                        |                        | Мать Зеддикуса         | Мать Зеддикуса         | Мать Зеддикуса | Мать Зеддикуса | Мать Зеддикуса | Мать Зеддикуса |              |              |              |              |              |              |              |              |             |             |                |                |                |                |                |                |         |         |                    |                    |                    |                    |                    |                    |  |  |  |  |  |  |  |  |  |  |  |  |  |  |  |  |  |  |  |  |  |  |  |  |
|            |            |            |            |               |               |               |               |                      |                      |                      |                      |                      |                      |              |              |                 |                 |                 |                 |                  |                  |                  |                  |                        |                        |                        |                        |                        |                        |                |                |                |                |              |              |              |              |              |              |              |              |             |             |                |                |                |                |                |                |         |         |                    |                    |                    |                    |                    |                    |  |  |  |  |  |  |  |  |  |  |  |  |  |  |  |  |  |  |  |  |  |  |  |  |
|            |            |            |            |               |               |               |               |                      |                      |                      |                      |                      |                      |              |              |                 |                 |                 |                 |                  |                  |                  |                  |                        |                        |                        |                        |                        |                        |                |                |                |                |              |              |              |              |              |              |              |              |             |             |                |                |                |                |                |                |         |         |                    |                    |                    |                    |                    |                    |  |  |  |  |  |  |  |  |  |  |  |  |  |  |  |  |  |  |  |  |  |  |  |  |
|            |            |            |            |               |               |               |               | Паниз Рал            | Паниз Рал            | Паниз Рал            | Паниз Рал            | Паниз Рал            | Паниз Рал            |              |              | Эрилин Зорандер | Эрилин Зорандер | Эрилин Зорандер | Эрилин Зорандер | Эрилин Зорандер  | Эрилин Зорандер  |                  |                  | Зеддикус З'ул Зорандер | Зеддикус З'ул Зорандер | Зеддикус З'ул Зорандер | Зеддикус З'ул Зорандер | Зеддикус З'ул Зорандер | Зеддикус З'ул Зорандер |                |                |                |                |              |              |              |              |              |              |              |              |             |             |                |                |                |                |                |                |         |         |                    |                    |                    |                    |                    |                    |  |  |  |  |  |  |  |  |  |  |  |  |  |  |  |  |  |  |  |  |  |  |  |  |
|            |            |            |            |               |               |               |               | Паниз Рал            | Паниз Рал            | Паниз Рал            | Паниз Рал            | Паниз Рал            | Паниз Рал            |              |              | Эрилин Зорандер | Эрилин Зорандер | Эрилин Зорандер | Эрилин Зорандер | Эрилин Зорандер  | Эрилин Зорандер  |                  |                  | Зеддикус З'ул Зорандер | Зеддикус З'ул Зорандер | Зеддикус З'ул Зорандер | Зеддикус З'ул Зорандер | Зеддикус З'ул Зорандер | Зеддикус З'ул Зорандер |                |                |                |                |              |              |              |              |              |              |              |              |             |             |                |                |                |                |                |                |         |         |                    |                    |                    |                    |                    |                    |  |  |  |  |  |  |  |  |  |  |  |  |  |  |  |  |  |  |  |  |  |  |  |  |
|            |            |            |            |               |               |               |               |                      |                      |                      |                      |                      |                      |              |              |                 |                 |                 |                 |                  |                  |                  |                  |                        |                        |                        |                        |                        |                        |                |                |                |                |              |              |              |              |              |              |              |              |             |             |                |                |                |                |                |                |         |         |                    |                    |                    |                    |                    |                    |  |  |  |  |  |  |  |  |  |  |  |  |  |  |  |  |  |  |  |  |  |  |  |  |
|            |            |            |            |               |               |               |               | Даркен Рал           | Даркен Рал           | Даркен Рал           | Даркен Рал           | Даркен Рал           | Даркен Рал           |              |              |                 |                 |                 |                 | Мать Ричарда     | Мать Ричарда     | Мать Ричарда     | Мать Ричарда     | Мать Ричарда           | Мать Ричарда           |                        |                        | Джордж Сайфер          | Джордж Сайфер          | Джордж Сайфер  | Джордж Сайфер  | Джордж Сайфер  | Джордж Сайфер  |              |              | Мать Кэлен   | Мать Кэлен   | Мать Кэлен   | Мать Кэлен   | Мать Кэлен   | Мать Кэлен   |             |             | Вайборн Амнелл | Вайборн Амнелл | Вайборн Амнелл | Вайборн Амнелл | Вайборн Амнелл | Вайборн Амнелл |         |         | Королева Бернадина | Королева Бернадина | Королева Бернадина | Королева Бернадина | Королева Бернадина | Королева Бернадина |  |  |  |  |  |  |  |  |  |  |  |  |  |  |  |  |  |  |  |  |  |  |  |  |
|            |            |            |            |               |               |               |               | Даркен Рал           | Даркен Рал           | Даркен Рал           | Даркен Рал           | Даркен Рал           | Даркен Рал           |              |              |                 |                 |                 |                 | Мать Ричарда     | Мать Ричарда     | Мать Ричарда     | Мать Ричарда     | Мать Ричарда           | Мать Ричарда           |                        |                        | Джордж Сайфер          | Джордж Сайфер          | Джордж Сайфер  | Джордж Сайфер  | Джордж Сайфер  | Джордж Сайфер  |              |              | Мать Кэлен   | Мать Кэлен   | Мать Кэлен   | Мать Кэлен   | Мать Кэлен   | Мать Кэлен   |             |             | Вайборн Амнелл | Вайборн Амнелл | Вайборн Амнелл | Вайборн Амнелл | Вайборн Амнелл | Вайборн Амнелл |         |         | Королева Бернадина | Королева Бернадина | Королева Бернадина | Королева Бернадина | Королева Бернадина | Королева Бернадина |  |  |  |  |  |  |  |  |  |  |  |  |  |  |  |  |  |  |  |  |  |  |  |  |
|            |            |            |            |               |               |               |               |                      |                      |                      |                      |                      |                      |              |              |                 |                 |                 |                 |                  |                  |                  |                  |                        |                        |                        |                        |                        |                        |                |                |                |                |              |              |              |              |              |              |              |              |             |             |                |                |                |                |                |                |         |         |                    |                    |                    |                    |                    |                    |  |  |  |  |  |  |  |  |  |  |  |  |  |  |  |  |  |  |  |  |  |  |  |  |
|            |            |            |            |               |               |               |               |                      |                      |                      |                      |                      |                      |              |              |                 |                 |                 |                 |                  |                  |                  |                  |                        |                        |                        |                        |                        |                        |                |                |                |                |              |              |              |              |              |              |              |              |             |             |                |                |                |                |                |                |         |         |                    |                    |                    |                    |                    |                    |  |  |  |  |  |  |  |  |  |  |  |  |  |  |  |  |  |  |  |  |  |  |  |  |
|            |            |            |            |               |               |               |               |                      |                      |                      |                      |                      |                      |              |              |                 |                 |                 |                 |                  |                  |                  |                  |                        |                        |                        |                        |                        |                        |                |                |                |                |              |              |              |              |              |              |              |              |             |             |                |                |                |                |                |                |         |         |                    |                    |                    |                    |                    |                    |  |  |  |  |  |  |  |  |  |  |  |  |  |  |  |  |  |  |  |  |  |  |  |  |
| Дрефан Рал | Дрефан Рал | Дрефан Рал | Дрефан Рал | Дрефан Рал    | Дрефан Рал    |               |               | Оба Рал              | Оба Рал              | Оба Рал              | Оба Рал              | Оба Рал              | Оба Рал              |              |              |                 |                 |                 |                 |                  |                  |                  |                  | Майкл Сайфер           | Майкл Сайфер           | Майкл Сайфер           | Майкл Сайфер           | Майкл Сайфер           | Майкл Сайфер           |                |                | Дэни           | Дэни           | Дэни         | Дэни         | Дэни         | Дэни         |              |              |              |              |             |             | Гарольд Амнелл | Гарольд Амнелл | Гарольд Амнелл | Гарольд Амнелл | Гарольд Амнелл | Гарольд Амнелл |         |         | Цирилла Амнелл     | Цирилла Амнелл     | Цирилла Амнелл     | Цирилла Амнелл     | Цирилла Амнелл     | Цирилла Амнелл     |  |  |  |  |  |  |  |  |  |  |  |  |  |  |  |  |  |  |  |  |  |  |  |  |
| Дрефан Рал | Дрефан Рал | Дрефан Рал | Дрефан Рал | Дрефан Рал    | Дрефан Рал    |               |               | Оба Рал              | Оба Рал              | Оба Рал              | Оба Рал              | Оба Рал              | Оба Рал              |              |              |                 |                 |                 |                 |                  |                  |                  |                  | Майкл Сайфер           | Майкл Сайфер           | Майкл Сайфер           | Майкл Сайфер           | Майкл Сайфер           | Майкл Сайфер           |                |                | Дэни           | Дэни           | Дэни         | Дэни         | Дэни         | Дэни         |              |              |              |              |             |             | Гарольд Амнелл | Гарольд Амнелл | Гарольд Амнелл | Гарольд Амнелл | Гарольд Амнелл | Гарольд Амнелл |         |         | Цирилла Амнелл     | Цирилла Амнелл     | Цирилла Амнелл     | Цирилла Амнелл     | Цирилла Амнелл     | Цирилла Амнелл     |  |  |  |  |  |  |  |  |  |  |  |  |  |  |  |  |  |  |  |  |  |  |  |  |
|            |            |            |            | Том           | Том           | Том           | Том           | Том                  | Том                  |                      |                      | Дженнсен Рал         | Дженнсен Рал         | Дженнсен Рал | Дженнсен Рал | Дженнсен Рал    | Дженнсен Рал    |                 |                 |                  |                  | Ричард Рал       | Ричард Рал       | Ричард Рал             | Ричард Рал             | Ричард Рал             | Ричард Рал             |                        |                        |                |                |                |                | Кэлен Амнелл | Кэлен Амнелл | Кэлен Амнелл | Кэлен Амнелл | Кэлен Амнелл | Кэлен Амнелл |              |              |             |             |                |                |                |                |                |                |         |         |                    |                    |                    |                    |                    |                    |  |  |  |  |  |  |  |  |  |  |  |  |  |  |  |  |  |  |  |  |  |  |  |  |
|            |            |            |            | Том           | Том           | Том           | Том           | Том                  | Том                  |                      |                      | Дженнсен Рал         | Дженнсен Рал         | Дженнсен Рал | Дженнсен Рал | Дженнсен Рал    | Дженнсен Рал    |                 |                 |                  |                  | Ричард Рал       | Ричард Рал       | Ричард Рал             | Ричард Рал             | Ричард Рал             | Ричард Рал             |                        |                        |                |                |                |                | Кэлен Амнелл | Кэлен Амнелл | Кэлен Амнелл | Кэлен Амнелл | Кэлен Амнелл | Кэлен Амнелл |              |              |             |             |                |                |                |                |                |                |         |         |                    |                    |                    |                    |                    |                    |  |  |  |  |  |  |  |  |  |  |  |  |  |  |  |  |  |  |  |  |  |  |  |  |
|            |            |            |            |               |               |               |               |                      |                      |                      |                      |                      |                      |              |              |                 |                 |                 |                 |                  |                  |                  |                  |                        |                        |                        |                        |                        |                        |                |                |                |                |              |              |              |              |              |              |              |              |             |             |                |                |                |                |                |                |         |         |                    |                    |                    |                    |                    |                    |  |  |  |  |  |  |  |  |  |  |  |  |  |  |  |  |  |  |  |  |  |  |  |  |
|            |            |            |            |               |               |               |               |                      |                      |                      |                      |                      |                      |              |              |                 |                 |                 |                 |                  |                  |                  |                  |                        |                        |                        |                        |                        |                        |                |                |                |                |              |              |              |              |              |              |              |              |             |             |                |                |                |                |                |                |         |         |                    |                    |                    |                    |                    |                    |  |  |  |  |  |  |  |  |  |  |  |  |  |  |  |  |  |  |  |  |  |  |  |  |
|            |            |            |            |               |               |               |               | Бенджамин Рал        |                      |                      |                      |                      |                      |              |              |                 |                 |                 |                 |                  |                  |                  |                  |                        |                        |                        |                        |                        |                        |                |                |                |                |              |              |              |              |              |              |              |              |             |             |                |                |                |                |                |                |         |         |                    |                    |                    |                    |                    |                    |  |  |  |  |  |  |  |  |  |  |  |  |  |  |  |  |  |  |  |  |  |  |  |  |
|            |            |            |            |               |               |               |               |                      |                      |                      |                      |                      |                      |              |              |                 |                 |                 |                 | нерождённое дитя | нерождённое дитя | нерождённое дитя | нерождённое дитя | нерождённое дитя       | нерождённое дитя       |                        |                        | Зеддикус Рал           | Зеддикус Рал           | Зеддикус Рал   | Зеддикус Рал   | Зеддикус Рал   | Зеддикус Рал   |              |              | Кара Амнелл  | Кара Амнелл  | Кара Амнелл  | Кара Амнелл  | Кара Амнелл  | Кара Амнелл  |             |             |                |                |                |                |                |                |         |         |                    |                    |                    |                    |                    |                    |  |  |  |  |  |  |  |  |  |  |  |  |  |  |  |  |  |  |  |  |  |  |  |  |
| Хелен Рал  | Хелен Рал  | Хелен Рал  | Хелен Рал  | Хелен Рал     | Хелен Рал     |               |               | Отец Александра Рала | Отец Александра Рала | Отец Александра Рала | Отец Александра Рала | Отец Александра Рала | Отец Александра Рала |              |              |                 |                 |                 |                 | нерождённое дитя | нерождённое дитя | нерождённое дитя | нерождённое дитя | нерождённое дитя       | нерождённое дитя       |                        |                        | Зеддикус Рал           | Зеддикус Рал           | Зеддикус Рал   | Зеддикус Рал   | Зеддикус Рал   | Зеддикус Рал   |              |              | Кара Амнелл  | Кара Амнелл  | Кара Амнелл  | Кара Амнелл  | Кара Амнелл  | Кара Амнелл  |             |             |                |                |                |                |                |                |         |         |                    |                    |                    |                    |                    |                    |  |  |  |  |  |  |  |  |  |  |  |  |  |  |  |  |  |  |  |  |  |  |  |  |
| Хелен Рал  | Хелен Рал  | Хелен Рал  | Хелен Рал  | Хелен Рал     | Хелен Рал     |               |               | Отец Александра Рала | Отец Александра Рала | Отец Александра Рала | Отец Александра Рала | Отец Александра Рала | Отец Александра Рала |              |              |                 |                 |                 |                 |                  |                  |                  |                  |                        |                        |                        |                        |                        |                        |                |                |                |                |              |              |              |              |              |              |              |              |             |             |                |                |                |                |                |                |         |         |                    |                    |                    |                    |                    |                    |  |  |  |  |  |  |  |  |  |  |  |  |  |  |  |  |  |  |  |  |  |  |  |  |
|            |            |            |            |               |               |               |               |                      |                      |                      |                      |                      |                      |              |              |                 |                 |                 |                 |                  |                  |                  |                  |                        |                        |                        |                        |                        |                        |                |                |                |                |              |              |              |              |              |              |              |              |             |             |                |                |                |                |                |                |         |         |                    |                    |                    |                    |                    |                    |  |  |  |  |  |  |  |  |  |  |  |  |  |  |  |  |  |  |  |  |  |  |  |  |
|            |            |            |            | Александр Рал | Александр Рал | Александр Рал | Александр Рал | Александр Рал        | Александр Рал        |                      |                      |                      |                      |              |              |                 |                 |                 |                 |                  |                  |                  |                  |                        |                        |                        |                        |                        |                        |                |                |                |                |              |              | Джекс Амнелл | Джекс Амнелл | Джекс Амнелл | Джекс Амнелл | Джекс Амнелл | Джекс Амнелл |             |             |                |                |                |                |                |                |         |         |                    |                    |                    |                    |                    |                    |  |  |  |  |  |  |  |  |  |  |  |  |  |  |  |  |  |  |  |  |  |  |  |  |

## Появления персонажей
| Персонаж                    | Циклы (в хронологическом порядке) | Циклы (в хронологическом порядке) | Циклы (в хронологическом порядке) | Циклы (в хронологическом порядке) | Циклы (в хронологическом порядке) | Циклы (в хронологическом порядке) | Циклы (в хронологическом порядке) | Циклы (в хронологическом порядке) | Циклы (в хронологическом порядке) | Циклы (в хронологическом порядке) | Циклы (в хронологическом порядке) | Циклы (в хронологическом порядке) | Циклы (в хронологическом порядке) | Циклы (в хронологическом порядке) | Циклы (в хронологическом порядке) | Циклы (в хронологическом порядке) | Циклы (в хронологическом порядке) | Циклы (в хронологическом порядке) | Циклы (в хронологическом порядке) | Циклы (в хронологическом порядке) | Циклы (в хронологическом порядке) | Циклы (в хронологическом порядке) | Циклы (в хронологическом порядке) | Циклы (в хронологическом порядке) | Циклы (в хронологическом порядке) | Циклы (в хронологическом порядке) | Циклы (в хронологическом порядке) | Циклы (в хронологическом порядке) |
| Персонаж                    | Меч Истины                        | Меч Истины                        | Меч Истины                        | Меч Истины                        | Меч Истины                        | Меч Истины                        | Меч Истины                        | Меч Истины                        | Меч Истины                        | Меч Истины                        | Меч Истины                        | Меч Истины                        | Меч Истины                        | Меч Истины                        | Меч Истины                        | Меч Истины                        | Меч Истины                        | Дети Д’Хары                       | Дети Д’Хары                       | Дети Д’Хары                       | Дети Д’Хары                       | Дети Д’Хары                       | Хроники Никки                     | Хроники Никки                     | Хроники Никки                     | Хроники Никки                     | Закон девяток                     |                                   |
| Персонаж                    | Первая исповедница                | Долги предков                     | Даркен Рал                        | Даркен Рал                        | Имперский Орден                   | Имперский Орден                   | Имперский Орден                   | Имперский Орден                   | Древний мир                       | Древний мир                       | Огненная цепь                     | Огненная цепь                     | Огненная цепь                     | Ричард и Кэлен                    | Ричард и Кэлен                    | Ричард и Кэлен                    | Ричард и Кэлен                    | Дети Д’Хары                       | Дети Д’Хары                       | Дети Д’Хары                       | Дети Д’Хары                       | Дети Д’Хары                       | Хроники Никки                     | Хроники Никки                     | Хроники Никки                     | Хроники Никки                     | Закон девяток                     |                                   |
| Персонаж                    | Первая исповедница                | Долги предков                     | 1                                 | 2                                 | 3                                 | 4                                 | 5                                 | 6                                 | 7                                 | 8                                 | 9                                 | 10                                | 11                                | 12                                | 13                                | 14                                | 15                                | 1                                 | 2                                 | 3                                 | 4                                 | 5                                 | 1                                 | 2                                 | 3                                 | 4                                 | Закон девяток                     |                                   |
| --------------------------- | --------------------------------- | --------------------------------- | --------------------------------- | --------------------------------- | --------------------------------- | --------------------------------- | --------------------------------- | --------------------------------- | --------------------------------- | --------------------------------- | --------------------------------- | --------------------------------- | --------------------------------- | --------------------------------- | --------------------------------- | --------------------------------- | --------------------------------- | --------------------------------- | --------------------------------- | --------------------------------- | --------------------------------- | --------------------------------- | --------------------------------- | --------------------------------- | --------------------------------- | --------------------------------- | --------------------------------- | --------------------------------- |
| Главные герои               |                                   |                                   |                                   |                                   |                                   |                                   |                                   |                                   |                                   |                                   |                                   |                                   |                                   |                                   |                                   |                                   |                                   |                                   |                                   |                                   |                                   |                                   |                                   |                                   |                                   |                                   |                                   |                                   |
| Ричард Рал                  | [ K 8 ]                           |                                   |                                   |                                   |                                   |                                   |                                   |                                   |                                   |                                   |                                   |                                   |                                   |                                   |                                   |                                   |                                   |                                   |                                   |                                   |                                   |                                   |                                   |                                   |                                   |                                   |                                   |                                   |
| Кэлен Амнелл                |                                   |                                   |                                   |                                   |                                   |                                   |                                   |                                   |                                   |                                   |                                   |                                   |                                   |                                   |                                   |                                   |                                   |                                   |                                   |                                   |                                   |                                   |                                   |                                   |                                   |                                   |                                   |                                   |
| Зеддикус З’ул Зорандер      |                                   | [ K 9 ]                           |                                   |                                   |                                   |                                   |                                   |                                   |                                   |                                   |                                   |                                   |                                   |                                   |                                   |                                   |                                   |                                   |                                   | [ K 10 ]                          |                                   |                                   |                                   |                                   |                                   |                                   |                                   |                                   |
| Даркен Рал                  |                                   |                                   |                                   |                                   |                                   |                                   |                                   |                                   |                                   |                                   |                                   |                                   |                                   |                                   |                                   |                                   |                                   |                                   |                                   |                                   |                                   |                                   |                                   |                                   |                                   |                                   |                                   |                                   |
| Натан Рал                   |                                   |                                   |                                   |                                   |                                   |                                   |                                   |                                   |                                   |                                   |                                   |                                   |                                   |                                   |                                   |                                   |                                   |                                   |                                   |                                   |                                   |                                   |                                   |                                   |                                   |                                   |                                   |                                   |
| Никки                       |                                   |                                   |                                   |                                   |                                   |                                   |                                   |                                   |                                   |                                   |                                   |                                   |                                   |                                   |                                   |                                   |                                   |                                   |                                   |                                   |                                   |                                   |                                   |                                   |                                   |                                   |                                   |                                   |
| Морд-Сит Кара               |                                   |                                   | [ K 11 ]                          |                                   |                                   |                                   |                                   |                                   |                                   |                                   |                                   |                                   |                                   |                                   |                                   |                                   |                                   |                                   |                                   |                                   |                                   |                                   |                                   |                                   |                                   |                                   |                                   |                                   |
| Магда Сирус                 |                                   |                                   |                                   |                                   |                                   |                                   |                                   |                                   |                                   |                                   |                                   |                                   |                                   |                                   |                                   |                                   |                                   |                                   |                                   |                                   |                                   |                                   |                                   |                                   |                                   |                                   |                                   |                                   |
| Мерритт                     |                                   |                                   |                                   |                                   |                                   |                                   |                                   |                                   |                                   |                                   |                                   |                                   |                                   |                                   |                                   |                                   |                                   |                                   |                                   |                                   |                                   |                                   |                                   |                                   |                                   |                                   |                                   |                                   |
| Обвинитель Лотейн           |                                   |                                   |                                   |                                   |                                   |                                   |                                   |                                   |                                   |                                   |                                   |                                   |                                   |                                   |                                   |                                   |                                   |                                   |                                   |                                   |                                   |                                   |                                   |                                   |                                   |                                   |                                   |                                   |
| Эбигейл                     |                                   |                                   |                                   |                                   |                                   |                                   |                                   |                                   |                                   |                                   |                                   |                                   |                                   |                                   |                                   |                                   |                                   |                                   |                                   |                                   |                                   |                                   |                                   |                                   |                                   |                                   |                                   |                                   |
| Алекс Рал                   |                                   |                                   |                                   |                                   |                                   |                                   |                                   |                                   |                                   |                                   |                                   |                                   |                                   |                                   |                                   |                                   |                                   |                                   |                                   |                                   |                                   |                                   |                                   |                                   |                                   |                                   |                                   |                                   |
| Джекс Амнелл                |                                   |                                   |                                   |                                   |                                   |                                   |                                   |                                   |                                   |                                   |                                   |                                   |                                   |                                   |                                   |                                   |                                   |                                   |                                   |                                   |                                   |                                   |                                   |                                   |                                   |                                   |                                   |                                   |
| Бэннон Фермер               |                                   |                                   |                                   |                                   |                                   |                                   |                                   |                                   |                                   |                                   |                                   |                                   |                                   |                                   |                                   |                                   |                                   |                                   |                                   |                                   |                                   |                                   |                                   |                                   |                                   |                                   |                                   |                                   |
| Шейла                       |                                   |                                   |                                   |                                   |                                   |                                   |                                   |                                   |                                   |                                   |                                   |                                   |                                   |                                   |                                   |                                   |                                   |                                   |                                   |                                   |                                   |                                   |                                   |                                   |                                   |                                   |                                   |                                   |
| Второстепенные герои        |                                   |                                   |                                   |                                   |                                   |                                   |                                   |                                   |                                   |                                   |                                   |                                   |                                   |                                   |                                   |                                   |                                   |                                   |                                   |                                   |                                   |                                   |                                   |                                   |                                   |                                   |                                   |                                   |
| Морд-Сит Денна              |                                   |                                   | [ K 12 ]                          |                                   |                                   |                                   |                                   |                                   |                                   |                                   |                                   |                                   |                                   |                                   |                                   |                                   |                                   |                                   |                                   |                                   |                                   |                                   |                                   |                                   |                                   |                                   |                                   |                                   |
| Эди, костяная женщина       |                                   |                                   |                                   |                                   |                                   |                                   |                                   |                                   |                                   |                                   |                                   |                                   |                                   |                                   |                                   |                                   |                                   |                                   |                                   |                                   |                                   |                                   |                                   |                                   |                                   |                                   |                                   |                                   |
| Чейз, страж Границы         |                                   |                                   |                                   |                                   |                                   |                                   |                                   |                                   |                                   |                                   |                                   |                                   |                                   |                                   |                                   |                                   |                                   |                                   |                                   |                                   |                                   |                                   |                                   |                                   |                                   |                                   |                                   |                                   |
| Рэйчел, дочь Чейза          |                                   |                                   |                                   |                                   |                                   |                                   |                                   |                                   |                                   |                                   |                                   |                                   |                                   |                                   |                                   |                                   |                                   |                                   |                                   |                                   |                                   |                                   |                                   |                                   |                                   |                                   |                                   |                                   |
| принцесса Виолетта          |                                   |                                   |                                   |                                   |                                   |                                   |                                   |                                   |                                   |                                   |                                   |                                   |                                   |                                   |                                   |                                   |                                   |                                   |                                   |                                   |                                   |                                   |                                   |                                   |                                   |                                   |                                   |                                   |
| Птичий Человек              |                                   |                                   |                                   |                                   |                                   |                                   |                                   |                                   |                                   |                                   |                                   |                                   |                                   |                                   |                                   |                                   |                                   |                                   |                                   |                                   |                                   |                                   |                                   |                                   |                                   |                                   |                                   |                                   |
| Шота, ведьма                |                                   |                                   |                                   |                                   |                                   |                                   |                                   |                                   |                                   |                                   |                                   |                                   |                                   |                                   |                                   |                                   |                                   |                                   |                                   |                                   |                                   |                                   |                                   |                                   |                                   |                                   |                                   |                                   |
| Самюэль, слуга Шоты         |                                   |                                   |                                   |                                   |                                   |                                   |                                   |                                   |                                   |                                   |                                   |                                   |                                   |                                   |                                   |                                   |                                   |                                   |                                   |                                   |                                   |                                   |                                   |                                   |                                   |                                   |                                   |                                   |
| Верна Совентрин             |                                   |                                   |                                   |                                   |                                   |                                   |                                   |                                   |                                   |                                   |                                   |                                   |                                   |                                   |                                   |                                   |                                   |                                   |                                   |                                   |                                   |                                   |                                   |                                   |                                   |                                   |                                   |                                   |
| Аннелина Алдуррен           |                                   |                                   |                                   |                                   |                                   |                                   |                                   |                                   |                                   |                                   |                                   |                                   |                                   |                                   |                                   |                                   |                                   |                                   |                                   |                                   |                                   |                                   |                                   |                                   |                                   |                                   |                                   |                                   |
| Уоррен, пророк              |                                   |                                   |                                   |                                   |                                   |                                   |                                   |                                   |                                   |                                   |                                   |                                   |                                   |                                   |                                   |                                   |                                   |                                   |                                   |                                   |                                   |                                   |                                   |                                   |                                   |                                   |                                   |                                   |
| сестра Улиция               |                                   |                                   |                                   |                                   |                                   |                                   |                                   |                                   |                                   |                                   |                                   |                                   |                                   |                                   |                                   |                                   |                                   |                                   |                                   |                                   |                                   |                                   |                                   |                                   |                                   |                                   |                                   |                                   |
| сестра Тови                 |                                   |                                   |                                   |                                   |                                   |                                   |                                   |                                   |                                   |                                   |                                   |                                   |                                   |                                   |                                   |                                   |                                   |                                   |                                   |                                   |                                   |                                   |                                   |                                   |                                   |                                   |                                   |                                   |
| сестра Цецилия              |                                   |                                   |                                   |                                   |                                   |                                   |                                   |                                   |                                   |                                   |                                   |                                   |                                   |                                   |                                   |                                   |                                   |                                   |                                   |                                   |                                   |                                   |                                   |                                   |                                   |                                   |                                   |                                   |
| сестра Эрминия              |                                   |                                   |                                   |                                   |                                   |                                   |                                   |                                   |                                   |                                   |                                   |                                   |                                   |                                   |                                   |                                   |                                   |                                   |                                   |                                   |                                   |                                   |                                   |                                   |                                   |                                   |                                   |                                   |
| Дю Шайю, мудрая женщина     |                                   |                                   |                                   |                                   |                                   |                                   |                                   |                                   |                                   |                                   |                                   |                                   |                                   |                                   |                                   |                                   |                                   |                                   |                                   |                                   |                                   |                                   |                                   |                                   |                                   |                                   |                                   |                                   |
| император Джегань           |                                   |                                   |                                   |                                   |                                   |                                   |                                   |                                   |                                   |                                   |                                   |                                   |                                   |                                   |                                   |                                   |                                   |                                   |                                   |                                   |                                   |                                   |                                   |                                   |                                   |                                   |                                   |                                   |
| Морд-Сит Бердина            |                                   |                                   |                                   |                                   |                                   |                                   |                                   |                                   |                                   |                                   |                                   |                                   |                                   |                                   |                                   |                                   |                                   |                                   |                                   |                                   |                                   |                                   |                                   |                                   |                                   |                                   |                                   |                                   |
| Морд-Сит Райна              |                                   |                                   |                                   |                                   |                                   |                                   |                                   |                                   |                                   |                                   |                                   |                                   |                                   |                                   |                                   |                                   |                                   |                                   |                                   |                                   |                                   |                                   |                                   |                                   |                                   |                                   |                                   |                                   |
| Альрик Рал                  |                                   |                                   |                                   |                                   |                                   |                                   |                                   |                                   |                                   |                                   |                                   |                                   |                                   |                                   |                                   |                                   |                                   |                                   |                                   |                                   |                                   |                                   |                                   |                                   |                                   |                                   |                                   |                                   |
| генерал Бенджамин Мейфферт  |                                   |                                   |                                   |                                   |                                   |                                   |                                   |                                   |                                   |                                   |                                   |                                   |                                   |                                   |                                   |                                   |                                   |                                   |                                   |                                   |                                   |                                   |                                   |                                   |                                   |                                   |                                   |                                   |
| Морд-Сит Рикка              |                                   |                                   |                                   |                                   |                                   |                                   |                                   |                                   |                                   |                                   |                                   |                                   |                                   |                                   |                                   |                                   |                                   |                                   |                                   |                                   |                                   |                                   |                                   |                                   |                                   |                                   |                                   |                                   |
| генерал Зиммер              |                                   |                                   |                                   |                                   |                                   |                                   |                                   |                                   |                                   |                                   |                                   |                                   |                                   |                                   |                                   |                                   |                                   |                                   |                                   |                                   |                                   |                                   |                                   |                                   |                                   |                                   |                                   |                                   |
| Дженнсен Рал                |                                   |                                   |                                   |                                   |                                   |                                   |                                   |                                   |                                   |                                   |                                   |                                   |                                   |                                   |                                   |                                   |                                   |                                   |                                   |                                   |                                   |                                   |                                   |                                   |                                   |                                   |                                   |                                   |
| Том                         |                                   |                                   |                                   |                                   |                                   |                                   |                                   |                                   |                                   |                                   |                                   |                                   |                                   |                                   |                                   |                                   |                                   |                                   |                                   |                                   |                                   |                                   |                                   |                                   |                                   |                                   |                                   |                                   |
| Морд-Сит Нида               |                                   |                                   |                                   |                                   |                                   |                                   |                                   |                                   |                                   |                                   |                                   |                                   |                                   |                                   |                                   |                                   |                                   |                                   |                                   |                                   |                                   |                                   |                                   |                                   |                                   |                                   |                                   |                                   |
| Сикс, ведьма                |                                   |                                   |                                   |                                   |                                   |                                   |                                   |                                   |                                   |                                   |                                   |                                   |                                   |                                   |                                   |                                   |                                   |                                   |                                   |                                   |                                   |                                   |                                   |                                   |                                   |                                   |                                   |                                   |
| император Сулакан           |                                   |                                   |                                   |                                   |                                   |                                   |                                   |                                   |                                   |                                   |                                   |                                   |                                   |                                   |                                   |                                   |                                   |                                   |                                   |                                   |                                   |                                   |                                   |                                   |                                   |                                   |                                   |                                   |
| Морд-Сит Вика               |                                   |                                   |                                   |                                   |                                   |                                   |                                   |                                   |                                   |                                   |                                   |                                   |                                   |                                   |                                   |                                   |                                   |                                   |                                   |                                   |                                   |                                   |                                   |                                   |                                   |                                   |                                   |                                   |
| Ная Мун, говорящая с духами |                                   |                                   |                                   |                                   |                                   |                                   |                                   |                                   |                                   |                                   |                                   |                                   |                                   |                                   |                                   |                                   |                                   |                                   |                                   |                                   |                                   |                                   |                                   |                                   |                                   |                                   |                                   |                                   |
| Исидора, говорящая с духами |                                   |                                   |                                   |                                   |                                   |                                   |                                   |                                   |                                   |                                   |                                   |                                   |                                   |                                   |                                   |                                   |                                   |                                   |                                   |                                   |                                   |                                   |                                   |                                   |                                   |                                   |                                   |                                   |
| Епископ Ханнис Арк          |                                   |                                   |                                   |                                   |                                   |                                   |                                   |                                   |                                   |                                   |                                   |                                   |                                   |                                   |                                   |                                   |                                   |                                   |                                   |                                   |                                   |                                   |                                   |                                   |                                   |                                   |                                   |                                   |
| Рэд, ведьма                 |                                   |                                   |                                   |                                   |                                   |                                   |                                   |                                   |                                   |                                   |                                   |                                   |                                   |                                   |                                   |                                   |                                   |                                   |                                   |                                   |                                   |                                   |                                   |                                   |                                   |                                   |                                   |                                   |
| Оливер, учёный              |                                   |                                   |                                   |                                   |                                   |                                   |                                   |                                   |                                   |                                   |                                   |                                   |                                   |                                   |                                   |                                   |                                   |                                   |                                   |                                   |                                   |                                   |                                   |                                   |                                   |                                   |                                   |                                   |
| Перетта, помнящая           |                                   |                                   |                                   |                                   |                                   |                                   |                                   |                                   |                                   |                                   |                                   |                                   |                                   |                                   |                                   |                                   |                                   |                                   |                                   |                                   |                                   |                                   |                                   |                                   |                                   |                                   |                                   |                                   |

1. ↑  Цикл мини-новелл, в состав которого входят: «Угольный человек», «Мерзкие твари», «Пустошь», «Ведьмовская клятва», «Врата во тьму»
2. ↑  Серия, включающая книги «Госпожа Смерть», «Саван вечности», «Осаждённые камнем» и «Сердце из чёрного льда».
3. ↑  Дилогия, сюжет которой связан с Даркеном Ралом. Включает книги: «Первое правило волшебника» и «Камень слёз».
4. ↑  Тетралогия, посвящённая вторжению Имперского Ордена. Входят книги: «Защитники паствы», «Храм Ветров», «Дух огня» и «Вера падших».
5. ↑  Дилогия о путешествии в Древний мир. Входят книги: «Столпы Творения» и «Голая империя».
6. ↑  Трилогия, включающая в себя книги «Огненная цепь», «Призрак» и «Исповедница»
7. ↑  Тетралогия, включающая в себя книги: «Машина предсказаний», «Третье царство», «Разлучённые души», «Воин по зову сердца».
8. ↑  Косвенное упоминание.
9. ↑  Впервые представлен в книге «Первое правило волшебника», но является главным действующим лицом повести-приквела «Долги предков», которую автор написал позднее.
10. ↑  В видениях Ричарда в Пустоши.
11. ↑  Впервые представлена в книге «Камень слёз», но упоминается о её присутствии в событиях романа «Первое правило волшебника».
12. ↑  Погибает в ходе действия романа.

## Род Ралов
Род Ралов уходит корнями во времена, предшествующие Великой Войне. В «Первой Исповеднице» говорится, что уже на момент Великой Войны Народный Дворец — родовой замок Ралов — построен и Альрик Рал — не первый Рал, живущий в нём. Однако, именно Альрик Рал — самый «древний» из упоминаемых Ралов в цикле книг. Род Ралов имеет «родовую» традицию всех магистров — не иметь жены, а брать любую понравившуюся женщину в поисках той, что родит наследника с даром. Остальных же наследников следовало уничтожить по причине того, что среди родившихся без дара от лорда Рала могут появится «дыры в мире» (истинно неодарённые, Столпы Творения) — люди, полностью лишённые дара, над которыми магия не властна (книга «Столпы Творения»). Альрик Рал завещал своим потомкам уничтожать неодарённых наследников, и именно поэтому предков будущих бандакарцев изгнали в Древний мир.
Дом Ралов является носителем уникальных чар — уз, которые создал во времена Великой Войны Альрик Рал при содействии волшебников Бараха и Мерритта. Узы связывают всех д`харианцев с действующим лордом Ралом и позволяют им определить, где он сейчас находится. Узы возникают, если любой человек искренне поклянётся в верности магистру Ралу. Однако же, за тысячелетия все забыли об истинном предназначении уз — защищать от сноходцев, являвшихся во времена создания уз страшнейшей угрозой.

### Альрик Рал
Волшебник древности, магистр Д’Хары, живший за 3000 лет до начала повествования цикла «Меч Истины» во времена создания первой Исповедницы — Магды Сирус — и Меча Истины. Участвовал в Великой войне, создал волшебные узы, защищающие всех д’харианцев от сноходцев, и позволяющие им всегда знать где находится лорд Рал. Создал гаров, как средство борьбы со мрисвизами. Мёртв, на момент начала повествования цикла «Меч Истины».
Современники недооценивали Альрика, считая его жадным до власти человеком. Когда же он нашёл единственный способ спасения от сноходцев и предложил защиту людям Срединных земель, Совет решил, что это его план по захвату власти. Время показало, что это не так. Именно Альрик Рал создал союз «сталь против стали, магия против магии». Альрик Рал был близким другом Первого волшебника Бараха и работал вместе с ним над созданием уз, а после смерти Бараха — с Мерриттом.
Когда Магда Сирус исповедовала Лотейна и все узнали правду, Альрик Рал прибыл в Замок с сообщением, что его люди нашли у вражеского командира шкатулку, «чёрную, как сама преисподняя». Магда рассказала ему о том, что шкатулки Одена были украдены из Храма Ветров и все пришли к выводу, что Альрик нашёл как раз одну из них. Тогда же Альрик предложил спрятать её в Тёмных землях Д`Хары. Мерритт добавил к этому, что шкатулку они запрут в будущем третьем царстве, вместе с полулюдьми Шан-так, за Северной стеной. Именно у них шкатулку забрал Ханнис Арк спустя 3000 лет, и передал её Даркену Ралу.

### Натан Рал
Натан Рал (англ. Nathan Rahl) — пророк, предок Ричарда Рала, волшебник, около тысячи лет проживший во Дворце Пророков (Танимура, Древний мир). Харизматичный персонаж, считает себя пленником и поэтому ненавидит всех сестёр, но отличается снисходительным отношением и даже искренней симпатией к Аннелине Алдуррен, хотя скрывает это. Отличается огромными знаниями в области пророчеств, но уступает по обширности знаний Зедду и некоторым другим магам. Натан был единственным пророком во Дворце на протяжении многих веков. Натан Рал — высокий и худой старик, с седыми волосами до плеч, густыми бровями и синими глазами. Он выглядит старым, но не немощным. Натан очень умён и хитёр, его намерения не всегда чисты.
Он был одним из опаснейших обитателей Дворца Пророков, о чём свидетельствует сестра Маргарита в «Камне слёз»:

Некоторые сёстры, особенно новенькие, дрожали при одном упоминании его имени.

Это объяснялось тем, что Натан был единственным, до приезда Ричарда, волшебником Дворца Пророков, способным частично справиться с Рада-Хань, а именно хоть и за много лет, но создавать в магической защите небольшие бреши. Так же будучи пророком, Натан обладал опаснейшими знаниями о будущем, чем доставлял сёстрам Света частые неприятности. В свою очередь Натан ненавидел сестёр за то что они пытаются влезть в области магии, которые им не доступны, при этом ещё считая, что творят что-то осознанное.
Натан был рождён больше тысячи лет назад. Точных сведений о его детстве и молодости нет, но по словам самого Натана, он прожил в Народном Дворце в Д`Харе всего четыре года, после чего его забрали сёстры Света.
Как рассказывал в книге «Столпы Творения» сам пророк, до визита сестёр Алтеи и Латеи он имел относительную свободу во Дворце Пророков, а заключили его в специальные покои после попытки Натана помочь Алтее. Из этого следует, что в закрытых покоях Натан прожил всего двести лет. Известно, что он вместе с Аннелиной Алдуррен отправился в путь по морю, чтобы обойти линию Башен Погибели. Когда они добрались в Вестландию, то вместе с приёмным отцом Ричарда Джорджем отправились в Замок Волшебника в Эйдиндриле. Натан помог Джорджу Сайферу выкрасть из Замка Книгу Сочтённых Теней. Потом Аннелина и Натан передали Джорджу Книгу Сочтённых Теней и «Приключения Бонни Дэя», чтобы тот отдал их Ричарду. Потом он снова был заключён во Дворце. Натан принял большое участие в обучении Ричарда, пророк показал своему потомку, какой силой тот обладает («Камень слёз»).
После уничтожения Дворца Пророков («Защитники паствы») Натан смог освободиться от Рада-Хань (с помощью чар узла двойного магического кокона, наложенных в древности на Дворец) и, следуя пророчествам, эпизодически появлялся до конца цикла «Меч Истины». После событий финала книги «Сердце войны» (цикл «Ричард и Кэлен», продолжающий сюжет цикла «Меч Истины») Натан Рал теряет свой пророческий дар.
Далее Натан становится одним из главных героев цикла «Хроники Никки» (который продолжает события цикла «Ричард и Кэлен»), отправившись с колдуньей Никки в неизведанные земли Древнего мира, чтобы оповестить всех их жителей о победе Ричарда Рала над Имперским Орденом и присоединении территорий Ордена к Д’Харианской империи.

### Паниз Рал
Отец Даркена Рала. Начал войну со Срединными землями, первым из двух противоборствующих сторон начал использовать в военных целях опасную магию, что, в свою очередь, вынудила выступить на стороне Серединных земель волшебника Зорандера. Результатом их противостояния стала установление границ, разделивших Д’Хару, Срединные земли и Вестландию. После установления границ убит волшебником Зорандером с помощью волшебного огня. Похоронен в склепе в Народном Дворце, в семейной усыпальнице Ралов.
Непосредственно, сам не появляется ни в одном из циклов, однако в повести «Долги предков» упоминается в качестве владыки Д`Хары, который не может покинуть Народный дворец из-за наложенного Зеддом заклятия. Присутствует до конца повести, в конце которой умирает от огня волшебника, смешавшегося с магией Подземного Мира. По его приказу была до смерти замучена Эрилин, жена Зедда, а также взята в плен дочь волшебника. На момент начала повествования цикла «Меч Истины» уже мёртв.
В «Первом правиле волшебника» упоминается, что Панизу Ралу было 57 лет на момент смерти — это становится ясно из того, что в его гробнице стоит 57 букетов роз по одному на каждый год жизни.

### Даркен Рал
Даркен Рал (англ. Darken Rahl) — правитель Д’Хары. Жестокий тиран, желающий захватить Срединные земли и Вестландию, поработив их народы. Погибает пытаясь открыть шкатулки Одена, желая получить безграничную власть. В дальнейшем возвращается в мир живых как призрак, служащий Владетелю, повелителю Подземного мира. Даркен Рал является отцом Ричарда, о чём тот долгое время не знает. Сам Даркен Рал узнаёт о том, что Ричард — его сын перед смертью, от Зедда.
Даркен Рал — красивый голубоглазый мужчина с длинными прямыми светлыми волосами, с правильными чертами лица. Он подчёркнуто педантичный и аккуратный, являющийся живым богом для жителей Д’Хары, один из сильнейших магов мира, обладающий возможностью использовать не только магию приращения, но и магию ущерба. Однако, в отличие от Ричарда, не обладал этой силой от рождения. Имел шрам на левой части тела (от бока до ноги). Шрам будущий магистр Д`Хары получил во время смерти своего отца. В этот момент он стоял справа от Паниза Рала и огненный шар, посланный Зеддикусом З`ул Зорандером, чтобы убить тогдашнего лорда Рала, задел и Даркена Рала.
Даркен Рал является одним из ключевых персонажей «Первого правила волшебника», а также в виде призрака появляется в «Камне слёз» и в «Храме Ветров». После смерти существовал в виде духа в Подземном мире. Когда же он потребовал от Ричарда в качестве уплаты за уход из Храма Ветров впитать в себя магию чумы, то был отправлен последним прочь из ветров в вечную Тень Владетеля, что и являлось истинным наказанием Подземного мира.
Даркен Рал, как и большинство магистров Ралов до него, имел множество незаконорождённых детей, однако выжить удалось немногим. Ричард, Дженнесен, Дрефан, Оба — упоминаемые в цикле бастарды Даркена Рала. Также в «Храме Ветров» Дрефан упоминает о девочке четырнадцати лет, которая также является дочерью тирана. Однако, судя по словам того же Дрефана и других д`харианцев, Даркен Рал имел гораздо больше детей. Изнасиловал дочь Волшебника Первого Ранга — Зеддикуса Зорандера, не зная, кто она.

### Дженнсен Рал
Внебрачная дочь Даркена Рала. Почти ровесница Ричарда. Когда её мать поняла, что ей и её дочери сделает Даркен Рал, узнав о рождении Дженнсен, она отправилась к Алтее и попросила защиты. Та набросила на людей особую сеть, которая заставляла народ Д`Хары и любого, встретившего Дженнсен думать, что та только что родилась, то есть солдаты и Даркен Рал разыскивали маленькую девочку, в то время как Дженнсен росла. Однако, спустя шесть лет после рождения девочки, Даркену Ралу удалось разрушить чары Алтеи и тот наказал колдунью. Дженнсен и её мать бежали из Народного Дворца.
После бегства из Дворца они прятались под разными именами, скрываясь от посланных лордом Ралом кводов. В последний год правления Даркена Рала Дженнсен с матерью переехали на окраины Д`Хары, в леса. Там они и прожили почти два года, не зная, что Даркен уже мёртв, и им больше нечего опасаться. Не знали они и о разрушении границ.
Однажды вечером Дженнсен, возвращаясь домой с рыбой, находит тело д`харианского солдата с запиской, где написано одно из прежних имён Дженнсен — Дженнсен Линди. Она понимает, что от тела стоит избавится, и в этот момент встречает Себастьяна, стратега Джеганя, который предлагает ей свою помощь. В результате Дженнсен приглашает лихорадящего Себастьяна в свой дом. Вместе с матерью они рассказывают ему о своей непростой жизни и просят провести их на юг, чтобы скрыться от нового лорда Рала. В это время на дом нападают люди в солдатской форме и убивают мать Дженнсен. Девушка и Себастьян уходят из дома, отправляясь в небольшой город, где живёт колдунья Латея, сестра Алтеи. Дженнсен ошибочно принимает её за ту колдунью, что помогла ей много лет назад. Латея отказывается говорить с путниками, а когда Дженнсен и Себастьян вновь приходят к Латее, они видят её мёртвой в горящем доме, где к тому времени уже побывал Оба. Дженнсен и Себастьян решают отправиться к Алтее в Народный Дворец.
На равнинах Азрита они знакомятся с торговкой колбасой Ирмой и оставляют у неё своих лошадей и козу Дженнсен — Бетти. Сами же путешественники проходят во Дворец, где Себастьяна арестовывает стража. Дженнсен возвращается на равнины и видит, что торговка уехала, а её саму обокрал вор Кловис. Член элитного отряда по охране самого магистра Рала, Том, решает проследить за Дженнсен, подозревая что та желает навредить Ричарду. Он провозит её к болоту Алтеи, и девушка идёт через топь. После схватки со змеёй она добирается до дома колдуньи и Алтея рассказывает ей свою историю, а также о том, кто такая Дженнсен. Девушка возвращается к Тому и тот отвозит её обратно ко Дворцу. Там Дженнсен вызволяет из тюрьмы Себастьяна, убеждая даже саму морд-сит Ниду задержать Натана Рала, когда тот заметил «дыру в мире» в толпе. Вместе они бегут из Дворца, найдя своих лошадей у Тома (тот забрал их у Ирмы). Возле гор Дженнсен и Себастьян натыкаются на станцию Рауг`Мосс, где узнают от местного целителя, что брат Дженнсен, Дрефан был убит лордом Ралом. Девушка неверно истолковывает этот поступок и принимает решение убить Ричарда.
Со своим возлюбленным Дженнсен прибывает в расположение войск Имперского Ордена, готовящихся к штурму Эйдиндрила. Она, Себастьян, Джегань, Сёстры Тьмы и штурмовой отряд едет в город. Перед Дворцом Исповедниц они видят голову брата Нарева и замечают в окне двух людей. Однако, начав штурм Дворца, оказываются в неравной схватке с Зеддикусом З`ул Зорандером и Эди, которых принимают за Ричарда Рала и Мать-Исповедницу. Зедд уничтожает многих солдат и сестёр, а также серьёзно ранит Джеганя. Когда же он направляет Огонь Волшебника против императора, Дженнсен спасает последнему жизнь, прикрыв его своим телом. Зедд пытается уйти, но Дженнсен преследует его, желая зарезать. Повинуясь волшебнику, шторы опутывают ноги Дженнсен и чародею удаётся скрыться, так как его дар оказывается бесполезен в схватке с истинно неодарённой. Девушка пробирается в зал совета и встречает там Себастьяна с группой солдат. На помосте возле кресла Исповедниц все видят Кэлен Амнелл, но Дженнсен видит там Эди, слепую колдунью. Та убивает магией солдат Джеганя, и Дженнсен догадывается, кто именно перед ней. Окликнув колдунью по имени, она вступает в разговор с ней и Эди старается помочь Дженнсен понять, с кем она связалась. Поскольку Эди не видит Дженнсен, та хочет убить колдунью, но Эди направляет магию против Себастьяна и девушка заслоняет его своим телом. Эди убегает с Зеддом из Дворца, а Дженнсен и император с его стратегом и остатками войска уходят к основным силам. Там сёстры лечат Джеганя и Себастьяна, а также вынуждают Столп Творения совершить сделку с Владетелем, в результате чего на свободу выходят сотни гончих сердца. Сама же она со своим любовником, сестрой Тьмы Мердинтой и отрядом солдат едет в Древний мир к Ричарду, дабы убить последнего. В пустыне Столпов Творения, у входа в долину, они видят, как Ричард (у которого Оба похитил жену и меч) убивает при помощи магии тысячу солдат Ордена в мгновение ока. Среди Столпов Творения истинно неодарённая видит Обу, который объявляет себя новым лордом Ралом, а также Кэлен, привязанную к одному из Столпов. В этот момент появляется Ричард и пытается переубедить Дженнсен. Себастьян и Мердинта требуют, чтобы девушка убила Ричарда или чтобы Ричард убил сестру. Тот не соглашается и объясняет сестре, что она стала жертвой планов Джеганя. Себастьян выдаёт себя неосторожно брошенной фразой, что магия Ричарда не действует на Дженнсен, хотя та никому об этом не говорила. Тот признаётся, что это он убил того солдата и подстроил нападение на дом возлюбленной. Дженнсен говорит, что не желает больше его знать и Себастьян выполняет последнюю просьбу любимой — он уходит на край пустыни Столпов и травится розами лихорадки. Сестра Мердинта пытается убить Кэлен и Дженнсен хочет её спасти, но Мать-Исповедница применяет свою силу, убивая тем самым сестру Тьмы. Дженнсен узнаёт от Ричарда, что Владетель пытался с помощью неё проникнуть в мир живых и что голос в её голове, который она слышала с детства — это его голос. Вместе они отправляются к артефакту, потревоженному Карой на пути из Древнего мира. После событий в Бандакаре, сестра Ричарда остаётся в империи, чтобы помочь местным «родственникам» восстановить разрушенную страну.
После создания Ричардом параллельного мира без магии, уходит туда со своим мужем Томом, а также другими Столпами Творения и людьми Ордена.
Единокровная сестра Ричард Рала и его верная помощница. Невосприимчива к магии. Впервые появляется в «Столпах Творения» и присутствует до конца серии «Меч Истины». Возлюбленная Тома, а затем его жена. Вместе с ним и всеми, кто желал жить в мире без магии, в книге «Исповедница» через портал, созданный Ричардом, отправляется жить в наш мир. В дальнейшем, в «Законе девяток» главным героем является её потомок.

### Дрефан Рал
Внебрачный сын Даркена Рала. Единокровный брат Ричарда Рала, монах ордена целителей Рауг’Мосс. Сначала выступает на стороне Ричарда, но вскоре выясняется, что им движет только корысть и жажда власти. Дрефан появляется в книге «Храм Ветров», также фигурирует в «Столпах Творения» в качестве воспоминаний, когда Дженнсен узнаёт о его существовании и старается узнать всё о его жизни и смерти.
Первое его появление в начале «Храма Ветров», когда он приходит в Эйдиндрил служить Ричарду. Благодаря его вмешательству Кара остаётся жива. Когда на город обрушивается чума, помогает избежать заражения жителям и прислуге Дворца Исповедниц, оказывает посильную помощь в лечении болезни. Когда Ричард выясняет, как можно попасть в Храм Ветров, Дрефану приходится взять в жёны Кэлен, а Ричарду — Надину, но всё выходит так, что Дрефан проводит брачную ночь с Надиной. Когда путь в Храм Ветров открывается, Дрефан сбрасывает Надину с обрыва и уводит с горы Кэлен и Кару, объявляя себя новым магистром Ралом — Ричард уходит в Храм и таким образом «умирает» для магии уз. Однако позже, когда Ричард возвращается в мир живых и прощает Кэлен, Дрефан хочет выяснить где он и пытает Кару. Дрефан Рал умирает, захлёбываясь в Сильфиде, так как человек лишённый дара вдохнув Сильфиду умирает. Выставлял себя верховным жрецом целителей, но уже после его смерти в Эйдиндрил приходит настоящий Верховный жрец Рауг`Мосс и рассказывает Ричарду, что Дрефан был всего лишь послушником.
В «Столпах Творения» Алтея рассказывает Дженнсен о Дрефане, говоря, что он также является Столпом Творения.

### Оба Рал
Внебрачный сын Даркена Рала. Единокровный брат Ричарда Рала. Столп Творения (Дыра в мире, Истинно Неодарённый). Невосприимчив к магии. Недалёкий жестокий сильный мужчина. В детстве пытал и убивал животных. Его мать, боясь, что он унаследовал жестокость от отца, пыталась его излечить с помощью колдуньи Латеи. Но лечение не даёт результатов, а когда Оба узнаёт, что он невосприимчив к магии, он убивает Латею, а перед этим узнаёт о своём происхождении и о сестре Латеи — колдунье Алтее, которая помогла ему и его матери в детстве скрыться от магистра Рала. После этого Оба убивает свою мать и отправляется в Народный Дворец, чтобы предъявить свои права на власть. С самого детства Оба слышит странный голос, который постепенно начинает управлять им, помимо этого он помогает ему управлять другими людьми, а при первой встрече Обы и Ричарда насылает на Ричарда и его команду магическое облако. Оба похищает Кэлен и увозит её к столпам творения, где его настигает Ричард. Оба погибает под обломком одного из столпов, обрушившегося из-за использования магии Кэлен. Впервые появляется и умирает в «Столпах Творения».

## Морд-Сит
Морд-Сит — элитная группа женщин-воинов, созданных для защиты магистра Д’Хары, лорда Рала, от существ или людей, владеющих магией. Являются ключевым элементом сюжета всей серии.
Когда Даркен Рал посылал Морд-Сит с поручениями в Тёмные земли, некоторые из них принимали предложение лорда Арка присоединиться к нему. Морд-Сит, недовольные правлением наследников Дома Ралов, переметнулись на сторону Дома Арков, правителя провинции Фаджин, которая является отдалённым районом Д’Хары. С приходом к власти Ханниса Арка, некоторые Морд-Сит тайно стали служить аббату Людвигу Дрейеру, связавшись узами с ним.
Наиболее известные Морд-Сит:
Денна (англ. Denna) — Морд-Сит, которой доверили «воспитывать» Ричарда, потому что она была лучшей. Впервые появляется в «Первом правиле волшебника». В конце этой же книги убита Ричардом. Но впоследствии до конца серии часто эпизодически появляется в образе доброго духа для того чтобы помочь Ричарду Ралу и Кэлен Амнелл. Вместе с Карой помогает Ричарду вернуться к жизни в книге «Сердце войны».
Кара (англ. Cara) — неофициальный лидер группы Морд-Сит, охраняющей Ричарда Рала и Мать-Исповедницу Кэлен Амнелл. Верный друг Ричарда и Кэлен. Жена Генерала Д’Харианской армии Бенджамина Мейфферта. После его гибели, она просит разрешения покинуть Ричарда, и сохранить свой эйджил, чтобы знать, что магистр Рал жив. Ричард отпускает Кару. В романе «Сердце войны» Кара возвращается и отдаёт свою жизнь Ричарду Ралу, чтобы тот смог вернуться в мир живых и победить императора Сулакана и его приспешников.
Бердина (англ. Berdine) — Морд-Сит, охранявшая Ричард Рала, с момента его возвращения из Древнего мира, после обучения во Дворце Пророков. Влюблена в Райну. Единственная Морд-Сит, владеющая древнед’харианским. Она помогает Ричарду в переводе дневника Коло, а в дальнейшем и в переводах других важных исторических манускриптов. Впервые появляется в «Защитниках паствы» и присутствует до конца серии.
Рикка (англ. Ricca) — гордая и упрямая Морд-Сит, готовая пойти на что угодно ради победы и защиты лорда Рала. Сначала принимает участие в оборонительной компании Д’Харианской империи, но узнав о том что волшебник Зорандер попадает в плен к Джеганю, покидает войска и помогает в освобождении Зедда, после чего остаётся с ним в Замке Волшебника, для его дальнейшей защиты. Впервые появляется в «Храме Ветров», присутствует до конца серии произведений.
Нида (англ. Nyda) — Морд-Сит, находящаяся в Народном Дворце, и выполняющая функции охраны, контроля, тюремных помещений, а также ведущая допрос узников. Впервые появляется в «Столпах Творения», и присутствует до конца цикла.
Вика (англ. Vika) — высокая, светловолосая и голубоглазая Морд-Сит, служащая Ханнису Арку. Впервые появляется в «Машине предсказаний». Устраивает саботажи в Народном дворце, тайно убивая гостей, приглашённых на свадьбу Морд-Сит Кары и Генерала Бенджамина Мейфферта. Пытается вызвать недоверие к Морд-Сит Ричарда Рала. В романе «Сердце войны» убивает эйджилом Ханниса Арка и возвращается к служению Дому Ралов.
Эрика (англ. Erika) — светловолосая Морд-Сит, ранее служившая Даркену Ралу. Перешла на сторону Ханниса Арка, а позднее стала служить аббату Дрейеру, связавшись узами с ним. Впервые появляется в «Третьем царстве». Прибывает в Стройзу вместе с аббатом Дрейером, чтобы забрать Кэлен и обучать её с целью получения от неё пророчества. После того, как Кассия, Лорен и Вэйл присягнули на верность Ричарду, они пленили Эрику и приковали её в темнице цитадели в Сааведре рядом с аббатом Дрейером. Скончалась в дикой агонии от прикосновения Матери-Исповедницы Кэлен Амнелл, когда пыталась напасть на неё после того, как та убила аббата Дрейера.
Кассия (англ. Cassia) — Морд-Сит, ранее служившая Даркену Ралу. Перешла на сторону Ханниса Арка, а позднее стала служить аббату Дрейеру, связавшись узами с ним. В книге «Разлучённые души» спустилась вместе с Лорен и Вэйл в темницу цитадели Сааведры, чтобы задать Ричарду Ралу, попавшему вместе с Кэлен, Никки и Самантой в подстроенную Дрейером западню, несколько вопросов о его отношении к Морд-Сит, Каре и Денне. После получения ответов, вместе с Лорен и Вэйл вернулась к служению Дому Ралов.

## Божества
В Новом и Древнем мире верят в двух божеств, две начальные сущности — Создателя и Владетеля (в некоторых переводах — Хранителя). Нигде не описываются какие-либо ритуалы почитания Создателя и Владетеля. Между ними идёт вечное противостояние, но поскольку один без другого не может существовать, никому не удаётся победить.

### Создатель
О Создателе в цикле книг говорится, как о сущности, создавшей жизнь и являющейся источником магии, исходящей от него и пронизывающей всё мироздание, уходящей в мир мёртвых (что и отражает Благодать). Собственно, сам Создатель не появляется ни в одной из книг и не участвует в происходящем. Также о Создателе говорится, что именно он передаёт людям пророчества через пророков. В экранизации романов Создатель представлен как существо женского пола, хотя в книгах о поле творца ничего не говорится.

### Владетель
Владетель Подземного мира — прямая противоположность Создателя, бессмертная сущность, принимавшая участие в сотворении мира. Его царство — мир мёртвых, Подземный мир, где он пребывает вне времени. Владетель в цикле книг появляется в качестве голоса, говорящего с сёстрами Тьмы и Столпами Творения: Дженнсен, Обой и Дрефаном. О нём персонажи говорят, как о существе, которое ненавидит жизнь и стремится уничтожить её. В начале мира был запечатан в Подземном мире Создателем, одной из печатей стал Камень Слёз. Ради осуществления своих желаний (уничтожения жизни) в мире живых Владетель вербует себе помощников, усиливающих его влияние в этом мире. Самыми известными были сёстры Тьмы, а также Даркен Рал, ставший Посредником. Также существовали и Дети Погибели (люди, служившие Владетелю и не наделённые даром). Одним из Детей Погибели был Приндин из Племени Тины, другим — глава городка в Никобарисе в котором жила Эди. В книге «Столпы Творения» упоминается некий «язык Владетеля», который Алтея изучала во Дворце Пророков, и слова из которого слышит Дженнсен и Оба. Подземный мир, которым правит Владетель, нигде не описывается (кроме входа в Зал Предателя в «Храме Ветров»). В той же книге говорится и об истинном наказании, уготованным Владетелем — это пребывание в его тени, куда не способен проникнуть Свет Создателя. Владетель безжалостен ко всем и к своим слугам в частности. Сёстры Тьмы, разочаровавшие его, обречены на вечные муки, как и все те, у кого есть дар. За службу он дарует своим помощникам Магию Ущерба, а не обладающих даром прельщает бессмертием, непобедимостью и др.

### Добрые духи
Добрыми духами в цикле произведений называют души тех, кто умер и удостоился пребывания в Свете Создателя. Добрые духи наделены некоторыми сверхъестественными способностями. Их обитель описана в «Камне слёз», туда Денна (ставшая одной из духов) переносит Ричарда и Кэлен. Также, добрые и злые духи являлись хранителями Храма Ветров.

### Злые духи
Противоположность добрых духов. О них упоминает в «Храме Ветров» Денна. В частности, злым духом был после смерти Даркен Рал, до того, как оказался в тени Владетеля

### Мать Морей
Мать Морей — божество Кирии. Божество условно благожелательное к людям.Она похожа на окрнийское божество Мать Моря.

## Исповедницы
Исповедницы обладают властью, силой, которая передаётся от матери к дочери и восходит к концу Великой Войны (3000 лет до рождения Ричарда Рала). Волшебная сила — часть самих Исповедниц, свой дар (или проклятие) они постоянно носят в себе. Эта сила действует в момент прикосновения и последствия этого прикосновения устранить невозможно. Исповедницам не надо вызывать силу в себе, чтобы пустить в ход, наоборот, они должны всегда сдерживать в себе эту силу, а пользоваться могут, ослабляя волю к сдерживанию. Сила Исповедниц — это сила любви. Испытав на себе силу, человек уже не может больше оставаться прежним. Он навсегда становится другим, преданным ей навсегда, преданным как никому из живущих. Для него уже не имеет значения, кем он был, чем занимался, чего желал. Он пойдёт на всё ради той, которая прикоснулась к нему. После этого его жизнь и душа принадлежат не ему, а ей. Как личность он уже не существует. Один человек, каким бы он ни был большим и сильным, не представляет угрозы для Исповедницы. Так же сила Исповедниц действует на Мерцающих в ночи (Кэлен коснулась Ша в «Первом правиле волшебника»).
У всех Исповедниц сила чар разная. У одних больше, у других меньше. После использования своей силы, должно пройти время, прежде чем Исповедница сможет использовать свою силу вновь. Это может потребовать даже нескольких дней и ночей. Обычно на это уходят сутки. Чем меньше срок, за который восстанавливается сила Исповедницы, тем больше её власть над человеком, и выше положение среди других Исповедниц. Ведь те, чья сила больше, могут рожать и дочерей, наделённых большей силой. Среди Исповедниц нет зависти друг к другу, напротив, между ними возникают большая привязанность и чувство долга по отношению друг к другу во времена испытаний. Это связано и с тем, что все люди боятся Исповедниц, поэтому у них никогда не бывает ни семьи, ни друзей. Исповедницы низших степеней защитят высших, если будет нужда. Самая сильная среди Исповедниц имеет и самый высокий статус — Мать-Исповедница (Кэлен Амнелл восстанавливала свою силу за два часа). Кроме того наиболее сильные Исповедницы могут вызывать «Кон-Дар» («Кровавую ярость»), сила которой заключается в использовании не только в магии Приращения но и магии Ущерба, так как при создании Исповедниц использовались две стороны магии.
Исповедницы носят самые длинные волосы в Срединных землях (по законам Срединных земель нельзя носить волосы длиннее, чем положены по статусу, чем выше статус, тем длиннее волосы). Они не могут остричь волосы сами, это вызывает у них сильнейшую боль. Стричь их могут только другие люди.

### Магда Сирус
Магда Сирус — первая Исповедница в истории. Жила во времена Великой Войны (за 3000 лет до начала повествования цикла «Меч Истины»). Была женой Волшебника Первого Ранга и Боевого Чародея Бараха. После того как Барах покончил жизнь самоубийством, она долго не смогла смириться со своей утратой и пыталась найти истинные причины его гибели. Пытаясь найти ответы, она обращается к Говорящей с духами по имени Исидора. Не успев найти желаемое, Магда и Исидора подверглись нападению ужасного создания, представляющего собой ожившего мертвеца. Исидора не смогла пережить нападение. Мертвец скрылся в катакомбах Замка. Столкнувшись с бездействием совета, Магда обнаружила, что Замок Волшебника уже практически находится под властью сноходцев. Слуги императора Сулакана проникли во все сферы жизни Дворца. Начиная от членов совета и заканчивая Главным Обвинителем Лотейном. Пытаясь найти истину, участвовала в создании ключа к Шкатулкам Одена, которому впоследствии дала название «Меч Истины».
После того, как волшебник Лотейн угрозами заставил принять его предложение замужества, Магда решилась на смертельно опасный эксперимент, проводимый волшебником Мерриттом для создания первой Исповедницы, чтобы раскрыть людям правду. Эксперимент увенчался успехом и Магда раскрыла всех предателей в Замке Волшебника. Члены совета, видя значимость Исповедниц, приняли решение создать Орден Исповедниц, а Магда Сирус стала его главой — первой Матерью-Исповедницей. Также члены совета определили и правило, что каждую Исповедницу для её защиты должен сопровождать волшебник. Сопровождающим Магды Сирус стал волшебник Мерритт, создавший её. Через некоторое время они влюбились друг в друга, и их союз стал единственным в истории (до появления Кэлен и Ричарда) союзом, в котором Исповедница не обратила своего возлюбленного.
Её истории отведён отдельный цикл «Легенда о Магде Сирус», первой книгой которого стала «Первая Исповедница».

### Мать Кэлен Амнелл
Мать Кэлен Амнелл. О ней известно, что она тоже была Матерью-Исповедницей, в мужья она себе выбрала короля Галеи Вайборна Амнелла, от брака с которым родилась Кэлен. Мать Кэлен умерла достаточно рано и не успела обучить Кэлен магии «Кон-Дар» («Кровавая ярость»). Непосредственно сама не присутствует в цикле «Меч Истины», но являлась в виде доброго духа Ричарду в Храме Ветров в книге «Храм Ветров».

### Дени
Названная сестра Кэлен Амнелл. Не обладала большой силой, на восстановление магии Исповедницы у неё уходило несколько дней. Убита кводом, посланным Даркеном Ралом. Непосредственно сама не присутствует в цикле «Меч Истины».

## Имперский Орден
Имперский Орден — организация, правящая Древним миром на протяжении цикла «Меч Истины». К власти он пришёл за двадцать лет до начала событий книг — об этом сестре Верне рассказывает Уоррен. Вместе с новой властью, пришли новые порядки. И благодаря им, положение в стране ухудшилось до такой степени, что Древний мир погряз в нищете. Философия Ордена основана на философии т. н. Братства Ордена — секты, существующей с давних пор, цель которой — нести справедливость людям. Члены Братства уверены, что все люди ничтожны и жизнь одного индивидуума незначительна. Также, это суждение подразумевает, что все люди грешны по природе своей и могут надеяться на искупление в следующей жизни, но лишь в том случае, если жертвовали собой на благо человечества в целом. Братство — как в целом и все прочие — практикует дуализм, веру в Создателя и Владетеля, их вечную борьбу.
Придя к власти, Орден стал везде насаждать эту философию, благодаря которой бюрократия в Древнем мире вышла за рамки здравого смысла. Теперь все должны были иметь равные права со всеми. Таким образом, если к примеру, у одной транспортной компании сломалась телега, другие должны были ждать, пока неисправность будет устранена, чтобы дать равные шансы той компании. И так во всех делах. К тому же, просто потому, что тебе необходим этот предмет именно сейчас, получить его нельзя. Нужно ждать своей очереди. Многие склады завалены товаром, который не могут сбыть нуждающимся из-за очередей.
Также, при власти Ордена, неработающим предоставляется множество льгот на одном лишь том основании, что «работающим повезло иметь работу», следовательно, они обязаны содержать тех, кто работать не хочет или не может. Из зарплат рабочих вычитают приличные суммы на вспомоществования неработающим.
К тому же, власть Ордена весьма параноидальна и везде ей мерещатся заговорщики. Постоянно арестовывают в большинстве случаев ни в чём неповинных граждан, в тюрьмах из них пытками выбивают признания и казнят.
Согласно политике Ордена, магия является злом, проклятием Владетеля, а все ею обладающие — его слуги, осознанно или нет. Своей миссией Орден видит избавление мира от магии как таковой. При этом, лидер и члены Братства Ордена — колдуны и волшебники. Джегань — император Древнего мира — не гнушается использовать магию в войне, и сам обладает даром сноходца.

### Император Сулакан
Этот человек был могущественным волшебником, жившим за три тысячелетия до начала повествования. Он упоминается и по сути является главным антагонистом в «Первой Исповеднице». К моменту начала действия «Первой Исповедницы» император болен и слаб в физическом плане. Он уже немолод и вскорости умрёт. Однако, он поставил себе задачей победить смерть — и, что важнее, — искоренить магию, называя это избавлением от тирании магии. Эти идеи легли в основу философии Имперского Ордена. Сам же император и его колдуны намеревались создать во всём мире то, что позже стало третьим царством — он собирался переплести мир жизни и смерти, населив его своим главным творением — полулюдьми, людьми, лишёнными душ при помощи магии. Сам же он планировал в случае смерти продолжить жизнь в подземном мире, при этом, если бы план удался, он смог бы править из мира Мёртвых и миром Живых, ибо они бы стали единым целым. Но, его планы нарушила Магда Сирус и волшебник Мерритт, раскрывшие заговор в Замке Волшебника, отсеявшие предателей и запершие полулюдей в третьем царстве на севере Д`Хары. Как именно умер император — неизвестно, но на момент действия «Меча Истины» он мёртв.
Три тысячи лет его мумифицированное тело было сокрыто в пещерах третьего царства, из чего можно сделать вывод, что императора каким-то образом заперли за Северной Стеной и он там умер (или же, его тело было перенесено туда). На протяжении всего этого времени, самые разумные из расы полулюдей, шан-так, поклонялись своему создателю, называя его Владыкой. Столетиями они проливали кровь других полулюдей над телом Сулакана, желая вернуть его к жизни, но — безуспешно. Как выясняется в «Третьем Царстве», шан-так были правы в том, что кровь поможет вернуть его к жизни, но кровь-то нужна была особая. Лишь когда Ханнис Арк открыл врата Северной Стены и прошёл в третье царство, шан-так получили возможность воскресить императора — под руководством епископа Арка. Заманив Ричарда Рала за сдерживающий барьер, Ханнис Арк пленил его и использовал его кровь — согласно пророчеству, именно кровь Несущего Смерть, принадлежащего к третьему царству, могла оживить Сулакана. При помощи оккультных заклинаний, епископ вернул из царства теней дух бывшего императора, при этом он сделал всё так, что Сулакан вынужден был ему подчиняться, поскольку именно Арк контролировал связь между духом и телом.
Сулакан, вернувшись к жизни, рассказал, что во время пребывания в загробном мире познакомился с Даркеном Ралом, от которого узнал кое-что о его сыне Ричарде. Также, он рассказал Ханнису Арку и о предательстве Людвига Дрейера. Как более опытный правитель, он делился с Ханнисом своими знаниями о том, как следует править.
Уничтожен лордом Ралом в романе «Сердце войны», когда Ричард запирает Сулакана в комнате с Регулой при помощи завесы ранее находившейся в катакомбах под Замком Волшебника, и выпускает на волю крик смерти Джит, которым Ричард был заражён.

### Император Джегань
Император Джегань — глава Имперского Ордена, сноходец, главный антагонист цикла произведений «Меч Истины». Описывается как огромный мужчина, недюжинной силы, бритый, тело покрыто многочисленными татуировками, лицо украшает золотая цепочка, соединяющая левую ноздрю и левое ухо. Он носит множество золотых перстней, снятых с трупов противников. Как правило ходит в расстёгнутом овечьем тулупе без рукавов, чтобы демонстрировать всем свою могучую мускулатуру. У Императора глаза не имеют зрачков и радужки, они целиком чёрного цвета, с бегающими по поверхности тенями (свойство сноходца). Джегань проповедует идеологию Ордена, которая говорит о всеобщем равенстве и о греховности желания выделятся чем-либо или жить лучше других и истинно в неё верит, хотя сам любит роскошь, не отказывает себе ни в каких желаниях. Безжалостен к врагам, и прививает эту безжалостность каждому солдату в своих легионах. Не жалеет человеческие жизни и для достижения своих целей готов положить сотни тысяч как врагов, так и своих солдат. При этом расчётлив, хитёр и очень умён, что делает его особо опасным соперником. Не совершает необдуманных поступков и никогда не торопит события. Готов выжидать годами, при этом медленно и верно продвигаясь к своей цели. Редко быстро убивает своих противников, предпочитая долгие, иногда тянущиеся месяцами, пытки. Помимо этого хорошо образован, читает много книг на разных языках, включая древнед’харианский. Изучает все возможные пророчества чтобы использовать их для своих целей. Обладает даром сноходца, позволяющим ему управлять другими, преимущественно одарёнными, людьми. Как сноходец может проникать в любой разум, присутствовать в нём незаметно для того, в чьём разуме он находится, отдавать приказы, насылать приступы ужасной боли, вплоть до убийства и непосредственно управлять человеком. С помощью этого дара подчинил себе всех сестёр Тьмы, исключая Никки и многих сестёр Света. Пытался убить Морд-Сит Кару, нарушив её меридианные линии (потоки силы, жизни, аура). Она смогла выжить благодаря своевременному вмешательству целителя Дрефана Рала. Джегань ненавидит Ричарда и стремится его уничтожить, хотя в начале и использует его действия для своих целей. Более Ричарда он ненавидит только Мать-Исповедницу. Он также желает Кэлен смерти, но перед этим хочет захватить её в плен и отомстить за все свои неудачи, сломив и унизив её. Впервые Джегань, как и Имперский Орден, упоминаются во «Камне слёз», но непосредственно сам он появляется только в «Защитниках паствы» и присутствует во всех последующих книгах цикла, вплоть до конца «Исповедницы», где погибает от магии Никки, направленной на него через Рада-Хань, который она перед этим сумела надеть на него.
Известно, что рождение императора Джеганя было «заслугой» волшебника древности Лотейна. Его манипуляции с магией Храма Ветров обеспечили в будущем рождение сноходца, чтобы тем самым обеспечить полное уничтожение магии. Именно появление такой угрозы, как Джегань, подвигло Бараха использовать магию для рождения Ричарда, как противовеса Джеганю.

### Брат Нарев
Духовный лидер Имперского Ордена. Человек заложивший основы его идеологии. Колдун, что делает его исключительной личностью во всём цикле «Меч Истины» (других колдунов больше не упоминается). Брат Нарев долгое время готовил переворот в Древнем мире. Он нашёл Джеганя, когда тот ещё был беспризорником, и воспитал из него императора, пробудив в нём древний дар сноходцев. Нарев прожил долгое время во Дворце Пророков, изучая заклинание, значительно продлевающее жизнь обитателей дворца. Эти знания ему почти удалось воплотить при строительстве нового дворца в Алтур-Ранге, предназначенного для Ордена и возглавляющих его Джеганя Справедливого и Нарева. Брат Нарев также сыграл значительную роль и в судьбе Никки, посредством её матери навязав ей идеологию Ордена и образ жизни ставший ей ненавистным после близкого знакомства с Ричардом. Брат Нарев погиб от руки Ричарда вместе со многими монахами Ордена убитыми во время восстания в Алтур Ранге, начатом после уничтожения скульптуры «Жизнь» изваянной Ричардом, на центральной площади перед строящимся дворцом. После смерти, по указанию Ричарда голова Брата Нарева была отправлена в Новый мир, в опустевший к тому времени Эйдиндрил, и была посажена на кол перед Дворцом Исповедниц, вместе с посланием Джеганю от лорда Рала. Брат Нарев впервые появляется и умирает в «Вере падших». Его голову Джегань обнаруживает в «Столпах Творения». После этого его имя несколько раз всплывает только в воспоминаниях героев.

### Николас Скользящий
Волшебник из Дворца Пророков, превращённый с помощью сестёр Тьмы в оружие — «скользящего», способного красть души людей и проецировать их дух в животных, таким образом наблюдая за противниками.
«Скользящие» были изобретены во время «Великой войны», как оружие. Особенность скользящих в том, что они успевают проскользнуть в разум человека быстрее, чем тот способен это осознать. Единственный человек который в произведении сумел ускользнуть от Николаса был сноходец (Джегань), что предположительно ставит сноходцев на высшую ступень иерархии по отношению к скользящим. Впервые Николас Скользящий появляется в «Голой империи». Он руководит силами Имперского Ордена, оккупировавшими Бандакар. В то же время одной из главных задач, поставленной перед Николасом Джеганем, является уничтожение Ричарда Рала и пленение Матери-Исповедницы. Для реализации этих целей Николас использует пленённых Бандакарцев, сажая их на кол, так как в начале ему удаётся проскользнуть в их разум только когда жертвы находятся в состоянии ужаса и предсмертной агонии. Однако, со временем ему удаётся обойти это ограничение, и он начинает воровать души не прибегая к каким-либо пыткам. А с помощью хитрости и того, что он всё время наблюдал за Ричардом, пока тот не знал об этом, ему удаётся заманить в ловушку Кэлен, а восставших Бандакарцев, возглавляемых лордом Ралом отправить в бой на верную смерть. Единственной слабостью всех скользящих является то, что в момент перенесения души в животное и наблюдения за миром его глазами, душа самого скользящего тоже покидает тело, которое становится беззащитным. Этим свойством воспользовался Ричард. Ричард обманным путём заставил Николаса в определённое время войти в транс, после чего легко обезглавливает его, и спасает Кэлен. Николас Скользящий впервые появляется и умирает в «Голой империи», также герои цикла романов вспоминают о нём несколько раз в дальнейшем.

### Себастьян
Стратег императора Джеганя. Один из наиболее приближенных к императору людей, помогающий ему в разработке стратегии нападения на Новый мир. По заданию Джеганя отправляется на поиски сестры Ричарда — Дженнсен. Найдя её, выдаёт себя за путешественника, входит к ней в доверие и постепенно начинает внушать ей идею того, что она должна убить своего брата лорда Рала. Во время совместного путешествия он влюбляется в Дженнсен, и замечает, что эти чувства взаимны. Когда Дженнсен соглашается на убийство — Себастьян везёт её в лагерь Джеганя, куда они пребывают за день до штурма Эйдиндрила. Стратег получает тяжёлое ранение во время сражения во Дворце Исповедниц, что позволяет сёстрам Тьмы склонить Дженнсен на договор с Владетелем. По указанию Императора Себастьян и Дженнсен в сопровождение сестёр Тьмы и вооружённого отряда отправляются в Древний мир к Столпам Творения, где встречаются с Ричардом и Кэлен. Там Дженнсен понимает, что Себастьян использует её, к тому же он повинен в смерти её матери. Она не может ему этого простить и говорит, что хочет его смерти. Не выдержав этого Себастьян уходит и принимает смертельную дозу лекарственных трав. Себастьян фигурирует только в «Столпах Творения».

### Кадар Кардифф
Правая рука Джеганя, его старый друг и боевой товарищ. Вместе с Джеганем захватывал власть в Древнем мире. Когда же он прибыл с армией императора в Новый мир, был приставлен к Никки с её акциями устрашения. В одном из городков Андерита сестра Никки решила показать людям суть Ордена. По её приказу солдаты из отряда Кардиффа раздели своего командира и зажарили заживо. Когда же Никки убралась из города и вернулась в Ферфилд, его жители под возглавлением маленькой девочки (которой тоже досталось от Никки) спасли Кадара и вернули его к жизни. Дальше его след теряется и вновь проступает в Алтур`Ранге. В городе он, весь в ожогах, встречает Никки и она видит, что бывший генерал теперь обычный бродяга и попрошайка. На вопрос, почему он не вернулся к Джеганю, отвечает, что император считает его героем и он не хочет подбирать объедки со стола своего друга. Никки убегает от Кадара. Когда Ричард разрушает свою статую перед народом Алтур`Ранга и Никки бежит в строящийся дворец императора, Кадар следует туда за ней. В тёмном коридоре, когда Никки уже хотела помочь Ричарду и разорвать узы с Кэлен, он хватает свою обидчицу и уводит в одно из подземных помещений. Там он хочет сжечь заживо Никки, чтобы она почувствовала всю ту боль, которую чувствовал он. Однако, сестру Тьмы спасает Кара, и, оглушив эйджилом Кардиффа, поджигает его одежду факелом. Кадар Кардифф сгорает в подвалах императорского дворца в «Вере падших».

### Стейн
Высокопоставленный офицер Имперского Ордена, один из полководцев, посланный в качестве дипломата в Андерит. Стейн — крепкий мужчина, жестокий и не слишком нравственный. Целиком и полностью предан Ордену. Прибывает в поместье Министра Культуры в «Духе огня» с целью склонения Андерита на сторону Джеганя. Участвует в изнасиловании помощницы мясника Беаты, которое видит по неосторожности Несан. Стейн на протяжении всей книги пребывает в поместье, его, как посла, приглашают на приёмы, где он ко всеобщему неудовольствию ведёт себя некультурно. Стейн носит плащ, сделанный из скальпов побеждённых врагов. В конце книги, добавляет к коллекции скальп Франки Ховенлок, отрезая его непосредственно перед казнью последней. Стейн и министр Культуры (последний уже в должности Суверена) берут любую женщину, которая им понравилась, с согласия или без и совместно насилуют. В числе таковых — по собственному желанию — оказалась и Тереза, жена Далтона Кэмпбэлла, помощника Министра Культуры Бертрана Шанбора. За это, не в силах перенести измену жены, Далтон и убивает Стейна, когда тот приходит к Кэмпбэллу и хвастается ему о том, как хороша его жена в постели. Незадолго до смерти, Стейн и его отряд захватывают морд-сит Кару, которая везёт Меч Истины Ричарду, отобрав его у Несана. После смерти Стейна, Меч забирает себе Далтон и возвращает его Ричарду Ралу. Впервые появляется и умирает в «Духе огня».

## Волшебники
Волшебники — люди, в которых особенно сильна искра дара. Изначально, волшебники были наделены обеими сторонами магии — оккультными силами и даром, который, в свою очередь, тоже состоял из двух сторон — магии Приращения и магии Ущерба. Могущество таких магов было колоссальным. Эти волшебники были способны изгнать Храм Ветров в преисподнюю, уничтожив его материальный облик в этом мире, построить Башни Погибели и заключить силу Регулы, отосланную духами в мир живых, в механизм, спрятанный в сердце Народного дворца. Со временем, оккультные силы в мире живых сошли на нет, как и магия Ущерба во многих волшебниках, и только с ослаблением барьера третьего царства оккультные силы вновь стали просачиваться в наш мир.
Волшебники, наделённые обеими сторонами магии, могли даже создавать новые формы жизни. Это умение широко применялось во времена Великой Войны, когда были созданы сноходцы, мрисвизы, гары, скользящие и полулюди, а также Сильфида и Люси. И среди волшебников появились недовольные тем, что маги столь низко ценят человеческую жизнь, используя людей в своих целях, не спрашивая их мнения. Одним из таких чародеев был Рикер, который был ответственен за отправку Храма Ветров в мир духов. Использовав свою силу, волшебник заключил в Храме Ветров магию Ущерба, и когда Храм ушёл из этого мира, Магия ушла вместе с ним. Волшебники утратили эту сторону дара. Однако, это деяние привело к тому, что в Храм Ветров попал предатель Лотейн, который решил окончательно изгнать магию из мира, однако ему это полностью не удалось. И всё же, его стараниями волшебники стали рождаться всё реже, да и то — без магии Ущерба.
Во времена, когда маги были наделены двумя сторонами дара, родившихся с какой-то одной стороной считали неполноценными, едва ли не беспомощными. Таких волшебников всячески принижали.
Каждый волшебник был силён в каком-то определённом направлении — существовали пророки, творцы, целители. Но был один тип чародеев, рождавшихся крайне редко — боевые чародеи. Их дар был особенно силён и охватывал все сферы магии. Известными боевыми чародеями были Альрик Рал, Барах и Ричард Рал. Дар боевого чародея откликался в час нужды, когда был необходим. И сила его была невероятной — будучи в гневе, Ричард Рал уничтожил тысячу солдат Имперского Ордена одной единственной молнией. И это при том, что он не умел полноценно использовать свой дар, так, как это мог Барах или другие чародеи древности. Боевые чародеи рождались редко, и Ричард Рал был единственным, родившимся со времён окончания Великой Войны.
Домом всех волшебников Нового мира был Замок Волшебника — древняя цитадель, стоящая в горах над Эйдиндрилом, неприступная крепость, хранящая в себе немало волшебных предметов. Номинально, хозяином Замка являлся Первый Волшебник, Волшебник Первого Ранга. Он возглавлял всех магов в Замке. Его личные апартаменты располагались в Анклаве Первого Волшебника, в котором также хранились и могущественные артефакты. Анклав был устроен так, что войти туда мог лишь его хозяин. Замок Волшебника хранил в себе и такое существо, как Сильфида. Под Замком долгое время располагались катакомбы, где хоронили волшебников, но с появлением полулюдей и предателей в Замке катакомбы запечатали по указанию Мерритта.
Среди волшебников была иерархия, в зависимости от их силы — три ранга: первый, второй и третий. Причём, больше одного волшебника Первого Ранга не существовало. Также различали волшебников по призванию и родившихся с даром. Те, кто хотел научиться, но не мог, обучались лично Первым Волшебником Зорандером, который искусственно разжёг огонь магии в них, увеличив искру дара. Таким образом, Зедду удалось в некоторой мере создать волшебников из простых людей.

### Боевые чародеи

#### Барах
Боевой Чародей, Волшебник Первого Ранга, живший за 3000 лет до начала повествования. Один из лидеров волшебников Нового мира того времени, первый муж Магды Сирус. Из-за предательства мага, работавшего на Древний мир, был вынужден отправиться в Храм Ветров, и, несмотря на то, что не смог поправить ущерб, нанесённый предателем, ему удалось создать предпосылки для рождения в будущем Ричарда Рала, боевого чародея, наделённого обеими сторонами магии. После возвращения из Храма Ветров Барах покончил жизнь самоубийством, предварительно отдав жене книгу «Секреты мастерства Боевого Чародея», для того чтобы она его спрятала до пришествия нового Боевого чародея. Так же Барах был создателем и хозяином Сильфиды, которой он так же оставил инструкции для Ричарда.
Когда волшебники из «команды Храма» сумели отправить Храм Ветров в преисподнюю, спустя какое-то время взошла Красная луна, что возвещало о проникновении врага в Храм. Барах, как Первый волшебник, был вынужден отправить кого-то в Храм Ветров. Несколько групп волшебников, одна за другой, уходили в мир мёртвых и оставались там, даже не войдя в Зал предателя. Тогда Барах попросил Главного обвинителя Лотейна самому туда отправиться. Лотейн вернулся и заявил, что не смог проникнуть в Храм. Тогда Барах принял решение самому пойти и исправить положение. Войдя в Храм, он обнаружил, что обвинитель предал их всех и вошёл в Храм и сделал так, что магия начала исчезать из мира, в особенности — Магия Ущерба. Барах, пребывая в Храме Ветров, обнаружил и проблему восхода Красной луны — слуги Императора Сулакана проникли туда и выкрали Шкатулки Одена. В Храме Первому волшебнику открылись многие варианты развития будущего, и он избрал тот, в котором у мира живых было больше шансов. Барах переписал в свои записные книжки особые формулы — о том, как разорвать некий «седьмой уровень». Эти формулы предназначались для Мерритта, чтобы тот смог создать Меч Истины. Барах вернулся из мира смерти и велел жене отправляться в его тайник и оставить там книгу «Секреты мастерства Боевого Чародея». Едва она покинула Замок Волшебника, как он приступил к выполнению того из вариантов развития событий, в котором мир жизни мог остаться неизменным. И для этого Бараху пришлось пожертвовать жизнью — Первый волшебник сбросился с вала за Анклавом Первого волшебника, предварительно оставив записку для Магды.
Непосредственно сам Барах не присутствует в циклах «Меч Истины» и «Легенда о Магде Сирус» (на момент повествования является умершим). Впервые он упоминается в «Храме Ветров» и в дальнейшем часто фигурирует в древних текстах, которые изучает Ричард, вплоть до «Исповедницы». В книге «Первая Исповедница», в конце, Барах на короткое время предстаёт в виде голоса и говорит с Магдой через Наю Мун, почему поступил так, как поступил. Сама Ная Мун говорит Магде, что он (дух) «чистый и светлый». Символом того, что Первый Волшебник отпустил Магду, стала исчезновения редкого белого цветка, подарка Бараха жене.

### Творцы

#### Мерритт
Творец, живший за 3000 лет до начала повествования цикла, во времена Великой Войны. Дар Творца предрасполагал Мерритта к создании чего-то нового в области магии. Мерритта побаивались все, жившие тогда в Замке Волшебника, кроме некоторых. Мерритта привлёк Совет волшебников для создания ключа от Шкатулок Одена, который, по мнению самого Мерритта, должен был иметь форму меча, ведь главная функция ключа, помимо открытия шкатулок, заключалась в защите силы из них. Когда было положено начало к созданию такого меча, Мерритт выяснил, что проект не удастся завершить без формул разрыва «седьмого уровня». Формулы были спрятаны в Храме Ветров и недоступны. Однако, Совет и слышать не хотел об этом. К тому же Совет противился и созданию Исповедеников, хотя требовал Меч Истины, а их магия была основана на одном и том же. Тогда Мерритт бросил проект и ушёл из Замка Волшебника, не желая видеть жертв заранее проваленного эксперимента. Волшебники по-прежнему пытались создать меч и терпели неудачи, которые оканчивались смертями или тяжёлыми увечьями.
Когда Первый Волшебник Барах сбросился со стены замка и Магда Сирус, в поисках ответов пришла к говорящей с духами Исидоре, она узнала от неё о Мерритте и решила отправиться к нему, ведь их встреча окончилась смертью Исидоры от руки восставшего мертвеца. В доме Мерритта Магда впервые увидела Меч Истины, незавершённый образец, но уже напитанный определёнными чарами. Именно Магда Сирус назвала его Мечом Истины. В записях покойного Бараха Мерритт и Магда обнаружили формулы разрыва седьмого уровня. Барах переписал их, пребывая в Храме. Мерритт наконец получил возможность завершить свой Меч, и для этого ему потребовалась помощь Магды. Вместе с ней он на берегу озера одной из ночей провёл ритуал и разорвал седьмой уровень. Поскольку меч был мёртвым телом, ему нужна была искра жизни, которую дала Магда. Таким образом, можно условно назвать Магду матерью Меча Истины. Мерритт создал своё творение, но Главный Обвинитель Лотейн вынудил госпожу Сирус принять предложение о замужестве. Тогда Магда вновь пошла к Мерритту и попросила его сделать её Исповедницей. Скрепя сердцем, Мерритт согласился провести ритуал. Для этого он пронзил мечом Истины сердце Магды и создал из неё Исповедницу. Магда исповедовала Лотейна и раскрыла заговор, зреющий в Замке. Совет приказал Мерритту создать ещё Исповедниц, а Магду назначить главой этого Ордена. Самого же Творца назначили охранником первой Исповедницы. Впоследствии, женился на Магде Сирус и это стал первый союз человека и Исповедницы, при котором она не исповедовала его.
Является одним из главных героев серии книг «Легенда о Магде Сирус». Также упоминается на протяжении всего цикла «Меч Истины», как волшебник и муж первой Исповедницы.

#### Йозеф Андер
Волшебник древности. Создатель государства Андерит, первый из волшебников смог подчинить себе Шимов. Непосредственно сам Йозеф не фигурирует в цикле «Меч Истины», за исключением момента, когда он в виде духа ненадолго появляется в «Духе огня». Там же он и впервые упоминается, но присутствует в качестве исторического персонажа в биографии которого пытаются разобраться герои.
Йозеф Андер — создатель смертоносного оружия Домини Диртх, установленного на границе Андерита, изначально предназначавшегося для пленения шимов. Впоследствии Домини Диртх был использован в качестве оружия андерцами, однако как избежать воздействия Домини Диртх не знали даже они — только Андер (нужно зажать уши, чтобы не слышать гула колоколов и тогда вы не умрёте).
Был высокомерным человеком, считавшим, что магия — вид искусства. Он первым до Ричарда осознал, что магию ограничивает лишь фантазия человека. Однако его предложения были высмеяны в Замке Волшебника. Тогда Йозеф Андер принял решение создать свою страну, где он — царь и бог. В это время его как раз отправили разобраться с шимами. Он нашёл способ борьбы с ними, но вместо изгнания их в Подземный мир Андер пленил их при помощи Домини Диртх, которые построил из скальной породы горы над долиной Нариф. Над самой долиной находилась мёртвая пустошь с ядовитым озером. Йозеф Андер запечатал шимов при помощи Домини Диртх в пещере в скале из которой создал своё оружие. Это место впоследствии назвали Печкой. Там были врата, за которые закрыл шимов волшебник. После этого Андер решил создать свой собственный мир. При помощи своего измышления о том, что магия — вид искусства, он изобрёл Чёрную Благодать (противоположность Благодати), которую следовало рисовать в строго обратном порядке. После этого он при помощи Чёрной Благодати решил отправить себя в свой собственный мирок. Утопившись в тихих водах озера на пустоши, он отправил свою душу в созданный им мир, вместо того, чтобы отправиться в Подземный мир. Спустя три тысячи лет Ричард Рал нашёл способ добраться до Йозефа Андера в его убежище и отдал шимам его душу, в результате чего они ушли в мир мёртвых.

### Пророки

#### Уоррен
Начинающий пророк. Он обучается во дворце пророков, и помогает Ричарду разобраться с пророчествами.
Впервые появляется во «Камне слёз», как застенчивый волшебник, не выходящий из скрипториума Дворца Пророков. После знакомства с Ричардом набирается смелости выйти за пределы Танимуры, а после становится уверенным в себе «молодым» человеком. В «Защитниках паствы» помогает Верне справляться с обязанностями аббатисы, а позже бежит вместе с ней и прочими сёстрами Света из Дворца Пророков незадолго до его разрушения. В «Храме Ветров» пребывает вместе с аббатисой в лагере сил Д`Хары, а после отправляется с ней в крепость Джеганя, где оказывается пленником сноходца из-за перехода Ричарда в Храм Ветров и исчезновения уз с ним. Их спасает Кларисса, посланная Натаном Ралом за книгами пророчеств. Натан помогает Уоррену справится с его даром и спасает от головных болей, начавшихся в связи с переходом пророка на новую ступень его дара.
В «Вере падших» вместе с сёстрами и Зеддом составляет ударную силу в борьбе с магами Джеганя. В той же книге женится на Верне. Указывает место, где они смогут помешать Джеганю прорваться к Эйдиндрилу, однако, во время вражеского нападения жертвует собой, чтобы защитить маленькую колдунью Холли от солдата Ордена Гейди. Умирает от полученных ран, перед смертью подтверждая слова Ричарда о том, что люди не смогут победить, пока не захотят свободы и не будут за неё бороться.

### Другие волшебники

#### Лотейн
Лотейн был весьма могущественным волшебником времён Великой Войны. Занимая пост Главного Обвинителя, он имел большое влияние в Замке Волшебника, а также свою личную гвардию. Не совсем ясно, когда именно он переметнулся на сторону Императора Сулакана, но, благодаря своему посту, смог переломить ход войны в пользу Древнего мира. Его деятельность привела к ряду поражений на фронте, к смертям внутри самой цитадели, а также к смерти говорящей с духами Исидоры от рук восставшего мертвеца. После смерти Первого Волшебника Бараха, Главный Обвинитель начинает деятельность по захвату власти в замке. По его инициативе из Совета изгоняют Сэдлера, и вот Совет уже готов провозгласить Первым Волшебником Лотейна. Сноходцы, которые по его указаниям начали проникать в разум влиятельных волшебников, уже почти захватили власть в Замке. Однако, всё срывает Магда Сирус, которая не верит в самоубийство Бараха и ищет истинные мотивы его поступка. Её саму чуть не убивает сноходец, но в последний момент Магда присягает Альрику Ралу и спасает себя. Лотейн, опасаясь за свою тайну, объявляет, что Магда лишилась рассудка из-за своего горя, но в Замке уже наметился раскол — часть волшебников продолжает верить вдове Бараха. В это же время в Замок прибывает говорящая с духами, перебежчица из Древнего мира, Наджа Мун. Понимая, чем это ему грозит, Главный Обвинитель приговаривает её к смерти. Сам же он намерен восстановить репутацию женитьбой на Магде, и наконец вынуждает её принять предложение замужества. Сама же Магда спасает Наджу вместе с Мерриттом. В день, когда Лотейн и Магда должны были стать мужем и женой, Главный Обвинитель начинает прилюдно обвинять в измене саму госпожу Сирус, но накануне она согласилась на эксперимент Мерритта, и он превратил её в Исповедницу. Исповедовав Лотейна, она заставила его выдать всех других предателей и сознаться в содеянном. Когда же Лотейн уже собрался назвать имя советника Кэдела, тот убил Лотейна огнём волшебника и сам умер от рук Мерритта.
Таким образом, Лотейн стал первым человеком, испробовавшим на себе магию исповеди.

#### Кейджа-Ранг
Волшебник древности. Жил в Древнем мире, изолировал неодарённых, возведя вокруг их государства границы, создав таким образом империю Бандакора. На границе империи была установлена статуя волшебника с записанными на ней словами: «Бойся любого нарушения границ этой империи… ибо за ними те, кто не может видеть зла», а также восьмое правило волшебника: «Талга Васстерних. Будь достоин победы». Непосредственно сам не присутствует в цикле «Меч Истины».

#### Рикер
Волшебник времён Великой Войны, живший в Замке Волшебника и выступавший против использования людей в качестве оружия. Когда Главный Обвинитель Лотейн создал из проститутки (судя по всему, небезразличной Рикеру) Сильфиду, терпение мага лопнуло. Он приходил к Сильфиде и плакал над её колодцем, а после решил остановить чародеев. Рикеру поручили вместе с другими волшебниками отправить Храм Ветров в Преисподнюю, что он и сделал, предварительно как-то поместив в Храм магию Ущерба. В результате, последующие поколения волшебников рождались уже без неё, что не позволяло им создавать новых существ. Однако, Рикер поплатился за это жизнью — суд приговорил его и команду Храма, участвовавшую в этом к смерти, после чего Рикера и его сподвижников обезглавили. Рикер оставил Сильфиде послание для Ричарда, которое должно было помочь ему войти в Храм Ветров и остаться человеком: «Левый страж — в, правый — из. Огради своё сердце от камня». Он же написал книгу «К отправке к ветрам», посредством которой была вызвана чума. О нём Ричард читает в дневнике Коло и в отчёте о суде над командой Храма.

#### Анарго
Волшебник, служивший Панизу Ралу во время войны со Срединными землями. Вёл армию через Конни Кроссинг. Под его командованием армия Д`Хары планировала уничтожить «Ветер Смерти» — волшебника Зорандера. Присутствует в повести «Долги предков». Пытается противостоять Волшебнику Первого Ранга на реке Конни, когда Зедд собирался воздвигнуть Границу и запечатать Д`Хару наглухо. Не в силах тягаться с Великим Волшебником, попытался надавить на жалость и пригрозил убить дочь Зедда. Волшебник же обрушил на него и его легион магию Подземного Мира. Убит, оказавшись прямо в месте возникновения Границы.

#### Джиллер
Один из шести учеников Великого Волшебника Зеддикуса Зул Зорандера, который поступил на службу к королеве Милене, тем самым оставив Кэлен без сопровождающего Исповедницу волшебника. Все считали это низким и недостойным для настоящего волшебника поступком, но после поняли, что так он поступил, скорее всего, для защиты третьей Шкатулки, которая находилась в сокровищнице королевы. Когда он узнал, что в Тамаранг едет сам Даркен Рал, чтобы лично забрать Шкатулку, Джиллер подружился с Рэчел, маленькой девочкой, считавшейся игрушкой принцессы Виолетты, и с её помощью вынес этот важный артефакт из города. За это он поплатился жизнью, напоследок освободив Огонь Жизни волшебника. Также был самым талантливым учеником Зедда. Он единственный из его учеников достиг звания волшебника Второго Ранга.

#### Джедидия
Волшебник, посвятивший свою жизнь служению Владетелю. Упоминается в «Камне слёз». В него была влюблена Верна до своего путешествия в Новый мир. Являлся учеником во Дворце Пророков, пока не был убит своей же бывшей возлюбленной Верной.

#### Марлин Пикар
Волшебник, посланный Джеганем убить Ричарда в «Храме Ветров». Был убит Матерью-Исповедницей.

#### Куинн
Волшебник времён первой исповедницы. Друг Магды Сирус и волшебника Бараха. Был охранником Сильфиды и вёл дневник, который через три тысячелетия в Замке Волшебника нашёл Ричард Рал. Поскольку своего имени он не сообщил, Ричард и его помощница Морд-Сит Бердина окрестили Куинна Коло (от древнед`харианского «Советчик»). Впервые упоминается в «Защитниках паствы» (первое появление в виде скелета в комнате с колодцем Сильфиды). Из дневника Ричард почерпнул много сведений, которые в дальнейшем помогли ему в борьбе с Джеганем. Живым появляется в «Первой Исповеднице» как один из волшебников Эйдиндрила во время Великой Войны.
Мерритт и Магда Сирус раскрыли Куинну тайну о том, что шкатулки Одена были украдены из Храма Ветров. Втроём они придумали план, как не дать врагу найти ключ от шкатулок. Поскольку Меч Истины и был настоящим ключом, а все волшебники были тверды в вере, что ключ должен иметь форму меча, то Куинн согласился подделать некоторые исторические хроники и подправить свой журнал, разделив понятия ключа от шкатулок и Меча Истины. Куинн, также, являлся автором легендарной «Книги Сочтённых теней», которую написал по просьбе Магды и Мерритта, когда они решили создать ложный ключ к шкатулкам.
Волшебник был приставлен Барахом сторожить сильфиду, когда выяснилось, что она служит всем, наделённым нужной магией. Когда же Совет в Замке понял, что победить Древний мир не удастся, было решено воздвигнуть Башни Погибели. Во время создания этого Великого барьера Куинн находился на посту. Поскольку магия барьера усыпляла Сильфиду и закрывала проход к ней, Куинн оказался запечатан и погребён заживо в башне на своём же посту.

#### Томас
Волшебник Второго ранга из Эйдиндрила, живший во время войны с Д`Харой. Был советником Первого Волшебника Зеддикуса. Не верил в то, что Зедду удастся воздвигнуть Границы между странами Нового мира. Следил за тем, чтобы никакая магия не проникла в Вестландию, когда её создавали после окончания войны с Д`Харой.

#### Нил
В прошлом ученик Дворца Пророков. Он обучался там за несколько лет до Ричарда, а покинув его, вступил в Братство Ордена. Под покровительство брата Нарева добился больших успехов в карьерной лестнице — он стал практически заместителем Нарева. Когда Ричарда отправили работать на стройку Императорского дворца скульптором, долгое время искал к чему придраться в работе Ричарда. В конце концов он узнал об аресте и вместе с братом Наревом они придумали епитимью для Ричарда. Он должен был на свои деньги приобрести мрамор и изваять статую, которая бы прославляла идеи Ордена. Макет статуи — убогой, как и всё, что сотворялось Орденом — он отдал Ричарду. Когда же тот уничтожил макет и создал свою статую — «ЖИЗНЬ» — брат Нил, в бешенстве, арестовал Ричарда и привёл на площадь. Когда брат Нарев, после неудачной попытки, приказал самому создателю разрушить свою статую, Ричард произнёс речь и таки разрушил её. После этого началось восстание и братья Ордена укрылись в строящемся Дворце. Когда Кэлен ранила Ричарда, а Никки уволок Кадар Кардифф, Нил наткнулся на истекающего кровью магистра Рала и попытался убить его. Однако брата Нила оглушила одна из женщин, которые также прошли в строящийся дворец, после чего Ричард смог добить его. Впервые появляется и умирает в «Вере падших».

## Колдуньи

### Сёстры Света
Сёстры Света (англ. Sisters of Light) — духовный Орден. Это женщины, обладающие волшебным даром, которые стремятся обучить молодых волшебников и обратить их в веру в Создателя. Резиденция сестёр Света — Дворец Пророков на острове Халзбанд в городе Танимура (Древний мир). Руководит Орденом аббатиса сестёр Света. Орден сестёр Света был создан за три тысячи лет до момента начала повествования цикла «Меч Истины». При строительстве Дворца древние волшебники окружили Дворец Пророков могущественными чарами, замедляющими время. В результате все обитатели старели значительно медленнее, чем живущие за его пределами. Орден сестёр Света существовал многие века, но правила и законы мало изменились с течением времени. В ходе событий романов цикла «Меч Истины», Дворец Пророков был разрушен, и новой резиденцией сестёр Света стал Замок Волшебника в Эйдиндриле.
Чтобы примкнуть к сёстрам Света маленьких девочек с детства отдают во Дворец, где они долгие годы учатся будучи послушницами. Попав во Дворец, девочка начинает новую жизнь, полную ежедневных ритуалов. Если послушница достигнет в обучении чародея необходимых успехов, она становится сестрой Света.
Сёстры Света сыграли немаловажную роль в войне с Имперским Орденом, выполняя договор в отсутствие магистра Рала «магия против магии» в битвах с противником, прикрывая солдат от магических атак и составляя ударную мощь д`харианской армии. При помощи специально придуманных изобретений смогли отбросить силы Ордена на юг в Андерит, уничтожив своими орудиями более ста тысяч имперцев.
Аббатиса Аннелина «Энн» Алдуррен (англ. Prelate Annalina «Ann» Aldurren) — один из ключевых персонажей серии. Энн около 1000 лет, более 800 лет она является аббатисой сестёр Света. После её инсценированной смерти аббатисой стала Верна Совентрин. Сестра редкой мощи и обладательница тайных знаний о пророчествах, владеет древнед’харианским.
Энн приняла большое участие в жизни Ричарда. За 500 лет до рождения Ричарда Натан рассказал Энн о пророчествах, и они стали готовиться к приходу в мир боевого чародея. Она участвовала в краже «Книги Сочтённых Теней» из Замка Волшебника, но, так как сама не могла войти туда, поручила Натану помочь Джорджу Сайферу взять книгу. Во время пребывания Ричарда во Дворце Пророков, из-за усиливающейся власти сестёр Тьмы, аббатисе пришлось инсценировать свою смерть и смерть Натана. После чего они вместе отправились осуществлять план, включающий множество задействованных людей и основанный на пророчествах, которым нужно было неотступно следовать.
Слепо веря в пророчества, предпринимала множество усилий для того, чтобы направить их в нужное русло. Однако эту слепую веру удалось дважды поколебать. Первый раз это сделала Кэлен, объяснив бывшей аббатисе, что та сама может быть виновата в запущенной цепи событий, которые она, пытаясь предотвратить, сама и спровоцировала. Но это понимания Энн утратила из-за запущенной сёстрами Тьмы магии Огненной Цепи. Второй раз поколебать её уверенность удалось Никки, но извлечь из этого какую-либо пользу Аннелина не успела, так как была убита сёстрами Тьмы в Народном Дворце непосредственно после своего разговора с ней.
Аннелина Алдуррен впервые появляется в книге «Камень слёз» и погибает в «Исповеднице»
Верна Совентрин (англ. Verna Sauventreen) — сестра Света, а затем аббатиса сестёр Света. Верна была отправлена Аннелиной Алдуррен на поиски Ричарда в Новый мир вместе с сёстрами Грейс Рендал и Элизабет Майрик. Найти Ричарда им удаётся только через 20 лет поисков, благодаря тому, что у него начинает просыпаться дар. Пытаясь убедить Ричарда отправиться во Дворец Пророков две другие сестры оканчивают свои жизни самоубийством, отдавая Верне свою силу, в результатом чего она становится одной из самых сильных сестёр. Сумев привлечь на свою сторону Кэлен, ей удаётся убедить Ричарда пойти с ней. Но общение с Ричардом, как и двадцатилетнее пребывание в Новом мире меняют мировоззрение Верны. Она уже не готова слепо выполнять приказы аббатисы и следовать догматам сестёр, и постепенно становится верным другом Ричарда, готовым помогать ему в его начинаниях. В результате цепи событий происходящих в «Защитниках Паствы», включая мнимую смерть аббатисы Аннелины Алдуррен и пророка Натана Рала, Верна становится аббатисой сестёр Света. А после гибели Дворца Пророков, она, вместе с другими верными ей сёстрами, примыкает к силам Д’Харианской Империи, которым помогает бороться с войсками Имперского Ордена, вторгшимися на территорию Нового мира.
Верна имеет строгие черты лица и густые, слегка вьющиеся каштановые волосы. Она вспыльчива, бесстрашна, умна, благородна, ростом почти не уступает Кэлен Амнелл. Как любая сестра Света умеет как одевать, так и снимать Рада-Хань. Владеет магией Приращения. Ей около 150 лет, но выглядит она не старше 45. В молодости во Дворце Пророков Верна познакомилась с волшебником Джедидией, ставшего отцом её дочери. Но после своего возвращения из двадцатилетних поисков, она понимает, что уже давно не нужна ему. Позже она влюбляется в молодого пророка Уоррена, который в будущем становится её мужем.
Верна Совентрин впервые появляется в книге «Камень слёз» и присутствует во многих последующих книгах серии.
Маргарита — сестра, обнаружившая присутствие сестёр Тьмы во Дворце Пророков. Наставница и любовница Джедидии. Была уполномочена навещать Пророка Натана и записывать пророчества. Убита сестрой Лилианой, в тот момент, когда застала сестёр Тьмы за одним из своих ритуалов. Оставила указание, которое в дальнейшем нашёл Ричард о том, что Джедидия перешёл на сторону Владетеля и виновен в её смерти.
Марена — одна из старших сестёр и начальница послушниц.
Симона — сестра Света, к которой в снах приходил император Джегань и мучил её.
Феба — помощница Верны, когда та была аббатисой.
Дульчи — одна из старших сестёр, также была помощницей Верны, когда та была аббатисой.
Филиппа — одна из старших сестёр.
Паша Маес — послушница, первая наставница Ричарда. Впервые появляется в книге «Камень слёз», и умирает в конце этой же книги. Убита одним из воспитанников Дворца Пророков Уорреном при помощи магии, когда та пыталась убить дакрой Ричарда.
Бекки — сестра Света, работает в библиотеке Дворца Пророков. Впервые упоминается в книге «Камень слёз». В «Защитниках Паствы» была убита Аннелиной Алдуррен. Упоминалось так же, что она была беременна.
Алессандра — сестра Тьмы, вернувшаяся на путь «света», бывшая наставница Никки.
Вальдора — колдунья, в прошлом сестра Света, изгнанная Аннелиной Алдуррен из Дворца Пророков за приворотные чары больше полувека до начала событий «Меча Истины». Вальдора поклялась в вечной мести аббатисе Аннелине. В «Защитниках Паствы» Энн вместе с Натаном прибыли в Эйдиндрил, где к тому времени поселилась престарелая Вальдора со своей семьёй. На рынке она и её внучка Холли торговали пряниками. Защитники Паствы поймали Вальдору и Холли, приведя на допрос. Вальдора рассказала генералу Брогану, что новый магистр Рал бывал в Древнем Мире, так как Ричард за несколько часов до допроса купил у экс-сестры Света пряник, расплатившись серебром из Дворца Пророков. Генерал Броган приказал Этторе пытать Вальдору, сам же он ушёл к Ричарду Ралу. Вальдора использовала свой дар и убила Этторе. Позднее, вновь начав торговать — уже в Королевском ряду, а не на улице Глашатаев — она видит на рынке аббатису Аннелину. Отравив пряником Энн, она относит её в Замок Волшебника и приступает к обряду отнятия дара через сдирание кожи. Натан Рал убивает Вальдору.
Холли — внучка Вальдоры, также наделённая даром, спасает Зедда и приносит к бабушке. Натан исцеляет Зедда и Аннелину, надев на Волшебника первого ранга Рада-Хань. Холли они берут с собой.

### Сёстры Тьмы
Тайная группа, появившаяся внутри Ордена сестёр Света и действующая на благо Владетеля. Сёстры Тьмы долгие годы пытались помочь своему покровителю — Владетелю — вырваться из мира мёртвых, чтобы получить вознаграждение за верную службу ему. За служение Владетель наделил сестёр Тьмы магией Ущерба и возможностью отбирать мужской Хань. Сёстры Тьмы долгое время были в тени, но аббатиса Аннелина давно начала подозревать об их существовании. Лишь во времена, описываемые в книге «Камень слёз», подозрения аббатисы подтвердились. Главным преимуществом сестёр Тьмы перед сёстрами Света и другими обладателями дара является то, что они владеют магией Ущерба и мужским Хань.
Улиция — лидер группы беглых сестёр Тьмы. Вместе с сёстрами Эрминией, Цецилией и Тови заключают с Ричардом сделку, которая должна освободить их от Джеганя. Однако их клятва оказалась неискренней, в результате чего узы не сработали.
Эрминия — сестра, принимавшая участие в обучении Ричарда.
Цецилия — пожилая сестра, принимавшая участие в обучении Ричарда. Убита Кэлен при встрече с императором Джеганем в катакомбах Касски.
Тови — пожилая сестра, принимавшая участие в обучении Ричарда. После кражи Шкатулок Одена из Сада Жизни, поехала вперёд с одной из них. По дороге была смертельно ранена Мечом Истины Самюэля. Когда её нашла д’харианская армия, её допросила Никки, и колдунья рассказала о плане Сестёр Тьмы, похитивших Шкатулки. После этого скончалась.
Мерисса — сестра, принимавшая участие в обучении Ричарда. Возглавляла Мрисвизов и мечтала искупаться в крови Ричарда. Погибла в «Защитниках Паствы» захлебнувшись в Сильфиде.
Лилиана — сестра Тьмы, обучавшая Ричарда. Ей более чем другим удалось расположить его к себе и заслужившая его доверие. Воспользовавшись этим доверием, пыталась отнять у Ричарда его Хань. Погибла от Меча Истины ("Камень слёз).
Леома Марсик — одна из старших сестёр, была советницей Верны Совентрин (когда та занимала пост Аббатисы). Была убита дакрой Верны Совентрин, когда пыталась заставить ту отречься от уз с Ричардом.
Амелия — подруга Верны, Жанет и Кристабель. Упоминается в «Камне слёз» и «Храме Ветров».
Грейс Рендал — одна из двух сестёр Тьмы, отправившихся за Ричардом. Предлагала ему первое основание Рада-Хань, от которого он отказался, убила себя дакрой согласно правилам.
Элизабет Майрик — одна из двух сестёр Тьмы, отправившихся за Ричардом. Предлагала ему второе основание Рада-Хань, от которого он отказался, убита дакрой Верны Совентрин согласно правилам.
Кристабель — сестра Тьмы, попавшая под власть Джеганя, была убита им же в «Защитниках Паствы».
Мердинта — сестра Тьмы, находящаяся в лагере Джеганя, когда туда прибыла Дженнсен Рал. Во время разговора Дженнсен и Джеганя, роняет вазу из-за услышанного слова грушдева — «месть». В дальнейшем, сопровождает Джеганя и сорок тысяч его штурмовой роты на захват Эйдиндрила. На подходах к городу предупреждает императора о том, что «что-то не так». Во время штурма Дворца Исповедниц, по-видимому, сопровождает один из отрядов. После того, как сноходец и Себастьян получают тяжёлые ранения, бежит с немногими выжившими из Эйдиндрила, видя, как световая сеть волшебника разрушает центр их лагеря. В обмен на обещание излечить Себастьяна, заставляет Дженнсен продать душу Владетелю, таким образом, позволяя тому пройти через себя в мир живых. После сопровождает Дженнсен, Себастьяна и людей Ордена к Столпам Творения, куда по стечению обстоятельств прибывают Ричард Рал. Пытаясь заставить Дженнсен убить брата, по неосторожности позволяет Кэлен исповедать себя. Умирает от магии исповеди.
Тахира — сестра, командовавшая отрядом неодарённых бандакарцев, посланных Джеганем для взятия Замка Волшебника. Когда неодарённые взяли в плен Зедда и Эди, надела на них Рада-Хань, замкнув его обеими сторонами магии, тем самым не позволив Первому Волшебнику снять ошейник. В лагере исполняла обязанности дознавателя, заставляя волшебника и колдунью рассказывать о назначении вывезенных из Замка магических предметов. Когда в один из вечеров сестра Тьмы показала Зедду шкатулку, тот узнал в ней Закатное заклятие, но солгал, сказав, что это обычная музыкальная шкатулка. Тогда Тахира велела Первому Волшебнику запустить её, что маг и сделал. Заклятие сработало и заиграла мелодия, означавшая, что чары действуют и скоро прогремит взрыв — на это и были рассчитаны заклинания в шкатулке. Однако, в палатку, где содержались пленные, независимо друг от друга прибыли Чейз с Рэчел, морд-сит Рикка, а также капитан Циммер с его отрядом д`харианцев. Рикка захватила магию Тахиры и заставила снять Рада-Хань с Эди. Зедд отказался, так как не оставалось времени. Спасители и спасённые вместе с сестрой отправились подальше от палатки, и были уже на порядочном расстоянии, когда случился взрыв. Тахира попыталась привлечь внимание солдат, но была разорвана пополам колесом телеги, отброшенным взрывом. После её смерти магия Рада-Хань перестала действовать и Зедду удалось снять ошейник. Впервые появляется и умирает в «Голой империи».

### Колдуньи Нового мира
Делора — колдунья, жившая в Эйдиндриле во времена войны с Д`Харой. В Замке Волшебника исполняла обязанности проводника, когда нужно было провести просителей к волшебникам. Она помогает Эбби встретится с Первым Волшебником Зорандером, а после вместе с Матерью-Исповедницей соглашается помочь девушке ещё раз переговорить с Зеддом, чтобы он проверил наличие священного долга. Когда Зедд соглашается помочь Эбби и отправляется в Кони Кроссинг, Делора и Мать-Исповедница с другими волшебниками отправляется с ним. Во время сражения волшебника Анарго и Зедда, когда Первый Волшебник убивает вражеского чародея, а вызванная им иллюзия заставляет д`харианцев бежать, Делора и Мать-Исповедница спасают соотечественников Эбби, выводя их из реки, на которой Великий Волшебник собирался воздвигнуть границу. Фигурирует в повести «Долги предков».
Эди — колдунья, потерявшая зрение в молодости — видит с помощью Дара, та, которая не раз помогала Ричарду. Помогла освободить Дворец Исповедниц и Замок Волшебника. Помимо всей помощи, помогает Ричарду «выкарабкаться» из лап Джеганя, проводя его в Народный Дворец с помощью своего Дара.
Из-за нападения монстра Эди пришлось самой себе отрезать повреждённую ногу. Позднее Зедд «отрастил» ей новую, но она была чуть короче и Эди хромала, но отказалась от предложения Зедда её удлинить. Коверкает язык, говорит с сильным акцентом.
Начинала как колдунья в Никобарисе, стране, где было запрещено применять магию без разрешения короля или других чиновников. После убийства своего мужа Пела Защитниками Паствы, фактически правящими в Никобарисе, Эди перестала подчиняться властям Никобариса и бежала из страны, изучая магию, связанную с подземным миром, стремясь найти там душу любимого.
Из книги «Столпы Творения» становится ясно, что Эди уже около двухсот лет, так как Алтея рассказывает Дженнсен о том, что встретила Эди во время пребывания во Дворце Пророков, а случилось это примерно за двести лет до начала цикла «Меч Истины».
Лунетта — сестра Тобиаса Брогана, генерала Защитников Паствы. Появляется в «Защитниках паствы», погибает в этой же книге во Дворце Пророков.
Алтея — колдунья, родившаяся за двести лет до начала повествования цикла «Меч Истины», предположительно, в Д`Харе. В молодости она жила со своей сестрой Латеей. Обе стремились помогать людям, каждая по-своему — в силу своего дара. Алтея и Латея приняли решение отправиться во Дворец Пророков, где учились использовать свой дар для помощи людям. Во Дворце познакомилась с колдуньей Эди, уже потерявшей к этому моменту зрение. Алтея обладала необычайно сильным для колдуньи даром прорицания, и поэтому несколько раз удостаивалась аудиенций самой аббатисы, а также ей разрешали видеться с пророком Натаном Ралом.
Именно встречи с Натаном предопределили её судьбу. Пророк открыл колдунье некоторые варианты развития событий, а также варианты её собственной смерти. Алтея стала одной из «защитников», вместе со своей сестрой и будущим мужем, Фридрихом. Покинув Дворец Пророков, Алтея и её сестра вернулись в Д`Хару. К этому моменту престол занял сын Паниза Рала, Даркен Рал. Как и все Ралы до него, он придерживался семейной традиции не иметь жены. От многочисленных связей у него рождались дети, но все без дара, а единственный наследник, которого он столь упорно искал, был за две границы, в Вестландии. Даркен Рал, следуя заветам предков, уничтожал всех неодарённых наследников, дабы устранить угрозу своей власти в частности и магии в целом, так как у Рода Ралов имелась древняя особенность — от Ралов могли родится «дыры в мире», как их называла Алтея. Даркен Рал безжалостно уничтожал не только детей, но и их матерей, разочаровавших его. Сёстры приняли решение защищать таких детей.
Алтея помогала неодарённым детям «Столпам Творения» спастись от Даркена Рала. В это же время вышла замуж за позолотчика Фридриха. Однако, спустя шесть лет после того, как Алтее удалось спасти Дженнсен, об этом узнал Даркен Рал и решил наказать Алтею. Сначала он при помощи магии искалечил ей ноги, сделав их ссохшимися и бесполезными. Затем он отнял у Алтеи весь дар, кроме дара прорицания. При помощи отнятой части, он создал особое болото в горах на западной границе Д`Хары, которое не замерзало ни летом, ни зимой. Затем из магии Алтеи он сделал чудовищ, охранявших болото, и не позволяющих колдунье выбраться из плена. Для её мужа и посетителей он создал тропинку, по которой было безопасно ходить, но только не для Алтеи.
Проживала на болоте последующие четырнадцать лет, гадая камнями для посетителей. После визита Дженнсен, начала готовиться к смерти, рассказав ей о «дырах в мире» и о себе. Через некоторое время прибыл Оба, пытаясь выяснить те же сведения, что Дженнсен. Алтея предпочла быструю смерть, поэтому и приняла яд во время разговора с Обой. Оставила мужу записку, в которой просила откликнуться на призыв, когда придёт время. Фридрих похоронил её на лугу на краю болот, где было солнце, не проникавшее в её тюрьму на болотах. Присутствует в «Столпах Творения».
Латея — сестра Алтеи. Училась во Дворце Пророков вместе со своей сестрой, помогала неодарённым детям «Столпам Творениям» спастись от Даркена Рала. Имела только дар исцеления в отличие от Алтеи. Уехала от сестры, чтоб не видеть её мучения, когда Даркен Рал жестоко наказал Алтею. Убита Обой. Появляется в «Столпах Творения».
Франка Ховенлок — колдунья из Андерита, помогающая помощнику министра культуры Далтону Кэмпбелу в его интригах. Жила в Ферфилде, в молодости стала жертвой Серина Раяка — одного из последователей Защитников Паствы, который попытался её повесить, за что и поплатился глазом. С тех пор Франка носит на шее ленту, скрывающую шрам от верёвки. В «Духе огня» помогает Зедду найти место, где Йозеф Андер запечатал шимов. Вместе они отправляются в Библиотеку Культуры Андерита и там находят в дневнике Йозефа Андера упоминание о так называемой «Печке» — аномальном месте в горах, где невыносимый жар. Зедд предполагает, что это место и есть искомые им врата, и не ошибается. Франка остаётся в Ферфилде, а Зедд отправляется в Печку. После избрания Бертрана Шанбора Сувереном, а Далтона Кэмпбела — министром культуры — погибает на костре от руки Серина Раяка, которого Кэмпбелл выпустил из темницы, чтобы сеять недоверие к Ричарду Ралу в народе. Была влюблена в Далтона, призналась в любви ему, сгорая на костре перед зданием Директоров.

### Говорящие с духами
Говорящие с духами — особая категория колдуний, которые способны при помощи своего дара путешествовать сквозь завесу, находя в ином мире души умерших и общаться с ними. Говорящие с духами жили во времена Великой Войны, но и тогда их дар был редкостью. Чтобы стать говорящей с духами, нужно было долго учиться. Однако, таланты их высоко ценились, так как при помощи знаний этих колдуний можно было создавать всё более смертоносное оружие.
Исидора — говорящая с духами из Нового мира. Жила в городке под названием Гранденгарт, на границе с Древним миром. Когда император Сулакан развязал войну, его легионы под командованием генерала Куно вошли в Новый мир, в числе первых городов сокрушив родину Исидоры. Сама колдунья находилась в это время в другом городе. Вернувшись домой, она обнаружила отказавшихся от службы Сулакану людей — их распяли вдоль дороги в Гранденгарт. Исидора использовала свой дар и целые сутки ходила и умерщвляла страдающих сограждан. Последним от её руки пал её возлюбленный. С этого момента Исидора решила стать Говорящей, чтобы найти души земляков в преисподней и узнать, обрели ли они покой, который она им обещала, убивая. Найдя в одном из городов старую Говорящую, Исидора уговорила её взяться за обучение. При помощи наставницы, Исидора совершила своё первое путешествие сквозь завесу — оно же стало последним для её учительницы. Тогда Исидора заняла её место в городке, но продолжила искать в Мире Мёртвых души своих сограждан. Однако не находила. Их там просто не было. И вот, в надежде узнать, что с ними стало, Говорящая отправилась в Замок Волшебников. В Замке её приняли и поселили в катакомбах под цитаделью. Там, в лабиринте из коридоров, колдунья продолжила поиски, а когда поняла, что это не приносит результатов, согласилась измениться при помощи колдовства чародеев Замка. Её лишили глаз, но она стала сильнее. И тем не менее, всё ещё не могла найти души. Дело в том, что души так и не попали в мир иной — колдуны Сулакана вывезли тела из Гарденгарта, а потом воскресили их, сделав из них полулюдей.
Живя в Замке, колдунья помогала волшебникам. В том числе, Мерритту. Он создал заклятие, делающее человека «невидимым» для мёртвых, использовав знания Исидоры. К Исидоре за помощью обратилась Магда Сирус, желая поговорить через неё с Барахом и узнать, почему тот покончил с собой. В разговоре с Исидорой, Магда узнала историю Говорящей, но они так и не успели сделать задуманного — один из полулюдей, созданных предателями прямо в Замке, напал на Магду и Исидору. Говорящая с духами погибла от рук получеловека.
Ная (Наджа) Мун — Говорящая с духами из Древнего мира. Долгое время там она работала с волшебниками Сулакана, помогая им изучать мир Мёртвых и создавать их творения. При поддержки Наи Мун чародеи Древнего мира создали полулюдей. Однако, ужаснувшись тому, что создаётся при её участии, Наджа Мун бежала в Новый мир. Там она добралась до Замка Волшебника и изъявила желание помочь в борьбе с Сулаканом. Главный обвинитель Лотейн, увидев в этом опасность разоблачения своего предательства, заявил, что перебежчице верить нельзя, и приговорил её к смерти. Колдунью заперли в подземельях Замка, где она подверглась насилию со стороны охраны. Однако, Магда и Мерритт освободили её, понимая, что она может обладать полезными сведениями. В действительности, Наджа сумела помочь им в дальнейшем, заменив погибшую Исидору. С её помощью, Мерритту удалось создать заклятие, созвавшее всех полулюдей на север Д`Хары, в Фаджин. Там, в Тёмных землях, их замуровали за барьером, названным Северной Стеной. Ная Мун, по просьбе Мерритта и Магды, оставила в Стройзе (деревушке, где одарённые следили за сохранностью барьера) послания на языке Творения, в котором рассказывалась история полулюдей и всё о третьем царстве, находящимся за стеной. Там же она оставила перстень для Ричарда Рала.
Ная Мун помогла Магде Сирус поговорить с Барахом, который рассказал своей жене о причинах самоубийства.

## Ведьмы

### Шота
Ведьма живущая в Пределе Агаден вместе с Самюэлем — бывшим владельцем Меча Истины. Непредсказуемая, как и все ведьмы. Всегда преследует собственные интересы, хотя в целом неоднократно помогает Ричарду и Кэлен. Впервые Шота появляется в «Первом правиле волшебника» и присутствует до конца повествования почти во всех книгах, подчас играя ключевую роль в развитии сюжета. Могущественна и наделена способностью видеть будущее. Очень своеобразно помогает главным героям — основываясь на том, что считает правильным. В «Камне слёз» предупреждает Ричарда и Кэлен, о том, что если у них будет ребёнок, то это будет мальчик, и он будет Исповедником, причём с даром. Шота обещает, что в таком случае она убьёт дитя. При этом к Ричарду и Кэлен Шота не имеет никаких претензий. Предел Агаден, где правит Шота, лежит в горном хребте в центре Срединных земель.

### Сикс
Могущественная ведьма из Древнего мира. Её имя значит, что она родилась шестой по счёту, то что мать так её назвала унизило бы любую ведьму. Этим её мать подписала себе смертный приговор.
У неё были жёсткие чёрные, как смоль, волосы; кожа её была бледной как у мертвеца и так туго натянута, что казалось, что она вот-вот порвётся. Глаза у неё были голубые холодные выбеленные, будто никогда не видели солнца. Всегда ходила в чёрных одеждах, которые, сливаясь с её волосами, делало её ещё более мрачной и угрожающей.
После падение границ между Новым и Старым миром вторглась на территорию ведьмы Шоты, очаровала её прислужника Самюэля (бывшего искателя) и пользовалась им для своих целей. Также вылечила принцессу Тамаранга Виолетту (которая с помощью Сикс вскоре стала королевой) и использовала её для рисования заклинаний в пещере, где всё, что нарисовано сбывается. С помощью молодой королевы лишила Ричарда его дара и наслала на Рэчел призраков-убийц. После очередного скандала Виолетты её терпение лопнуло и она захватила власть в Тамаранге и сама стала королевой. Для своей безопасности и благополучия примкнула к императору Джеганю. Передала ему третью шкатулку Одена, а также уничтожала отряды д’харианских солдат в Древнем мире, с помощью красного дракона Грегори — сына Скарлетт. Была уничтожена ведьмой Шотой, которая приняла облик её матери и содрала с неё кожу заживо.

### Рэд
Ведьма из провинции Фаджин, которая помогла отряду Ричарда и Кэлен выжить в пещерах, послав к ним чёрного зверька, похожего на дикого кота, которого Кэлен назвала Охотником, затем рассказала Кэлен о пророчестве, в котором Никки убивает Ричарда. Чтобы отвести данное пророчество, Кэлен должна была в течение трёх дней убить Никки, но она этого не сделала.

## Люди Нового мира

### Армия Д’Харианской империи
Генерал Тримак — генерал, возглавляющий Первую Когорту, элитные войска охраняющие лорда Рала, во время его пребывания в Народном Дворце. Генерал Тримак и его войска были в числе первых д’харианцев, почувствовавших узы связывающие их с Ричардом, и принёсших ему клятву верности (посвящение), после смерти Даркена Рала. Тримак впервые упоминается в конце «Первого правила волшебника», в дальнейшем он фигурирует во многих частях повествования, пока не погибает в «Исповеднице», в попытке защитить Ричарда от Зверя, принявшего облик д’харианского солдата.
Генерал Райбих — генерал д’харианских войск. После смерти Даркена Рала временно примкнул к Имперскому ордену, но после появления Ричарда Рала, признал его новым лордом Ралом. После принесения присяги он и его войска охраняли Эйдиндрил, но после перешли к границам Нового мира, в ожидании приближения войск Джеганя. Возглавляемая им армия разбила и полностью уничтожила экспедиционный корпус Джеганя, вторгшийся в Новый мир в конце «Храма Ветров». В дальнейшем он во главе своих войск сопровождал основные силы Джеганя, когда они следовали из Древнего мира в Андерит, не вступая с ними в открытое противостояние. Генерал погиб во время первой крупной битвы с основными силами Ордена. Райбих впервые появляется в «Защитниках паствы» и присутствует в цикле произведений вплоть до своей смерти в «Вере падших».
Генерал Бенджамин Мейфферт — командующий объединённых войск Д’Харианской империи. Влюблён в Кару, которая отвечала ему взаимностью. Впервые Бенджамин Мейфферт появляется в цикле «Меч Истины» в качестве командующего отрядом, сопровождающим Ричарда Рала и Кэлен Амнелл в их поездке в Андерит. В то время Бенджамин служил ещё в чине капитана. Затем, после неудачи с выборами в Андерите и нападением на Кэлен, когда Ричард с ней и Карой скрываются в горах Вестландии, он часто выступает в роли гонца, осуществляющего связь между д’харианцами и лордом Ралом. С началом полномасштабной военной компании, после гибели генерала Райбиха, Кэлен, прибывшая с подкреплениями в расположение д’харианской армии, назначает его на пост генерала и командующего объединёнными силами Д’Харианской империи. Бенджамин с честью оправдывает возложенные на него надежды и, несмотря на вынужденные отступления, ведёт войну с превосходящими силами Имперского Ордена, разрушая одну за одной надежды Джеганя на быстрый захват Нового мира. Бенджамин возглавляет войска вплоть до решающего сражения, перед которым Ричард распускает их и отправляет разорять Древний мир, чтобы лишить войска Ордена снабжения и подкреплений. Разрозненные отряды д’харианцев с успехом проводят эту компанию до тех пор, пока на стороне Джеганя не выступает ведьма Сикс. Столкнувшись с ведьмой и её драконом Бенджамин возвращается назад в Д’Хару как раз в тот момент, когда Ричард, будучи пленником в лагере Джеганя, поднимает восстание. Вместе они сбегают из расположения ордена в Народный Дворец. В конце «Исповедницы» женится на Каре. Продолжает появляться в новом цикле «Ричард и Кэлен», первой книгой которого является «Машина предсказаний». Погиб во время атаки полулюдей Шан-так в пещерах третьего царства (книга «Третье царство»).
Генерал Зиммер (Циммер) — светловолосый д’харианец, командующий отрядом во время войны с Имперским Орденом, изначально появившийся в звании капитана. Мать-Исповедница, прибыв в лагерь Д`Харианских войск, создала специальный отряд, работающий в качестве диверсантов. Их засылали в расположение имперских войск, где они уничтожали провиант, убивали солдат и фуражиров, а также работали разведчиками. Капитан Зиммер возглавил эту диверсионную группу. Их традицией стало срезание ушей поверженных врагов — каждый солдат имел свою связку ушей. Капитана Зиммера Кэлен послала за галеанцами, покинувшими лагерь Д`Хары. Когда командование д`харианских войск получило письмо от Джеганя о том, что Замок Волшебника пал и Зедд с Эди у него в плену, Зиммер принял решение действовать. Он со своими диверсантами проник в лагерь Джеганя, в тот момент, когда туда прибыл исповеданный в Древнем Мире Кэлен убийца, попытавшийся убить Джеганя. Добравшись до палатки, где находились волшебник и колдунья с сестрой Тьмы Тахирой, Зиммер проник туда одновременно с Морд-Сит Риккой, действовавшей по своей инициативе, и с Чейзом и Рэйчел, прибывшими от Фридриха. В результате, Рикка пленила магию Тахиры и Зиммер с колдуньей Эди и пленниками Джеганя из других палаток бежали на перевалы в Д`Хару, которые им удалось пересечь и вернуться в лагерь империи. После смерти генерала Мейфферта Зиммер становится генералом д’харианской армии.
Улик и Иган — два чистокровных д’харианца, верные телохранители магистра Рала. Бросаются на его защиту при любом намёке на грозящую опасность. Относятся к элитной гвардии, обладают недюжинным телосложением. Улик и Иган впервые появляются в «Защитниках паствы», на протяжении которого они неотступно следуют за лордом Ралом, далее они выполняют свои обязанности в «Храме Ветров», после чего вновь появляются только в «Исповеднице».
Том — член элитного секретного отряда, защищающего лорда Рала. Влюблён в Дженсен. Некоторое время, действуя под видом рыночного торговца, он следил за Дженнсен, предполагая её недобрые намерения в отношении к Ричарду. После встречи сводных брата и сестры Ралов, когда конфликт между ними благополучно завершился, Том примкнул к отряду Ричарда. Он помогал ему освобождать Бандакар, а затем вместе с Дженнсен остался там, чтобы помочь бандакарцам восстановить быт. Однако вскоре Том был вынужден покинуть возлюбленную, чтобы вновь прийти на выручку Ричарду. Том единственный из упомянутых в книге персонажей, имеющий искру магии, и, тем не менее, согласившийся перейти в параллельный мир, лишённый магии и памяти о ней, созданный Ричардом при помощи Шкатулок Одена, ради того, чтобы быть вместе с Дженнсен. В параллельном мире Том женился на сестре лорда Рала, взяв себе её фамилию, для того, чтобы когда вся память о прежней жизни, людях и магии умрёт, в их мире хотя бы осталась фамилия Ралов. Впервые Том появляется в «Столпах Творения» и присутствует до конца повествования.

### Правители Срединных земель
Виолетта — принцесса Тамаранга, дочь королевы Милены. С помощью Сикс смогла научиться управлять своими способностями — рисованию, для блокировки дара Ричарда. С детства, по наставлениям матери, мучила Рэчел для привыкания к власти. Была убита самой Рэчел с помощью подправленного заклинания, которое Виолетта направила во имя мести на саму Рэчел.
Милена — королева Тамаранга, мать принцессы Виолетты. Жестокая правительница, пошедшая на сделку с Даркеном Ралом ради обогащения и власти (в сокровищнице королевы Милена хранилась третья шкатулка Одена, которую она согласилась отдать). Погибла от эйджила Денны, пытаясь помешать ей забрать пленённого Ричарда в Народный Дворец.
Бертран Шанбор — министр культуры Андерита, живший в поместье в нескольких милях от Ферфилда. Многие годы боролся за свою репутацию, чтобы в дальнейшем стать Сувереном. При содействии своего помощника Далтона Кэмпбела, добился своего и стал Сувереном, но заразился смертельной болезнью, вызванной отравлением воды в реке Дран, которую отравила вода из озера на пустоши над долиной Нариф (Ричард решил отравить Андерит и обрушил скалу в результате чего вода из ядовитого озера на пустоши попала в озеро в долине и из него — в реки Андерита). Выступал против Д`Харианской империи и пытался выждать время до появления в Андерите Имперского Ордена. Предположительно погиб во время книги «Вера падших».
Хильдемара Шанбор — жена министра культуры Андерита Бертрана Шанбора. Хитрая и расчётливая женщина, при этом не особо красивая, что не раз подчёркивается в «Духе огня». Заразилась вместе с мужем смертельной болезнью, вызванной отравлением рек Андерита.
Гарольд и Цирилла Амнелл — брат и сестра, правящий Дом Галеи, сводные брат и сестра Кэлен Амнелл. Цирилла правила Галеей, в то время как Гарольд был главным военачальником. Цириллу приговорили к смерти Кельтонцы и почти сделали своё дело, но Гарольд спас её, однако заключение в тюрьме со множеством мужчин (со всеми вытекающими) лишило рассудка королеву. На протяжении пяти книг прибывает в полубезумном состоянии, пока Кэлен выполняет роль королевы Галеи, однако в «Вере падших» выздоравливает и начинает деятельность по отколу Галеи от Д`Харианской империи. Вместо того, чтобы прислать подкрепление армии, отправляет Гарольда и тысячу галеанцев с приказом передать Кэлен своё решение и вывести из армии Д`Хары своих людей. Гарольд, вопреки доводам разума, остался верен Цирилле и за это был приговорён к смерти. Убит Зеддом (возможно, Эди, Верной или Уорреном — в книге не уточняется) в «Вере падших»).
Джорин Башкар — правитель Джары, королевства в Срединных Землях. Глава правящей семьи Джары, дядя Тристана Башкара. Во время роспуска альянса Срединных Земель, хотел было присоединиться к Д`Харианской Империи, но чума поколебала его уверенность. Когда же Тристан совершил покушение на Мать-Исповедницу и был казнён, а Ричард Рал изгнал чуму, король Джорин прибыл в Эйдиндрил, привезя с собой головы дипломатов Имперского Ордена и подписал капитуляцию, присоединив Джару к Империи.

### Племя Тины
Птичий человек — глава старейшин племени Тины. Обладает даром призывать с помощью свистка нужных ему птиц и давать им необходимые ему указания. Вмешательство Птичьего человека в ход событий не раз выручало Ричарда и Кэлен. Во многом благодаря, его покровительству, их приняли в состав племени. Кроме того, он проводил и их свадьбу. Птичий человек, благодаря своему знанию и чутью первый, наряду с Ричардом, заметил Шима в образе курицы. Подарил Ричарду свисток, с помощью которого, тот спас яйцо Скарлет. Впервые Птичий человек появляется в «Первом правиле волшебника» и присутствует до конца повествования цикла.
Чандален — сначала враг, а потом близкий друг и товарищ Ричарда, отправился вместе с Кэлен Амнелл в Эйдиндрил к Зедду, для того что бы Кэлен рассказала Зедду, что Ричард ушёл во Дворец Пророков.
Приндин и Тоссидин — братья, отправившиеся вместе с Чандаленом сопроводить Кэлен в Эйдиндрил к Зедду. В Галее, на одной из стоянок вместе с войсками галеанцев, выясняется, что Приндин — Дитя Погибели, слуга Владетеля. Он убивает Тоссидина, а также задолго до этого начинает травить Мать-Исповедницу ядом банту. Пытается изнасиловать Кэлен, но погибает, напоровшись на нож, подаренный Чандаленом в Эбиниссии.
Ниссел — целительница племени Тины.

### Чейз
К началу повествования цикла Меч Истины, Чейз является Стражем Границы, другом Джорджа Сайфера и Ричарда. Описывается как могучий, почти непобедимый боец, всегда обвешенный множеством оружия. У Чейза есть семья и дети, что не мешает ему в дальнейшем удочерить Рэчел, девочку сбежавшую от принцессы Виолетты. На протяжении цикла произведений Чейз не раз приходит на помощь Ричарду и его сторонникам, спасая их из, казалось бы, безвыходных ситуаций. После падения границы Чейз остаётся без работы, вследствие чего Зедд предлагает ему стать стражем Замка Волшебника, и перебраться туда вместе с Рэчел и остальной своей семьёй. Чейз появляется в «Первом правиле волшебника», во «Втором», в «Восьмом» и в «Последнем».

### Рэчел
«Игрушка» принцессы Виолетты. Жила раньше в приюте. Впоследствии падчерица Чейза. Так же выясняется что она королевских кровей и после обучения в Замке Волшебника станет королевой Тамаранга. Есть художественный дар.

### Джордж Сайфер
Отчим Ричарда и родной отец Майкла Сайфера. При жизни занимался торговлей, любил разыскивать древние артефакты. Когда Ричард был ребёнком, встретился с аббатисой Анелиной и Натаном Ралом. Они помогли ему выкрасть из Замка Волшебника Книгу сочтённых теней, для того, чтобы он передал её Ричарду для изучения. А после того, как Ричард выучит книгу наизусть, они наказали ему уничтожить книгу. Из-за Книги сочтённых теней Даркен Рал убил Джорджа Сайфера, за несколько недель до начала повествования «Первого правила волшебника».

### Майкл Сайфер
Сводный брат Ричарда, предавший его и перешедший на сторону Даркена Рала, казнён по приказу Ричарда, за измену народу Вестландии.

### Тобиас Броган
Генерал Защитников паствы. Яростный борец с магией во всех её проявлениях. Своей главной целью считает уничтожение Матери-Исповедницы. Прибывает с отрядом охотников на волшебников в Эйдиндрил, где в то же время к власти приходит Ричард Рал. Поиски Кэлен приводят его в тупик из-за наложенных на неё чар кажущейся смерти, но его сестра — Лунетта Броган — знает способ, как разрушить чары. Поскольку Ричард запретил генералу покидать столицу Срединных земель, Броган понимает, что Ричард — не обычный правитель и собирается его устранить. При помощи сестры убивает герцога Лумхольц, а его жену, Катрин, заколдовывают и заставляют попытаться убить самого магистра Рала. Также под влиянием чар Лунетты оказывается сам Ричард и его телохранительница Бердина. Сам же Броган хочет бежать из Эйдиндрила во время метели, но солдаты Д`Хары останавливают его. В этот момент появляются мрисвизы и уничтожают отряд д`харианцев. Генерал Броган, Гальтерро и Лунетта идут по следу Кэлен и настигают её на пути в Эйдиндрил. Вместе со мрисвизами, сестрой Тьмы и отрядом Защитников Паствы, Тобиас Броган отбывает в Танимуру со своей добычей — Матерью-Исповедницей и колдуньей Эди. Там их проводят во Дворец Пророков. Генералу не нравится находится среди такого количества колдуний и обладающих даром людей. Когда его терпение лопнуло, он приказывает своим людям атаковать всех сестёр, а сам идёт убить Кэлен и Эди. Когда же они приходят в их комнату, то пленницы пытаются сбежать. В ярости Тобиас пробуждает в себе дар волшебника и применяет его против Кэлен. Его сестра, Лунетта, следуя словам своей матери, что должна защитить и оградить Тобиаса от магии, и словам самого генерала, что магия — зло — убивает своего брата, выжигая ему сердце. За его смерть Гальтерро мстит Лунетте — перерезает ей горло и умирает от руки Кэлен.
Впервые появляется и умирает в романе «Защитники паствы».

### Джебра Бевинвье
Провидица, обладает даром видеть ауру человека и предсказывать его будущее. Впервые появляется в книге «Камень слёз».

### Фридрих
Позолотчик из Д’Хары, продающий свои товары в Народном Дворце. Муж колдуньи Алтеи. После смерти жены отправлен Натаном Ралом на поиски Ричарда в Древний мир, для того чтобы передать тому книгу «Столпы Творения». В дальнейшем часто используется героями как посыльный. В конце, по приглашению Зедда остаётся жить в Эйдиндриле в Замке Волшебника, где возобновляет свою работу позолотчика. Фридрих впервые появляется в «Столпах Творения», и присутствует до конца повествования цикла произведений. В конце «Исповедницы» женится на колдунье Эди.

### Джилиан
Молодая девушка, Жрица Костей. Живёт в Касске (южная Д’Хара). Её везде сопровождает ворон Локи. С её помощью Ричард находит книгу «Огненная цепь». В дальнейшем Джилиан продолжает помогать ему и Кэлен. Впервые появляется в «Огненной цепи» и присутствует до конца серии «Меч Истины».

### Самюэль
Слуга и спутник Шоты, в прошлом некоторое время владевший Мечом Истины, который он украл у предыдущего Искателя, убив его во сне. В книге описывается, как некое мертвенно-бледное существо отдалённо напоминающее человека с жёлтыми глазами и ртом, полный острых зубов. В трилогии «Огненная цепь», Ричард отдаёт меч Шоте, а она, в свою очередь возвращает его Самюэлю. Через некоторое время тот, зачарованный ведьмой Сикс покидает Шоту, а сам преображается в нормального человека с удивительными золотистыми глазами. Он помогает Кэлен выбраться из плена из лагеря Имперского Ордена, после чего везёт её к своей новой хозяйке — Сикс, но в дороге Кэлен узнаёт об его истинных намерениях, и убивает его, использовав свою силу исповедницы. Самюэль впервые появляется в «Первом правиле волшебника» и эпизодически фигурирует в последующих романах, пока не появляется в трилогии «Огненная цепь», где играет весьма значительную роль в происходящих событиях. Самюэль погибает в «Последнем правиле волшебника» от руки Кэлен.

### Несан
Житель Андерита, по национальности хакенец. Работал поварёнком на кухне поместья министра культуры при Бертране Шанборе. Был влюблён в хакенку Беату, работающую на мясника Игнера. Однажды, когда она в очередной раз привезла мясо на кухню, помощник министра Далтон Кэмпбелл увёл её наверх. Несан проследил за ней и увидел, как министр культуры Андерита и посол Имперского Ордена Стейн насилуют Беату. На этом его и застиг Далтон Кэмпбел. Вместо того, чтобы арестовать Несана, тот предложил ему работу гонцом. Поварёнок согласился. В результате он выполнял задания Кэмпбела вместе с другими гонцами и своим закадычным другом Морли. После одного из таких заданий — а именно, убийства Клодины Уинтроп, был вынужден бежать из страны так как Далтон Кэмпбел, выполняя волю Бертрана Шанбора, «нашёл» убийц Клодины. В результате Несан и Морли выбрались из страны и направились в Эйдиндрил. В Замке Волшебника они пробрались в Анклав Первого Волшебника и выкрали оттуда Меч Истины. В этот момент туда же приехала Кара и убила Морли, начав погоню за Несаном, который всегда мечтал стать Искателем Истины и даже выучил вопреки всем запретам написание слова «Истина». Через некоторое время вернулся в Андерит с мечом и по воле случая попал на пост Домини Диртх которым к тому времени командовала Беата (стала сержантом). Через несколько минут к тому же Домини Диртх подъехала Кара и начала разборки с Несаном и Беатой. В это время на соседнем Домини Диртх началась тревога, а через некоторое время к группе Беаты подъехали имперцы. Их задачей был захват Домини Диртх. Почти весь отряд Беаты был убит. При помощи Меча Истины Несан защитил возлюбленную, но был убит ударом булавы по голове.

### Мариска
Старуха, служившая волшебнику Анарго. Прибыла вслед за Эбби в Эйдиндрил. Угрожая убить Яну, дочь Эбби, приказала ей завести в ловушку Волшебника Первого Ранга. Эбби почти подчинилась, но Зедд и Мать-Исповедница разгадали замысел Мариски ещё до того, как он должен был исполниться. Когда Абигайль (Эбби) увела дочь Зедда из лагеря Анарго, Мариска последовала за ними и попыталась выкрасть девочку. Однако, из-за заклятий, наложенных на комнату, куда поместили дочь Зорандера, погибла. В виде иллюзии предстаёт во время финального противостояния между Анарго и Зеддикусом. Сама же на тот момент уже мертва.

### Абигайль (Эбигейл, Эбби)
Девушка из городка Кони Кроссинг. Все знакомые звали её Эбби. У неё был муж Филип, а также дочь Яна. Эбби жила в поселении, стоявшем у реки Кони, на границе с Д`Харой. Когда Паниз Рал начал войну, Пендизан Рич, королевство, где находилось поселение, отказался поддержать Срединные Земли. А когда легион Анарго прошёл через Кони Кроссинг, взяв в плен жителей, Абигайль отправилась в Замок Волшебника, чтобы просить помощи у Великого Волшебника — Зеддикуса Зорандера. Тот отказал ей, мотивируя это тем, что её родина отказалась помогать в войне. Однако, Эбби удалось убедить волшебника, когда она предъявила к оплате священный долг, не зная, что это она должна Зедду, а не он ей. Перед этим, Мариска, шпионка волшебника Анарго, велела заманить Зедда в ловушку, и, выполняя её приказ, Абигайль привела Зеддикуса в лапы морд-сит. Однако, Мать-Исповедница и Великий Волшебник разгадали замысел Эбби, и потому им удалось убить морд-сит. Великий Волшебник велел Эбби отправляться в д`харианский лагерь и отыскать там своих родных до рассвета, потому, что с рассветом он планировал воздвигнуть границу и положить конец войне. Переодевшись в морд-сит, та проникла в лагерь Анарго. Вместо своих родных, Эбби нашла в лагере дочь Зедда и вывела её оттуда. Когда волшебник Первого Ранга победил вражеского чародея Анарго, и граница была установлена, Зедд показал Эбби её соотечественников, которых спасли Мать-Исповедница и колдунья Делора. Также, волшебник рассказал о том, что это Абигайль была связана священным долгом, а не волшебник, и что долг был оплачен, когда она спасла дочь Первого волшебника.

### Далтон Кэмпбелл
Андерец, живший в поместье министра Культуры Андерита и занимающий пост помощника оного. Всего в жизни добился сам, своими усилиями. В результате, благодаря своим качествам, была замечен Бертраном Шанбором и назначен на столь высокий пост. В этой должности прекрасно справлялся со своими обязанностями, держа по всей стране шпионскую сеть. Будучи прекрасным политиком, помог министру Культуры настроить народ Андерита против магистра Рала, в результате чего люди проголосовали за присоединение Андерита к Имперском Ордену. По приказу жены министра, Хильдемары Шанбор, организовал убийство Клодины Уинтроп, которая своими рассказами угрожала репутации её мужа и его перспективам в будущем стать Сувереном. Сыграл важную роль в судьбе поварёнка Несана, которого взял к себе на службу, официально — гонцом, а неофициально — исполнителем всевозможных поручений, в числе которых было и убийство Клодины. Был женат на женщине по имени Тереза, такой же хитрой, расчётливой, как и он сам, при этом привлекательной. Выполняя приказ императора Джеганя, поручил своим гонцам убить Мать-Исповедницу. После смерти Суверена, и избрания новым Бертрана Шанбора, Далтон занял пост министра Культуры. Тогда он выпустил Серина Раяка, ярого фанатика и последователя учений Защитников Паствы. Именно это его решение повлияло на судьбу колдуньи Франки Ховенлок, которая служила Кэмпбеллу — Серин Раяк, будучи ослеплён на один глаз Франкой при попытке убить её в прошлом, добился своего в настоящем, и схватив лишённую своей силы колдунью, сжёг её на костре. С костра Франка призналась в любви Далтону Кэмпбеллу. Однако, позже, когда лорд Рал проиграл голосование, офицер Ордена и посол в Андерите Стейн прибыл к новому министру и показал отобранный у морд-сит Кары Меч Истины. В разговоре, Стейн упомянул о том, что жена Далтона, которую он горячо любил, отдалась ему и Суверену Шанбору. Кэмпбелл, не вынеся предательства Терезы, убил Стейна и забрал Меч Истины. После он пришёл к отъезжающему из страны Ричарду Ралу и отдал Меч, сознавшись в том, что это по его приказу Кэлен была избита до смерти. Сам же он, а также Бертран, Хильдемара и Тереза, были заражены смертельной болезнью, вызванной отравлением вод Андерита ядом из озера над долиной Нариф, которое обрушил Ричард. Впервые появляется (и, вероятно, умирает) в «Пятом Правиле Волшебника».

## Люди Древнего мира

### Дю Шайю
Мудрая женщина племени Бака-бан-мана (позднее Бака-тау-мана). Была спасена Ричардом. Считала себя женой Ричарда. Обладает магией абсорбента. Она и её народ помогли Ричарду научиться «танцу со смертью».

### Виктор
Кузнец Древнего мира, который живёт в Алтур-Ранге. Помогал Ричарду, продав глыбу мрамора, для создания статуи. Один из основоположников восстания в древнем мире. Присутствует в «Вере падших» и «Огненной цепи», также упоминается в «Голой империи». Он первым объявил себя свободным, когда Ричард обрушил свою статую.

### Ицхак
Поставщик металла в Алтур-ранге. Раньше эта компания принадлежала ему, но его понизили в связи с тем, что он слишком хорошо работал и не давал работать другим. Друг и начальник Ричарда.

### Оуэн
Житель империи Бандакар, говорящий, один из тех, кто против Имперского Ордена. Был послан отравить Ричарда Рала, чтобы тот согласился освободить их империю за противоядие. Фигурирует в «Голой империи».

### Камиль
Юноша, живший в Алтур`Ранге. Когда Ричард и Никки только пришли за жильём в их дом, он и его друзья отнеслись к ним агрессивно. Но, когда Ричард и Никки таки получили комнату в этом доме, Ричарду удалось убедить Камиля и его друга Набби, что жизнь человека принадлежит только ему. После такой промывки мозгов Камиль увидел ценности жизни и стал активно помогать Ричарду и трудиться вместе с ним и другими жильцами, улучшая условия жизни. Иногда помогал Ричарду, когда он развозил металл по городу.

### Набби
Друг Камиля, также, как и Камиль, увидел ценность жизни и встал на путь исправления. Помогал Ричарду вместе с Камилем.

### Гейди
Бывший друг Камиля и Набби. После того, как они сдружились с Ричардом, Гейди обозлился на всех. По просьбе Никки, занялся с ней сексом в отместку за отказ Ричарда. После этого Камиль и Набби хотели его наказать, но он пригрозил ножом им и вступил в легион, идущий на помощь войскам Джеганя в Новый мир. Перед уходом заявил на Ричарда народному защитнику Мускину, вследствие чего Ричарда и арестовали. В Новом мире участвовал в вылазке в лагерь д`харианской армии. Напал там на девочку Холли, а когда волшебник Уоррен попытался её защитить — убил пророка. В наказание за это, был приговорён Верной к мучительной смерти от эйджила Кары. Когда она пытала его, он рассказал, что знает Ричарда Сайфера и его жену Никки. Рассказав об этом Кэлен и показав, где именно он живёт в Алтур`Ранге, был убит Карой. Впервые появляется и умирает в «Вере падших».

## Обладатели оккультной магии
Известно, что волшебники древности обладали двумя составляющими магии — даром (который сочетал в себе магию Приращения и магию Ущерба) и оккультными силами. По итогам Великой войны приспешники императора Сулакана, обладающие подобными способностями, были заточены в третьем царстве в Тёмных землях Д’Хары. Со временем, когда барьер третьего царства стал разрушаться, оккультные силы вновь стали просачиваться через него в мир и рождённые вблизи барьера стали обладать оккультными способностями.

### Ханнис Арк
Его родители и сестра были убиты по приказу Паниза Рала. После смерти отца занял его место и стал правителем провинции Фаджин, отдалённого района Д’Хары. Носит титул епископа. Считает себя претендентом на власть над Д’Харой. Имеет сходство с Джеганем. С ног до головы расписан символами «языка Сотворения», красными татуировками покрыты даже белки глаз. Имеет дар манипулировать людьми. Долгие годы он хранил одну из Шкатулок Одена, а потом отдал её Даркену Ралу в обмен на автономию и различные привилегии. Многие десятилетия вынашивал планы мести Дому Ралов. Во время войны с Имперским Орденом отправлял своих солдат на помощь армии Д’Хары, понимая, что самостоятельно справиться с Джеганем, когда свергнет Ралов и займёт трон, он не сможет. Выпустил полулюдей из заточения за Северной Стеной и подчинил их себе. Впервые появляется в «Машине предсказаний». Ему служат Морд-Сит, отвернувшиеся от Дома Ралов. В книге «Третье царство» воскрешает из мёртвых императора Древнего мира Сулакана, жившего во времена Первой Исповедницы Магды Сирус, и вместе с ним ведёт армию полулюдей Шан-так на Народный Дворец. В романе «Сердце войны» убит Морд-Сит Викой при попытке убийства Ричарда, после убийства Ханниса Арка Вика признала своим господином лорда Рала.

### Людвиг Дрейер
Аббат Людвиг Дрейер — д`харианец, родом из провинции Фаджин, что на северо-востоке Д`Хары. Жил и работал в монастыре в горах, неподалёку от столицы Фаджин — Сааведры. Людвиг Дрейер обладает некоей формой дара. Он один из приближённых Ханниса Арка, правителя провинции Фаджин. В монастыре аббат и его люди собирали для епископа Арка пророчества. После окончания войны с Имперским Орденом, Ханнис Арк начал воплощать свой план по захвату власти в империи. Он отправил аббата Дрейера в Народный Дворец на свадьбу Кары и Бенджамина с целью сеять недоверие к Ричарду Ралу. С Людвигом Дрейером прибыла одна из Морд-Сит епископа Арка по имени Вика, которая выполняла всю «чёрную» работу: убивала и рисовала знаки на языке Сотворения перед спальнями правителей Д`Хары. После убийства королевы Орнеты, аббат Людвиг Дрейер и Вика покинули Дворец, вернувшись в Фаджин. Владеет оккультной магией.
В своей работе Людвиг Дрейер активно применял созданный им метод искусственного получения пророчеств. Для этого, он находил по всей провинции Фаджин одарённых, и свозил в своё аббатство, где пытал их. После долгих пыток, жертва подходила к порогу смерти. Находясь одной ногой в могиле, человек, в обмен на избавление от мучений, выдавал пророчество, которое «доставал» из Подземного мира, поскольку частично уже был там. После этого, аббат «милостиво» убивал такого пророка.
Пока Ханнис Арк вёл свои дела в третьем царстве, охотясь на Ричарда Рала, аббат разыскивал одарённых. Прибыв в Стройзу за очередным «помощником», он обнаружил там едва пришедшую в сознание Мать-Исповедницу, оставленную в селении поправляться. Забрав её с собой, он решил сделать её своим «пророком». В аббатстве её подготавливали к пыткам евнух Отто и морд-сит Дора.
Однако аббат Дрейер принял во внимание слова Кэлен Амнелл, сказанные ей в Народном Дворце, о том, что коли епископ Арк руководствуется пророчествами, то фактически власть в провинции в руках того, кто их поставляет. Вскоре, он перестал передавать Ханнису Арку все пророчества, а отдавал лишь те, которые могли бы помочь ему в его начинаниях. Себе же он оставлял более важные. Тем самым, аббат (который к тому времени уже подумывал о предательстве) полностью предал своего епископа. Предательство Дрейера раскрыл лорду Арку император Сулакан, воскрешённый им в «Третьем Царстве»: мёртвый император, находясь в преисподней, мог чувствовать вмешательство Дрейера, когда он при помощи своей магии вторгался в мир мёртвых за очередным пророчеством. После этого, Ханнис Арк в ярости отправил группу шан-так в аббатство, чтобы они расквитались с предателем. Однако, перед их появлением, Людвиг вырвал новое пророчество из своей очередной жертвы, которое как раз и сообщило ему об опасности. Велев морд-сит Доре забирать Мать-Исповедницу, он вместе с другой морд-сит Эрикой бежал из аббатства прямо перед появлением там шан-так и направился в цитадель Сааведры, которая, по его мнению, была последним местом, где его будет искать разгневанный епископ.
Убит в романе «Разлучённые души» точным выстрелом Кэлен из лука.

### Терновые (Лесные) девы
Порождения Подземного мира, наделённые волшебными способностями и голосом. Их способности к магии заключаются в создании реалистичных иллюзий, доводящих жертву до безумия, а также в воскрешении мёртвых в виде фамильяров — бесплотных созданий, способных говорить. Убить фамильяра можно лишь Мечом Истины или оружием, выкованным полулюдьми Шан-так. Голос Терновой девы — это чудовищная разрушительная сила, убивающая всё живое, что слышит этот Голос. Именно поэтому матери Терновых дев зашивают дочерям рот, пока Голос ещё не способен навредить им. Питаются девы кровью людей.
Джит — единственная Терновая дева, упоминаемая в цикле романов. Появлялась только в «Машине предсказаний», далее лишь упоминалась. Как выяснилось в «Третьем царстве», Джит пришла из-за северной стены, и была лишь «первой ласточкой». Её приход ознаменовал падение сдерживающего барьера, которым и являлась стена, отгораживая третье царство от мира живых. Обитала на тропе Карга в провинции Фаджин на северо-востоке Д`Хары. Служила епископу Ханнису Арку. Наслала иллюзорных гончих на Кэлен Амнелл. Когда Ричард явился за Кэлен в её логово, Джит наслала тысячи фамильяров на него. В результате он и его жена оказались в плену у Джит, но Ричард догадался, как победить Терновую деву (Никки в Народном Дворце предупреждала его, что у него нет магии против Джит). Он перерезал полоски кожи, которые держали рот Девы, и освободил её Голос. Джит, Фамильяры и все, кто слышал этот Голос, превратились в кровавый фарш. Сам же Ричард и Кэлен выжили благодаря тому, что заткнули уши комочками одежды. Зедд сжёг жилище Джит огнём волшебника.

### Колдуньи
Саманта — одарённая колдунья, жившая в провинции Фаджин в небольшой пещерной деревне Стройза вместе со своей мамой Ирэной и тётями. Когда её тёти умерли, а маму похитили, Сэмми осталась единственной одарённой в поселении. Когда люди из её деревни привели Ричарда и Кэлен, борющихся с прикосновением смерти, она пыталась помочь им. Отправляется с Ричардом в путешествие к третьему царству. Помогает освободить войско, Никки, Зедда и свою мать. Постепенно влюбляется в Ричарда. В «Разлучённых душах» убивает армию полулюдей, обрушив на них скалы. После того как Ричард убивает Ирэну, за то, что та убила своих сестёр, их мужей, своего мужа и Зедда, Саманта в отместку убивает Кэлен и сбегает из цитадели. Поклявшись отобрать у Ричарда всё, что ему дорого, неоднократно нападает на него и его людей. В книге «Сердце войны», добровольно впустив в себя одну из сущностей Сулакана, возвращается в Стройзу и убивает всех её жителей. Когда туда прибывает Ричард, она уничтожает всех оставшихся солдат Первой Когорты и одну из Морд-Сит. При попытке обрушить на Ричарда, Кэлен, Никки и Морд-Сит свод пещеры сама была похоронена под многотонным слоем камня.
Ирэна (Айрин) — одарённая колдунья из Стройзы, тайно служащая аббату Людвигу Дрейеру. Когда пал барьер третьего царства, убивает своих сестёр и их мужей, чтобы те никому не рассказали об этом. Имитирует собственное похищение, чтобы как можно ближе попасть к Ханнису Арку. Когда Ричард освобождает своих пленённых солдат, Ирэна остаётся с ним, втираясь в доверие и тайно снабжая Дрейера сведениями об их путешествии через путевой дневник. Когда Зедд застаёт её за передачей очередных сведений, Ирэна убивает его при помощи своих оккультных сил. Лжёт Ричарду о наличии в Сааведре сдерживающего поля, в котором возможно излечить его и Кэлен от прикосновения смерти Джит и заманивает его в ловушку аббата Дрейера. Когда Ричард замечает случайно выпавший из её одежд путевой дневник и прочитывает о всех действиях Ирэны, он душит её до смерти. Впервые появляется и умирает в книге «Разлучённые души».

## Волшебные создания
Многие волшебные создания (такие как сильфида, мрисвизы и сноходцы) — были созданы во время Великой Войны из людей, как оружие. Для создания использовалась магия Ущерба — из человека «удаляли» ненужные качества, а потом магия Приращения, которая прививала необходимые качества жертве эксперимента. Каждая из сторон в войне стремилась найти оружие, которое способно склонить чашу весов в свою пользу. Многие знания (в том числе и знание о том, как создать Меч Истины) были заключены в Храме Ветров, который волшебники скрыли в пространстве меж миров.

### Гары
Страшные существа, созданные Альриком Ралом для борьбы со мрисвизами. Гары делятся на длиннохвостых и короткохвостых. Последние — более умные. Гары охотятся с помощью кровавых мух. Те жалят жертву и гар находит её, в свою очередь, обмазывая себя кровью убитого существа, чтобы мухи могли наесться. Короткохвостые гары считают своих мух, поэтому кровавых мух из роя короткохвостых гаров лучше не убивать.
Гратч — короткохвостый гар, мать которого Ричарду пришлось убить. Оставшись один маленький гар умер бы без помощи. Ричард вырастил его, научил охотиться, Гратч даже научился произносить отдельные слова и фразы. В результате между ними завязалась тесная дружба. В дальнейшем Гратч не раз помогал Ричарду и его сторонникам выручая их из самых безвыходных ситуаций, порой спасая им жизни. Кроме того, он стал лидером среди короткохвостых гаров, так как гар, проводящий много времени рядом с волшебником, пользуется безоговорочным авторитетом и управляет остальными. Впервые упоминается в «Камне слёз». Следует за Ричардом через Долину Заблудших и Башни погибели, в Древнем мире живёт за городом, близ Хагенского леса.

### Сети волшебных колодцев
Волшебные пути в колодцах были созданы волшебниками древности во времена Великой Войны, для ускоренного сообщения одарённых обеими сторонами дара (магией Приращения и Ущерба) между территориями Нового и Древнего миров. Как и многие орудия тех времён, создавались из живых людей. Внешне представляют собой магическое создание в образе женщин из ртути. Процесс путешествия заключается во вдыхание ртутной массы в себя, после чего она переносит путешественников с помощью подземных ходов, как правило, заканчивающихся колодцами. Если же ртутную массу пытается вдохнуть человек, не обладающий даром или обладающий только какой-либо одной его стороной, то данный контакт приводит к летальному исходу, вызывая кровотечения дыхательных путей и других органов. Однако в сильфиде Люси могут путешествовать путники, не обладающие обеими сторонами дара. Во время своего сна пребывают в подземном мире, где соединяются со своими душами.
Известны три сети колодцев — Сильфида, Люси и безымянная, используемая шпионами Сулакана во времена Великой Войны. Некоторые свойства и особенности своих характеров они наследуют из своих прошлых жизней.
Сильфида — магическое создание, в образе женщины из ртути. Во времена великой войны волшебников Сильфида была проституткой, обслуживающей высшие слои общества. Но при этом она никогда никому не выдавала имена своих клиентов. Именно из-за этой своей черты волшебники избрали её для создания нового способа передвижения. Став сетью колодцев, она никому не выдавала имена тех, кто в ней путешествовал. Но волшебники просчитались: помимо верности клиентам, Сильфида унаследовала и другую черту свойственную проституткам — безотказность. Из-за этого её услугами смогли пользоваться все волшебники с каждой из враждующих сторон. Также, из-за своей профессии при жизни, став волшебной ртутной массой, она сохранила свой игривый нрав и желание доставить максимальное удовольствие тем, кто воспользуется её услугами. В результате после возведения барьера и Башен Погибели Сильфиду усыпили на 3 тысячи лет, до того момента, пока из сна её не вывел Ричард. На протяжении повествования Сильфида практически не участвует самостоятельно в происходящих действиях, а лишь является способом передвижения на просторах Нового и Древнего мира. Однако её вмешательство в действия происходящие в «Храме Ветров» и «Призраке» спасает главным героям жизнь. Так же в «Призраке» выясняется, что 3 тысячи лет Сильфида хранит послание Ричарду Ралу от Бараха, что является важным эпизодом развития сюжета.
Впервые Сильфида появляется в «Защитниках паствы» и присутствует до конца повествования циклов «Меч Истины» и «Ричард и Кэлен». Известны колодцы в Пределе Агаден, Замке Волшебника, Народном Дворце, Хагенском лесу, Сокровище Джакопо, руинах города Каска и в других местах вымышленного мира.
Люси — магическое создание, в образе женщины из ртути. До книги «Сердце войны» ничего не было известно о существовании второй сети колодцев. Неизвестно также, кем при жизни была женщина, из которой создали эту сеть. Система колодцев была создана для связи Стройзы, пункта наблюдения за барьером третьего царства, куда заключили полулюдей императора Сулакана, и Замка Волшебника. Соответственно, имеет всего два колодца: в катакомбах Замка Волшебника и в секретной комнате поселения Стройза. Характер Люси значительно отличается от характера Сильфиды: она сдержанна и холодна с путниками. В себя погружает грубо и резко, что значительно отличает её от Сильфиды, старающейся обеспечить максимально возможное удобство и удовольствие путникам. Первоначально Ричард принимает её за Сильфиду, чем вызывает её негодование и раздражение. Появляется Люси лишь однажды — в книге «Сердце войны». Путешествовать в ней могут все одарённые, вне зависимости от того, сколькими сторонами дара они наделены.
сильфида Сулакана — магическое создание, в образе женщины из ртути. Эту сеть использовали шпионы императора Сулакана во времена Великой Войны, чтобы тайно передвигаться и совершать свои операции. Хозяйка этой сети колодцев предана императору Сулакану и его делу, поэтому отправляется в путешествие только с единомышленниками. Известно, что в ней путешествовали лично Сулакан и Обвинитель Лотейн. Для использования этой сильфиды необходимо обладать обеими сторонами дара.
Один из колодцев находится в заброшенном храме Матери морей в Серримунди, в Древнем мире. Во время своего путешествия туда Никки находит в храме статую Матери морей, которая в точности походит на хозяйку этой сети колодцев, из чего колдунья делает вывод, что поверье о богине, получившей имя «Мать морей», пошло именно от сильфиды Сулакана. Помимо колодца в Серримунди также известны колодцы в Ильдакаре, Хагенском лесу (Танимура), на побережье Ларрикана и в неком Ораганге.

### Драконы
Во времена Великой Войны драконы обитали на всех территориях, от Д`Хары до Алтур`Ранга, но в связи со стараниями волшебников Древнего мира, там драконы вымерли из-за отсутствия магии (суть Великой Войны была такой же, какой и войны с Имперским Орденом — уничтожение магии в мире). Драконы Нового мира жили и дальше, после создания Великого Барьера (Башен Погибели), некоторых (зелёных) люди держали в качестве домашних питомцев («Первое правило волшебника», Кэлен рассказывает об этом Ричарду). В «Духе огня», в связи пробуждением шимов, драконы, как и другие магические создания, начинают постепенно вымирать. В «Вере падших» Ричард Рал и Никки по пути в Древний мир обнаруживают останки красного дракона, умершего примерно во время пребывания Ричарда в Андерите.
Скарлетт — красная дракониха, вынужденная служить Даркену Ралу вопреки своему желанию. Магистр Рал контролировал её, похитив и спрятав её яйцо, но Ричард Рал помог Скарлетт спасти его из логова гаров, что освободило её от власти Даркена Рала, и помогло им подружится. Скарлетт несколько раз помогала Ричарду, в безвыходных ситуациях, что всегда ключевым образом влияло на развитие сюжета. Впоследствии, в «Последнем правиле волшебника», Ричарду и его спутникам на помощь приходит уже её сын, вылупившийся из того самого яйца. Скарлетт впервые появляется в «Первом правиле волшебника», присутствует в «Камне слёз», а затем часто фигурирует в воспоминаниях Ричарда. В книге «Исповедница» упоминается, что она ослаблена и не может летать, как следствие проникновения шимов в этот мир.
Грегори  — красный дракон, сын Скарлетт, спасённый Ричардом Ралом в «Первом правиле волшебника» (в виде яйца) взамен на помощь драконихи. Появляется в «Исповеднице».
Бром — дракон, охранявший кости своих сородичей на кладбище драконов в юдоли Кулот.

### Брофи
Брофи — торговец занимавшийся самыми рискованными сделками, связанными с магическими предметами. В своей работе был не совсем чист на руку, но при этом почти все свои доходы отдавал детским приютам. Был осуждён и приговорён к казни по обвинению Деммина Насса в убийстве мальчика, которого сам Насс и замучил до смерти. Чтобы избежать казни, а главное, очистить своё имя от обвинения в детоубийстве принял решение доказать свою невиновность через исповедь. После исповеди Кэлен и снятия обвинения был (согласно заведённой практике) превращён Джиллером в волка, чтобы снизить силу воздействия магии исповедницы и иметь шанс свободно прожить свою жизнь. В книге Брофи фигурирует только в образе животного. Брофи бросает свою налаженную жизнь и семью (волков), почувствовав вблизи присутствие Кэлен, в то время, когда она с Ричардом путешествует из племени Тины в предел Агаден. Он сопровождает их защищая от возникающих опасностей и впервые появляется в повествовании спасая Ричарда от напавшей на него гончей сердца. Брофи погибает от руки Деммина Насса пытаясь защитить Кэлен и её спутников, от квода руководимого Нассом. Брофи впервые появляется во второй половине «Первого правила волшебника» и погибает в конце той же книги.

### Мерцающие в ночи
Маленькие магические создания, похожие на мотыльков или светлячков, они живут в магическом лесу и хранят важные секреты, которые спасут тысячи жизней. Рассказывают Ричарду о важных секретах.
Ша — мерцающая, сопровождавшая Кэлен в поисках Волшебника Первого Ранга.

### Мрисвизы
Волшебники, променявшие свою волшебную силу на способность становиться невидимыми. Они могли делать это с помощью некого плаща. Причём этот плащ делал мрисвизов не только невидимыми, но и защищёнными от того, чтобы этих существ почувствовали даром, кроме тех кто обладал обеими сторонами дара. Обладают двумя кинжалами, называемыми «йабри». В «Защитниках паствы» группа мрисвизов нападает на штаб д’харианцев, где в это время Ричард Рал в сопровождении Улика, Игана, четырёх Морд-Сит и Гратча пытается убедить генерала Райбиха в том, что он — истинный лорд Рал. Когда Ричард убивает мрисвизов, выясняется, что они успели ранить Морд-Сит Холли. Она сообщает лорду Ралу, что успела захватить магию мрисвизов перед смертью, и что эта магия — дар. Также, в начале «Защитников паствы» выясняется, что мрисвизы умеют говорить — Ричард, Гратч и госпожа Сандерхолт подвергаются нападению десятка мрисвизов, и в битве один из них приказывает другим перестать атаковать Ричарда и напасть на гара. В «Защитниках паствы» мрисвизы помогают Тобиасу Брогану отбиваться от д`харианцев по приказу сноходца (императора Джеганя).
Королева — особое создание, происхождение которого неизвестно. Это огромное существо, напоминающее дракона, но уступающее последнему в размерах. Имеет красный оттенок кожи, а также крылья и мощный хвост. Королева не является одной из мрисвизов — она нечто большее. Королева мрисвизов на протяжении жизни должна была производить потомство. Королева передавала свою волю мрисвизам при помощи запахов. Также, она была способна передавать приказы посредством йабри, которые «пели» для мрисвизов. В логове в Хагенском лесу возле Танимуры Королеву сдерживало особое магическое поле. Из-под этого купола могли выходить вылупившиеся мрисвизы, но войти под купол не мог никто, а сама Королева не могла даже выйти. Однако, последней Королеве, жившей в том логове, удалось покинуть его. Использовав Ричарда Рала, Королева заставила его обрушить чары, и при помощи Сильфиды сумела добраться до Эйдиндрила. Там она решила обустроить себе логово прямо в Замке Волшебника. Пока Ричард освобождал Кэлен во Дворце Пророков, Королева уже успела сделать кладку яиц в башне, где располагался колодец Сильфиды. Вернувшись в Новый мир, Ричард и Кэлен уничтожили кладку, а потом сразились с самой Королевой. В битве Ричард нанёс ей тяжёлые увечья и сбросил с моста, ведущего к Замку.

### Шимы
Древние создания из Подземного Мира, которые были подчинены Йозефом Андером, для защиты Андерита. Созданы для уничтожения магии. Нанесли непоправимый вред после изгнания. Могут превращаться в любых существ, но в основном находятся в своих стихиях. А точнее ветер, вода и огонь. Созданы для уничтожения не только магии, но и всего живого. Были изгнаны Ричардом, после того как он показал им дух самого Йозефа Андера. Так как он был единственным кто их держал в Мире Живых. Известны имена трёх шимов: Реехани, Сентраши и Вази (вода, огонь и воздух). Чтобы призвать шимов, человек, одарённый особой магией (вроде магии Исповедниц), должен назвать их имена (при этом этот человек также должен соблюсти условия — то есть к примеру быть третьей женой, как Кэлен).
Реехани — шим воды. Именно он убивает Юни в начале «Пятого Правила», заманив того к озерцу и утопив там за то, что Юни плохо отозвался о нём. Впоследствии, вероятно, именно он принял облик убитой курицы, которую прогнал Ричард. Затем этот шим убивает Джулиана, мужа Норы, когда тот вечером выходит из дому и идёт к реке. Также, он пытается убить Дю Шайю, когда та называет шимов трусами. После, Реехани помогает Зедду добраться до пещеры в горах Андерита, чтобы он мог отдать душу шимам. В последний раз, он, как и остальные, появляется в финале книги, когда Ричард призывает троицу забрать душу Йозефа Андера и уйти с миром.
Сентраши — шим огня. Впервые его видит Ричард и его друзья в Племени Тины, когда он удирает от боевого чародея в снопу искр. Во второй раз шим появляется, убивая одного из детей Норы, заставив девочку войти в очаг. Убив таким образом ребёнка, Сентраши сожгла и дом. После Сентраши появляется в горах в Печке, когда Зедд пытается спасти Ричарда, заместив его душу своей, однако, ничего не выходит, и шим огня лишь выбивает дух волшебника из тела, вселив в ворона. Примечательно, что этого шима называют Королевой шимов. Вместе с остальными двумя, забирает душу Андера и уходит в Подземный мир.
Вази — шим воздуха. Убивает старую женщину Роберту, заманив её видениями к краю обрыва и утянув за собой вниз. Он же заманивает д`харианцев к краю пропасти и заставляет их спрыгнуть с моста Замка Волшебника, когда туда прибывают Несан и Морли. Также, помогает Зедду добраться до Печки, а после вместе с другими шимами уходит в Подземный мир, забрав душу волшебника Андера.
Йозеф Андер, вопреки приказу из Замка, не изгнал шимов, но запечатал их в мире Живых. Когда же он решил уйти в собственный, созданный им же самим, мир, то использовал силу шимов, чтобы создать смертоносное оружие — Домини Диртх, которое при помощи звука превращало в кровавый фарш всякого, кто слышал звон. Домини Диртх — громадные сооружения, выстроенные по всей границе Андерита — рассыпались в прах, когда Ричард отправил шимов в Подземный мир. О шимах и о том, как их победил «Гора» (Йозеф Андер) была сложена андерская песня, исполняемая только по значимым случаям.

### Сноходцы
Магическое оружие, созданное волшебниками во время Великой войны. Существа, способные проникать в разум человека (во время сна и бодрствования), контролировать его незаметно для него самого и причинять боль. Отличительной чертой сноходца, полностью владеющего своей силой, являются абсолютно чёрные глаза. Волшебники просчитались лишь в одном: при создании сноходцев они не учли то, что их оружие будет обладать разумом. В конце концов сноходцы вышли из-под контроля. Единственной защитой от сноходцев была магия уз дома Ралов.
В «Первой Исповеднице» Барах рассказывает Магде о том, как именно человек превращался в сноходца: инструментом для создания этих существ служила красивая шкатулка, при открытии которой (при помощи дара) появлялась огромная магическая светящаяся сеть. Тогда человек становился внутрь и через несколько мгновений становился сноходцем, обретая способности, присущие этим тварям. Однако, даже Барах, хоть и был Первым Волшебником и боевым чародеем, не сумел при помощи своего дара уничтожить эту шкатулку, сказав, что сомневается в возможности уничтожения этой магии. Тогда он забрал её с собой в Храм Ветров.
Джегань — единственный известный сноходец. Был императором Древнего мира из Алтур`Ранга. Возглавлял Имперский Орден. Он подчинил себе всех сестёр Тьмы и некоторых сестёр Света в ходе войны Древнего мира с Новым. Впервые упоминается в «Камне слёз» и в дальнейшем до конца цикла «Меч Истины» ведёт войну против Нового мира. Погибает в «Исповеднице».

### Кэлтроп
Магическое создание, эквивалент оборотня, при свете дня выглядит как обычный человек, но при этом практически бесплотный. Впервые Кэлтроп упоминается в «Первом правиле волшебника», где некий представитель этого рода существ пытался заманить в ловушку Ричарда и Кэлен на пути в Предел Агаден, назвавшись посланцем Зедда. Однако Ричард, в пути через лес, заметил, что их спутник проходит сквозь паутину и ветки, в то время, как Кэлен и Ричард рвут их и отгибают. Когда Ричард попытался выяснить, кто такой этот незнакомец, тот преобразился в высокое подобие волка, но убежал из-за появления Шоты.

### Шинга
Зверь из Подземного мира, появляющийся в «Первом правиле волшебника». В книге описывается, как крупное существо с мощными лапами. Исходя из текста, получается, что шинга — зверь, которого создаёт волшебник в ходе сложного ритуала. Шинга используется волшебником в качестве ездового животного, для перемещения в Подземном мире. Даркен Рал создавал этих зверей, когда ему было нужно пройти через Подземный мир в Границе и попасть в Срединные земли или Вестландию.
Шинга создаётся из маленьких детей, мальчиков. Для того, чтобы сделать из ребёнка шингу, Даркен Рал сначала втирался к нему в доверие, попутно кормя его неизвестными зельями. Когда доверие было получено, ребёнок приносил клятву верности магистру Ралу, после чего тот убивал ребёнка, вливая ему в глотку расплавленный свинец. Затем, он чертил на магическом песке различные фигуры, связывая себя с духом убитого мальчика. После ребёнку раскалывали череп и лорд Рал съедал мозг, яички и сердце, сопровождая это начертанием магических формул и чтением заклинаний. На этом ритуал заканчивался, и шинга, призванный лордом Ралом, являлся к своему повелителю.
Также, созданный шинга сохранял черты того ребёнка, из которого был создан — цвет глаз, к примеру. Шинга откликался на имя ребёнка, который был подвергнут ритуалу.
Ритуал создания шинги и путешествия по загробному миру передавался в роду Ралов от отца к сыну, но эта традиция оборвалась после смерти Даркена Рала.

### Намлунг
Ещё один зверь мира мёртвых, созданный Владетелем. Намлунг — высокий, мускулистый, покрытый шерстью зверь, телосложением напоминающий человека. Имеет большие клыки, а также длинный язык. Намлунг используется в ритуалах Сестёр Тьмы, с целью передать мужской дар из квиллиона женщине. Процесс передачи представляет собой совокупление намлунга и Сестры Тьмы. Впервые это существо появляется в «Камне слёз», где участвует в ритуале Сестёр Тьмы, который видит сестра Маргарита. Возможно, намлунг появляется и в «Столпах Творения», так как нечто во время сделки с Владетелем облизывает языком Дженнсен, также, как это делал намлунг во время ритуала в лесу.

### Гончие сердца
Эти звери — также создания Подземного мира, появившиеся с ослаблением Границ. Гончие сердца — крупные животные, напоминающие волков, но гораздо более крупные и имеющие рыжую окраску. Своё название гончие получили в связи с легендой, которая гласит, что гончие выслеживают свою жертву по биению сердца. Другая версия легенды — что гончие убивают, выгрызая сердце жертвы. Охотятся эти звери стаями. По приказу своего хозяина — Владетеля — способны выследить и убить того, кого он прикажет.
Гончие сердца боятся воды и не входят в неё. Впервые появляются в «Первом правиле волшебника». Гончие появляются там, где приподнимается завеса между мирами.

### Целители
Целители — магические существа, обитающие в Срединных землях. Их внешность остаётся загадкой — в цикле произведений они предстают в виде голоса со странной манерой речи, заключающейся в перевороте слов в предложении (чем напоминают речь магистра Йоды). Целители появляются в «Вере падших». К ним обращается за помощью аббатиса Аннелина — её путевой дневник сожгла Кэлен, и, чтобы восстановить его, Энн направилась к пещере Целителей. Собственно, Аннелина вспоминает о том, что уже встречалась с ними в юности и эта встреча ей запомнилась не с лучшей стороны. Судя по всему, Целители — очень могущественные создания, раз смогли восстановить дневник, созданный волшебниками, которые обладали двумя сторонами магии, однако, починка дневника заняла у них много времени — Аннелина обращается к ним в начале книги, а дневник восстанавливается к концу (временной промежуток, описываемый в книге — примерно, год).

### Скользящие
Скользящие — одно из орудий Великой Войны, созданное из людей. Неизвестен процесс создания из человека скользящего, который проводили маги древности. Поскольку это знание умерло вместе с ними, по приказу Джеганя сёстры Тьмы проводили эксперименты над волшебниками. Многие умерли, но в конце концов Сёстрам удалось вернуть в мир скользящих. Они создали одного. Им был волшебник по имени Николас, взявший себе прозвище Скользящий. Из воспоминаний Николаса следует, что процедура превращения была болезненной — сёстры пронзили его грудную клетку колом, предварительно распяв на земле. Одной из сестёр, ответственной за эксперимент, была сестра Тахира.
Скользящие были созданы волшебниками древности не способными к размножению. Главной особенностью этих созданий является умение красть душу человека так быстро, что тот не осознаёт этого. При этом скользящий, владеющий своей силой, способен сколь угодно долго удерживать душу, пока её тело живёт. Поскольку последние скользящие были давно мертвы, Николасу приходилось самому постигать секреты своего нового дара. Вначале он мог украсть душу лишь когда тело находилось в предсмертной агонии, что сильно ограничивало его во времени использования душ. Со временем, Скользящий обошёл это ограничение и к моменту встречи с Кэлен был способен украсть душу, не нанося вреда телу.
Души скользящие использовали для того, чтобы при помощи них следить за кем-либо. Скользящий проецировал (то есть подсаживал) душу в тело животного и таким образом получал возможность следить глазами животного и слушать его ушами и т. д. Однако, судя по всему, скользящий был не способен взять под контроль таким образом человека. К тому же, сноходцы оказались быстрее скользящих, что подтвердилось, когда Николас попытался украсть душу Джеганя, вселившегося в одного из солдат. Джегань ускользнул от Николаса, забрав с собой также и душу солдата.
От атаки на душу, проводимой скользящим, не существует защиты. Однако у этих созданий есть слабое место — пока скользящий находится в теле животного, его собственное тело уязвимо. Эту слабость использовал Ричард Рал, чтобы убить Николаса, обманув того и заставив покинуть тело в нужный момент.

### Фамильяры
Эти существа являлись слугами Терновой девы Джит. Джит, выбравшись из третьего царства, принесла с собой уникальную разновидность магии, которая позволяла создавать незримые для неодарённых смертные образы. Фамильяры неуязвимы для простого оружия, и нанести вред им были способны только Меч Истины, а также оружие, выкованное полулюдьми за Северной стеной. Использовались Джит для общения (поскольку лишь они могли понимать звуки, которые издавала Терновая дева), связи с епископом Арком и ритуалов. Джит создавала фамильяров с помощью оккультной магии из своих умерших пленников. Впервые появляются в «Машине предсказаний». В конце книги тысячи фамильяров погибают вместе с Джит, когда Ричард Рал разгадывает загадку Терновых дев и уничтожает Джит при помощи её же голоса.

### Полулюди
Во времена Великой Войны обе стороны старались создать оружие, способное переломить ход войны в их пользу. Волшебники-творцы из Древнего мира по велению императора Сулакана добились больших успехов, изучая чёрную магию. При помощи оккультных заклятий им удалось поднять армии мертвецов. Это было эффективным решением, ведь мертвецы не чувствовали ни боли, ни жалости. Они просто хотели убивать всё, что движется. К тому же, это было очень выгодно — ведь трупов после каждой битвы было вполне достаточно. Через какое-то время творцы Сулакана усовершенствовали своё творение, извратив Благодать и сумев уничтожить в людях душу. Таким образом они получили живых мертвецов — они существовали, но были лишены разума и рационального мышления. Вдобавок к этому, заклятие замедлило процессы старения настолько, что они оказались почти что бессмертны. Однако, у всей этой затеи оказалась и оборотная сторона — через какое-то время полулюди вышли из-под контроля и стали атаковать вообще всё живое, и своих, и чужих. Волшебники Сулакана, впрочем, довольно быстро нашли решение и сумели направить армии полулюдей против врага. Поскольку волшебники Нового мира понятия не имели о том, как именно были созданы эти ужасающие твари, они не смогли ничего с ними сделать. Не найдя эффективного способа уничтожать армии этих существ, совет волшебников в Эйдиндриле постановил изолировать это творение Сулакана от всего остального мира. При помощи притягивающего заклятия удалось собрать всех полулюдей на самом севере Д`Хары, в Тёмных землях. Когда все монстры оказались там, чародеи создали сдерживающий барьер, названный впоследствии Северной стеной, создав таким образом третье царство — место, где мир живых и мёртвых переплетался воедино. Маги понимали, что их заклятие не сможет существовать вечно и создали специальное поселение людей, Стройзу (в переводе с древнед`харианского «стройза» — дозор), где люди с даром обязаны были следить, чтобы врата в Стене были закрыты, а если и когда они откроются — отправились в Замок Волшебника, передать совету, что ворота открыты.
Главной особенностью полулюдей является желание вернуть себе душу. Это желание движет ими, это их цель существования. Она довела их до полного безумия. По непонятным причинам, полулюди решили, что душа человека скрыта в его тканях тела и поэтому они пожирают тело человека практически полностью — за исключением костей. Они разрывают плоть и выпивают всю кровь, съедая внутренности. После каждого такого пиршества они понимают, что душа к ним не вернулась и это понимание ещё больше усиливает их желание. Из разговора Ричарда Рала и пленённого им получеловека выясняется, что все эти существа убеждены, что обладающие душой — «жадины», и души «принадлежат полулюдям».
Впервые полулюди упоминаются в «Машине предсказаний» — епископ Ханнис Арк рассказывает фамильярам Джит, что оружие, изготавливаемое полулюдьми, способно уничтожить любую материю, как живую, так и мёртвую. Непосредственно сами они появляются в «Третьем царстве». Там же Ричард выделяет как минимум три типа полулюдей: жутких и гниющих трупов, более разумных, говорящих и с виду напоминающих живых людей, и загадочных Шан-так — самых разумных из всех полулюдей, которым в третьем царстве принадлежат огромные земли. Шан-так опасаются все остальные полулюди, говоря что они не настолько глупы, чтобы соваться в их земли. Сами же шан-так внешне выглядели как люди. Но, их одежда (как женская, так и мужская) оставляла торс обнажённым, а головы шан-так брили наголо, либо же оставляя небольшой пучок волос. Они носили всевозможные ожерелья, а свои зубы затачивали, превращая тем самым в оружие. Отдавая дань уважения своему создателю, которого одновременно ненавидели и боготворили, они раскрашивали своё тело белой краской, а глазницы подводили чёрным, пытаясь выглядеть, как обожаемая ими мумия Владыки.
Шан-так были наиболее «совершенными» полулюдьми. Как и остальные полулюди, шан-так были лишены способности к рациональному мышлению и адекватной мотивации, и были не прочь сожрать любого человека ради души, однако, какие-то зачатки разума в них всё же остались. Шан-так наиболее опасны среди полулюдей не только потому, что способны более-менее думать, но и из-за их способностей к оккультной магии. Шан-так научились применять её для удивительных вещей: воскрешать мертвецов, которые невосприимчивы к магии, а также воздвигать и удерживать на одном месте стены из завесы подземного мира. Также, оружие, созданное ими, уничтожает мёртвых, а живым при ранении причиняет боль, сравнимую с ударом эйджила. Все три тысячи лет, с момента воздвижения Северной Стены, шан-так совершенствовали своё искусство оккультной магии, параллельно пытаясь вернуть к жизни своего Владыку, который был ни кем иным, как создателем расы полулюдей — Императором Сулаканом. Не совсем понятно, как мумифицированное тело оказалось погребено в пещерах третьего царства, однако именно там Ханнис Арк находит его и проводит церемонию воскрешения. До прихода епископа, шан-так безуспешно поливали кровью своих сородичей мумию Сулакана. Изолированные от внешнего мира, они не могли знать о пророчестве, которое указывало на нужного человека, чья кровь пробудит Владыку ото сна смерти. Когда кровь Ричарда Рала окропила тело Сулакана, Владыка восстал из могилы, а шан-так последовали за ним туда, куда он их повёл — к Народному Дворцу Д’Хары.

### Зверь Крови
Зверя, как и многих других волшебных животных, создали волшебники времён Великой Войны. Неизвестно, какой именно из сторон был создан Зверь. Особенностью этого творения мастеров древности было полное отсутствие логики в его действиях и даже во внешности — Зверь не имел никакой иной формы, кроме как чёрная тень с горящими глазами. Именно благодаря отсутствию формы и логики в действиях Зверь был столь опасен: он просто был непредсказуем. Зверь не имел никаких чувств, не был способен анализировать информацию об окружающем, им двигало лишь одно желание — убить того, на кого его натравили. Во время создания, чудовище настраивали на магию того человека, которого следовало убить. И Зверь выходил на охоту, как только жертва применяла свой дар. С этого момента монстр знал «вкус» дара своей жертвы. Благодаря своей связи с Подземным Миром, эта тварь могла быстро перемещаться к своей жертве, едва та применит свой дар. С момента начала охоты, любое применение магии жертвой служило сигналом для Зверя, на который он мог явится — а мог и нет. Это было частью нелогичности монстра.
Записи об этом существе нашёл император Джегань, после чего поручил создать такого Зверя для охоты на Ричарда Рала своим Сёстрам Тьмы. Сёстры исполнили этот приказ и Зверь вышел на охоту, предположительно, в ту ночь, когда Сёстры Тьмы запалили магию Огненной Цепи и Ричард, касаясь Меча Истины, неосознанно призвал свой Хань, что с одной стороны защитило его от пагубного воздействия Цепи, но с другой стороны дало сигнал Зверю. Однако, существовала более губительная форма Зверя — собственно, Зверь Крови. Таковым становился Зверь, испробовавший кровь своей жертвы. Именно Зверем Крови стал Зверь, посланный за Ричардом, в то утро, когда Никки воспользовалась Магией Ущерба и удалила кровь и стрелу из тела Ричарда, чтобы спасти его жизнь. Первое нападение чудовище совершило в лесах под Алтур-Рангом. Зверь напал на отряд, который сопровождал Ричарда к городу, и уничтожил всех людей Виктора Касселы. Сам Ричард не пострадал, потому что был вдалеке от отряда. Зверь тогда разорвал всех на части и сорвал листву с деревьев — столь жуткую форму он принял в тот день. В следующий раз он напал уже в Алтур-Ранге. Вечером, когда Ричард остановился в гостинице, Зверь проломил несколько стен, желая добраться до магистра Рала, но на его пути встала морд-сит Кара и приняла на себя удар, предназначенный Ричарду. Оцепенев и погрузившись в состояние, подобное коме, Кара спасла Ричарда. Позже он исцелил её. Сам же Ричард едва избежал прикосновения Зверя, выпрыгнув в окно. После Зверь на какое-то время исчез, и вновь проявил себя лишь в лесах у границ Предела Агаден. Там он принял облик бесконечных извивающихся щупалец, который обжигали, подобно кислоте, едва прикоснувшись к человеку. Тогда Ричарду удалось защитить себя Мечом Истины. После поражения, Зверь снова пропал на длительный период. Однако, лорд Рал забыл предостережение Шоты о том, что не следует читать пророчества, так как это задействует его дар, и когда Натан и Энн прибыли в Замок с книгами пророчеств, Зверь вновь атаковал Ричарда. Перед этим, пустые страницы в книге, на которых раньше были пророчества о Кэлен, стали покрываться словами «Мы уже идём». Три могущественных чародея, Зедд, Натан и Энн, не смогли никак навредить Зверю. Лишь магия Никки привлекла внимание Зверя, но не остановила его. В этот раз, после долгой погони по Замку, Ричард заманил Зверя в один из древних щитов, который был создан волшебниками древности. Попав в щит, Зверь оказался изгнан на какое-то время. И позже вновь совершил нападение в Замке — в этот раз Ричард применил дар, чтобы спасти Никки от магии контролирующей сети, которая была соткана с изъяном и потому оказалась смертельно опасной. Никки, находясь на границе миров, видела, что чем больше Ричард расплетал сеть, тем сильнее Зверь проявлялся в Мире Живых. Когда сеть распалась, он напал, приняв форму какого-то животного, напоминающего скрийлинга. Во время боя, он уворачивался от ударов, пересекая границу и уходя в Мир Мёртвых, чтобы вновь вернуться, когда угроза минует. Именно Никки сумела остановить его в этот раз, создав вакуум в двух мирах и уничтожив облик Зверя, не дав сбежать от удара в Мир Мёртвых.
После того как Ричард и Никки забрали из Народного Дворца «Книгу Жизни», Зверь вновь дал о себе знать, появившись прямо в сильфиде, когда Кара, Ричард и Никки возвращались в Замок Волшебника. Этим он помешал первой попытке ведьмы Сикс лишить Ричарда его волшебного дара. Однако, когда Никки и Кара были отброшены от лорда Рала, Сикс наложила заклятие на Ричарда и таким образом он потерял связь с даром, что «ослепило» Зверя и он ушёл ни с чем.
Последний раз Зверь появился, когда к Ричарду вернулся его дар в катакомбах Народного Дворца — Рэчел уничтожила заклинание, нарисованное Виолеттой и Сикс. В этот раз, он принял облик д’харианца, и убил многих воинов, в том числе, генерала Тримака, командующего Первой Когортой. Однако, Ричарду Ралу удалось изгнать его.

### Госпожа Жизнь
В Твердыне, сокрытом на протяжении многих веков архиве, работали помнящие под руководством Виктории. После смерти Поглотителя жизни Виктория не желала ждать естественного восстановления иссушенных земель. Она провела ритуал, где она и её послушницы Одри, Лорел и Сейдж умерли, а после переродились в ужасных древесных существ. Виктория стала огромным живым деревом, обладающим невероятно сильной магией. Одри, Лорел и Сейдж превратились в травяных чудовищ, гораздо меньше Госпожи Жизнь. Её способности позволяли первобытным джунглям распространяться с пугающей скоростью, что грозило уничтожением мира. Узнав о замыслах Виктории, Никки поклялась её убить. В итоге Никки и Натан нашли способ убить её — для этого нужен был лук из кости дракона. Они отправились к кладбищу драконов, которое охранял Бром — последний дракон. Им удалось договориться с ним, они сделали лук, вернулись в Твердыню, а затем Никки сразила стрелой с ядом Госпожу Жизнь. После этого джунгли исчезли.